# トウダイグサ属
トウダイグサ属（トウダイグサぞく、Euphorbia）はトウダイグサ科に属する一群の植物で、園芸植物などについては学名の英語風読みのユーフォルビアで呼ばれることが多い。ラテン語風読みのエウフォルビアと読ませることもある。
代表的な種としては、日本に野生するトウダイグサ（灯台草: 形が燭台に似ることから）、タカトウダイやノウルシ、観賞用に栽培するポインセチア、ショウジョウソウ、ハツユキソウ、ハナキリン、ミドリサンゴ（ミルクブッシュ）などがある。
学名のEuphorbiaは、ヌミディア王ユバ2世に仕えたギリシャ人医師エウポルボスに由来する。ユバ2世の一人目の妻はマルクス・アントニウスとクレオパトラ7世の娘クレオパトラ・セレネである。エウポルブスはサボテンに似たユーホルビア植物が強力な瀉下薬となることを記した。紀元前12年、侍医のアントニウス・ムーサ（エウポルブスの兄弟で、アウグストゥスの侍医）の像を作ったアウグストゥスに応えて、ユバ2世は、この植物の名前をエウポルブスから名付けた。植物学者のカール・フォン・リンネが後の植物分類の基礎となる『植物の種』(Species Plantarum; 1753年) において属名として用い、エウポルブスを顕彰し、この「Euphorbia」を属名として採用した。弟のアントニウス・ムーサの名前は、バショウ属の由来とされる。
ユバ2世自身は、芸術および科学の著名なパトロンであり、いくつかの探検や生物学的研究の後援をしていた。彼はまた著名な作家であり、博物学に関する論文や最もよく売れたアラビアへの旅行案内といったいくつかの専門書や一般向けの学術書を書いている。Euphorbia regisjubae（ユバ王のEuphorbia）は、博物学におけるユバ王の貢献とこの属を表に出した彼の役割を称えて命名された。

## 特徴

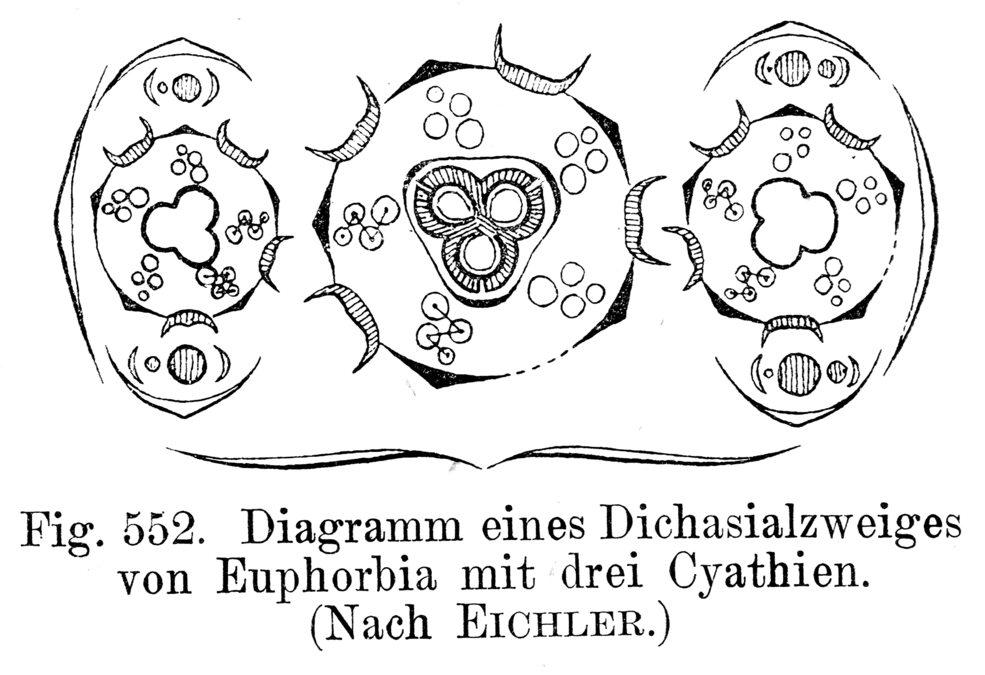
杯状花序を示す花式図

世界の熱帯から温帯に広く分布し、約2000種の草本または低木からなる巨大な属である。
花は退化傾向が著しく、雄蕊または雌蕊1本だけからなる。これら（雌花1個、雄花数個）が集まり苞に囲まれた杯状花序という特有の花序を形成する。苞には蜜腺があり、花序全体が1つの花のように見える。さらにポインセチアなどでは花序近くの包葉が赤・黄・白などに着色して目立つ。
切ると乳液を出すが、有毒物質（ホルボールエステルやインゲノールエステル等）を含み、皮膚につくとかぶれることもある。
砂漠から湿地まで様々な環境に適応進化し形態的に多様である。特に砂漠に生育するものでは、Euphorbia horrida、Euphorbia valida、Euphorbia obesaなどのように、葉が退化し茎が多肉となってサボテンに似ているものもあり、収斂進化の好例である。

## 分類
形態のやや異なるニシキソウ亜属を独立の属とすることも多いが、分子系統学的には必ずしも支持されていない。
日本には約20種があるが、どれも草本で、直立して飾りの包葉の付いた複雑な花序を広げるトウダイグサの類とやや這う草本のニシキソウの類がある。
トウダイグサに類するもの：立ち上がる草本で、葉は茎の周りにつき、先端は多数枝分かれして広がり、飾りの包葉に囲まれて花序が付く。
- イワタイゲキ - Euphorbia jolkinii Boiss.
- タカトウダイ - E. pekinensis Rupr. subsp. pekinensis（シノニム: E. lasiocaula Boiss.）[4]
- トウダイグサ - E. helioscopia L.
- ナツトウダイ E. sieboldiana C.Morren & Decne.
- ノウルシ - E. adenochlora C.Morren & Decne.
- ハクサンタイゲキ - E. togakusensis Hayata

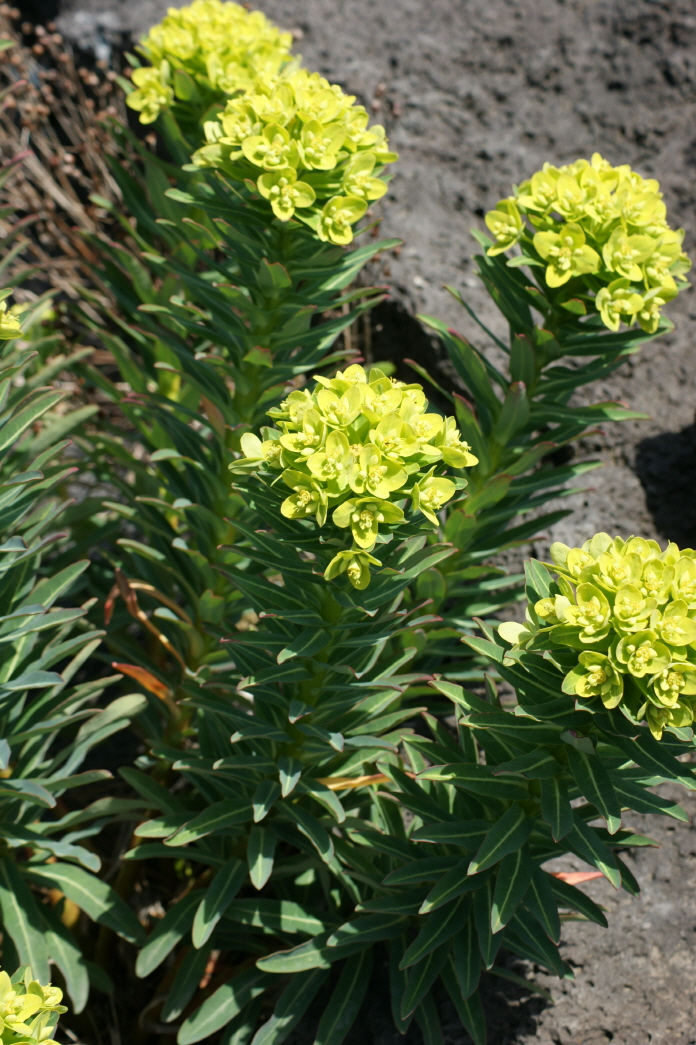
イワタイゲキ
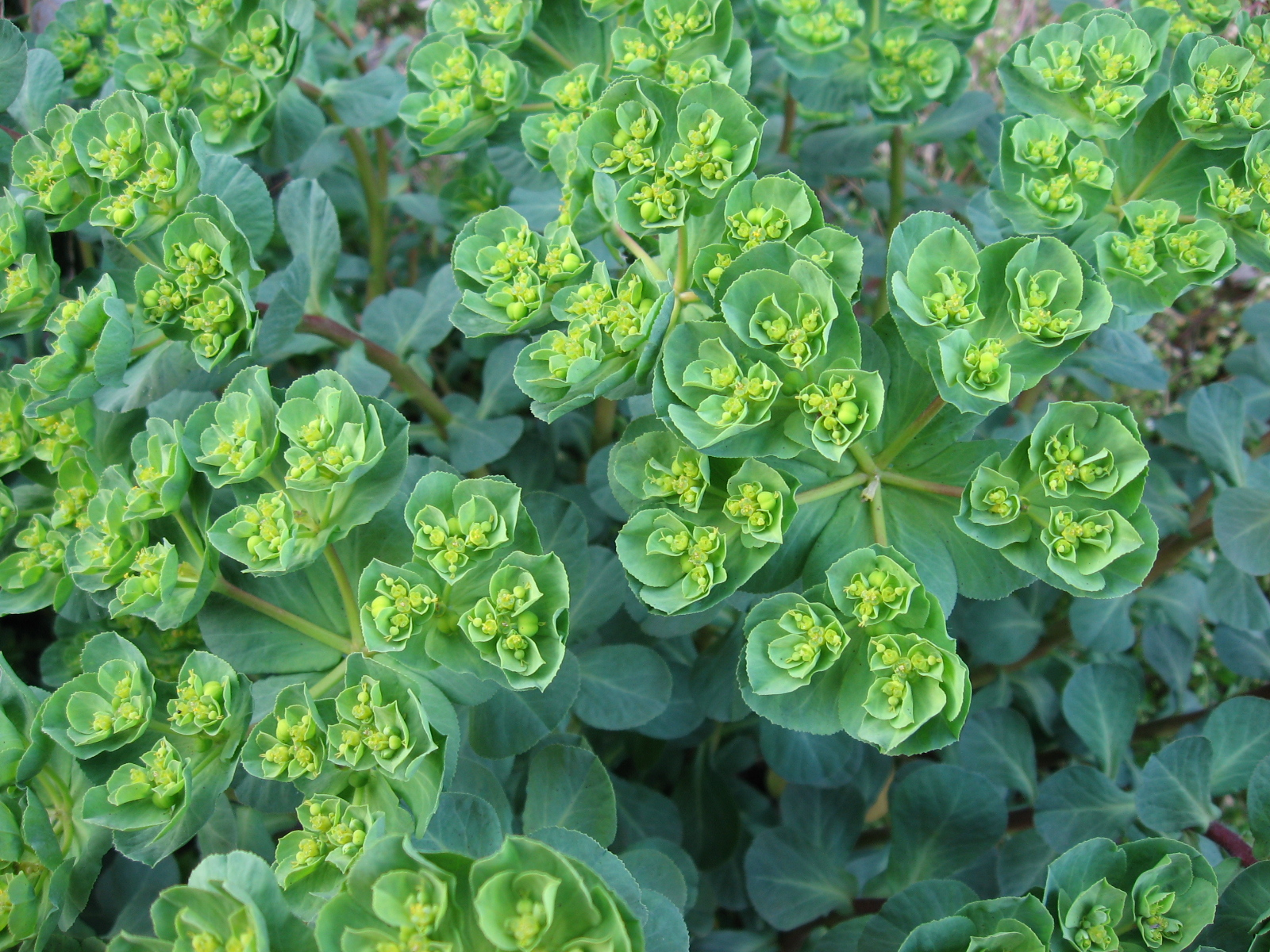
トウダイグサ
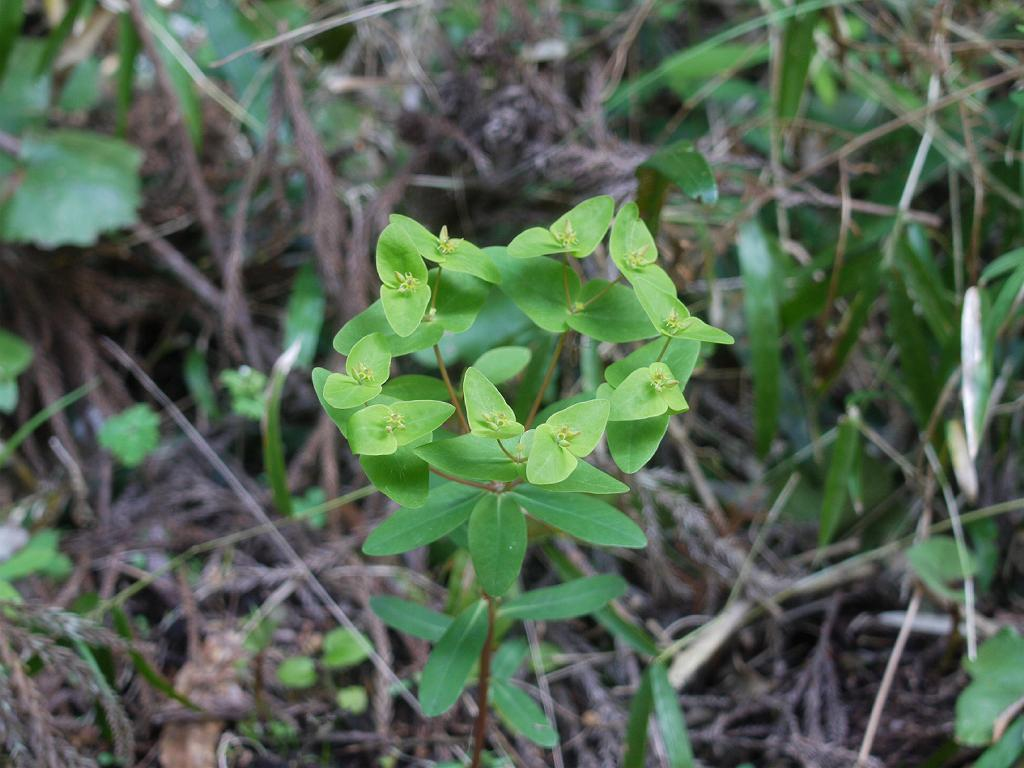
ナツトウダイ
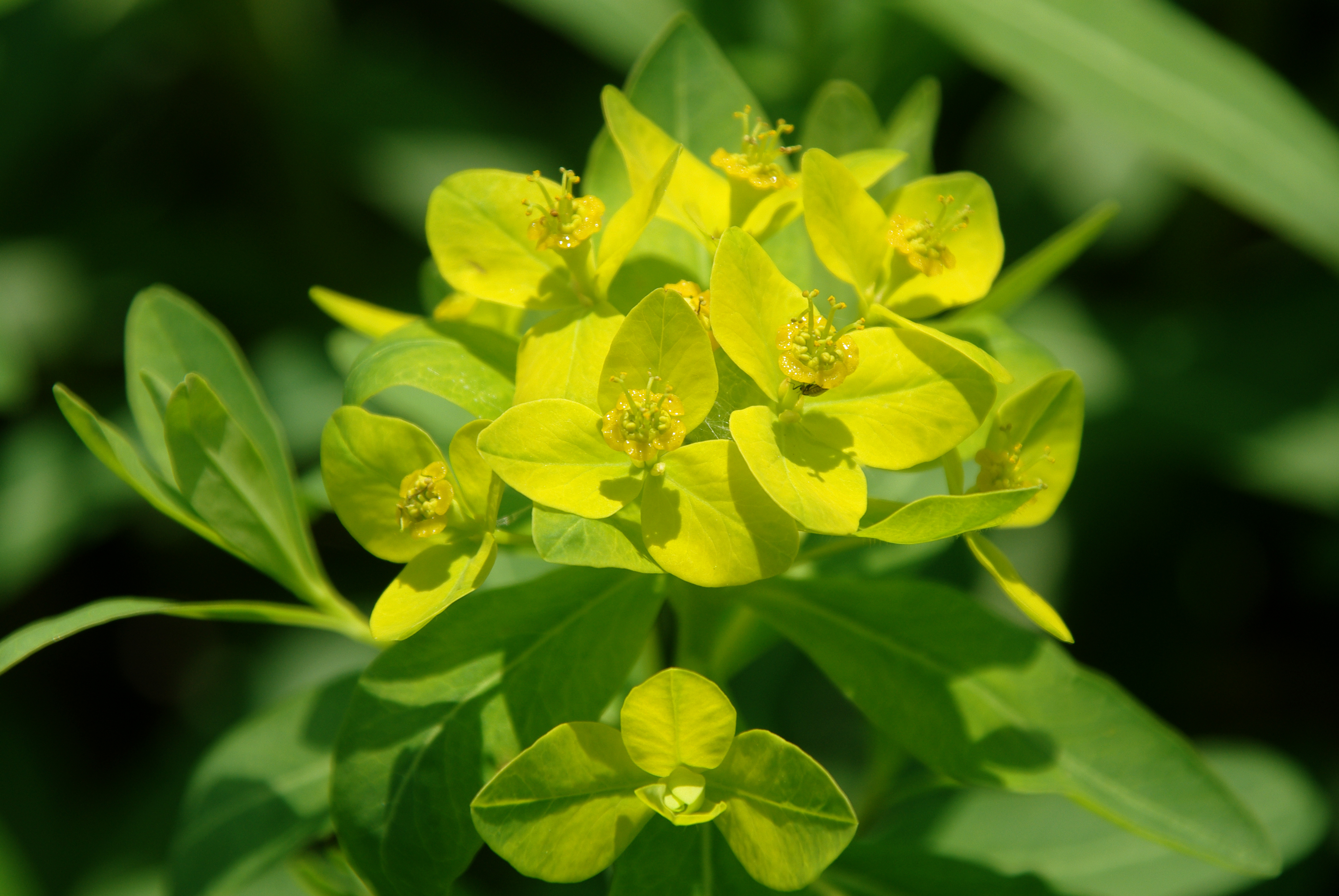
ノウルシ
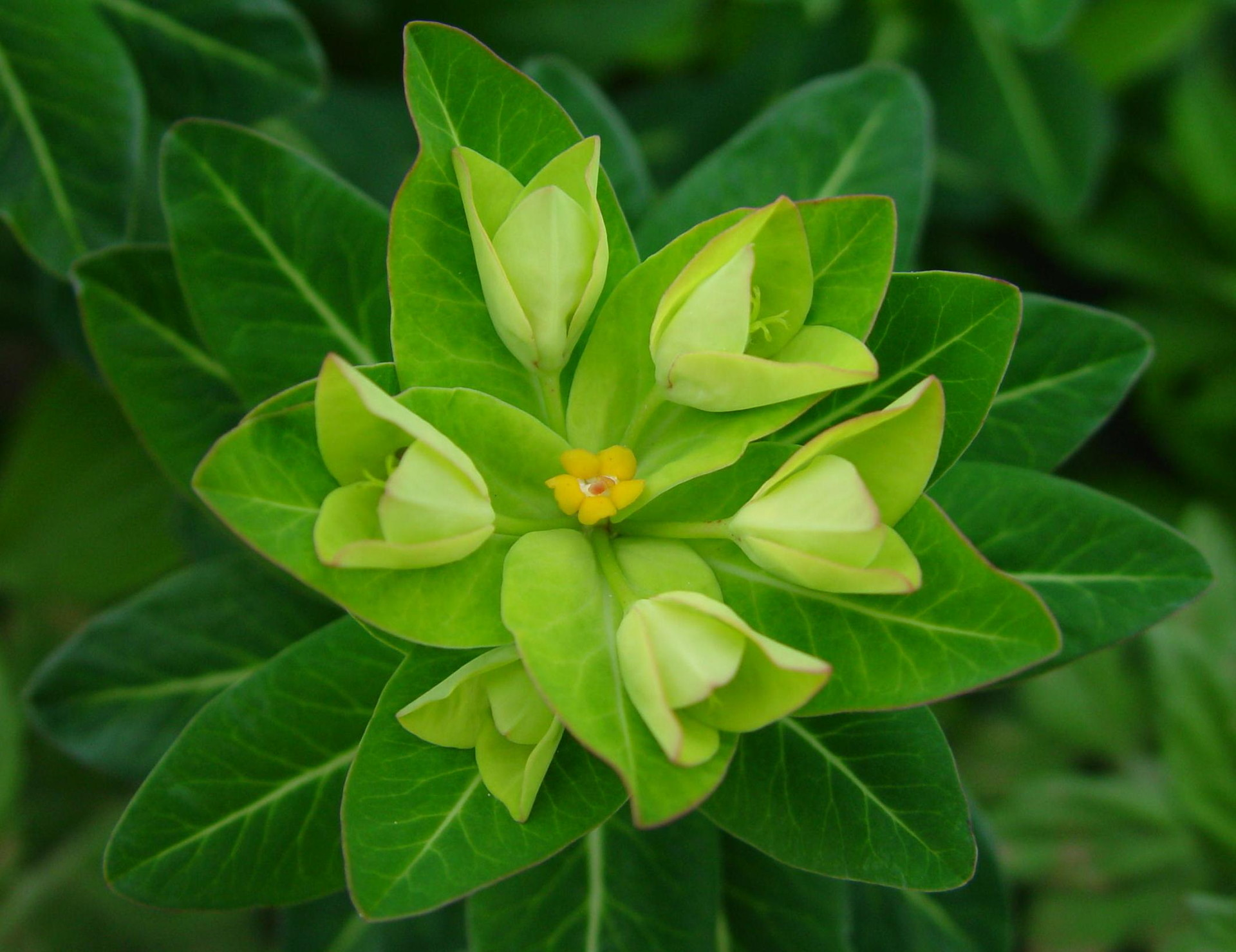
ハクサンタイゲキ 三ノ峰にて

ニシキソウに類するもの：やや這う草で、茎にそって水平に葉を多数だし、花序は葉の基部に小さく付く。
- オオニシキソウ - Euphorbia nutans Lag.
- コニシキソウ - E. maculata L.（シノニム: E. supina Raf.）[5]
- ニシキソウ - E. humifusa Willd.（シノニム: E. humifusa var. pseudochamaesyce (Fisch. &C.A.Mey.) Murata）[6]
- ハマタイゲキ（別名: スナジタイゲキ、スナタイゲキ）- E. atoto G.Forst.

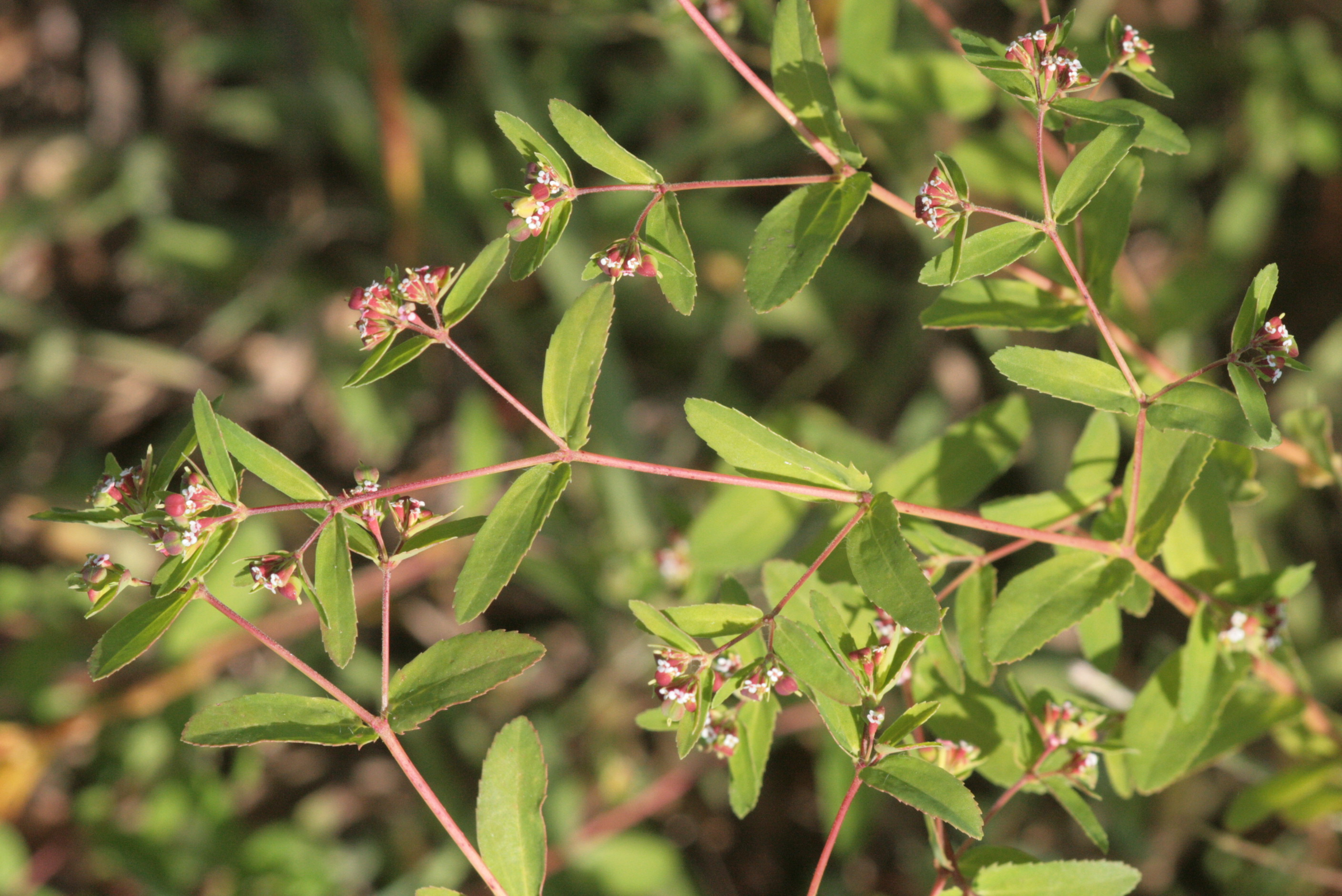
オオニシキソウ
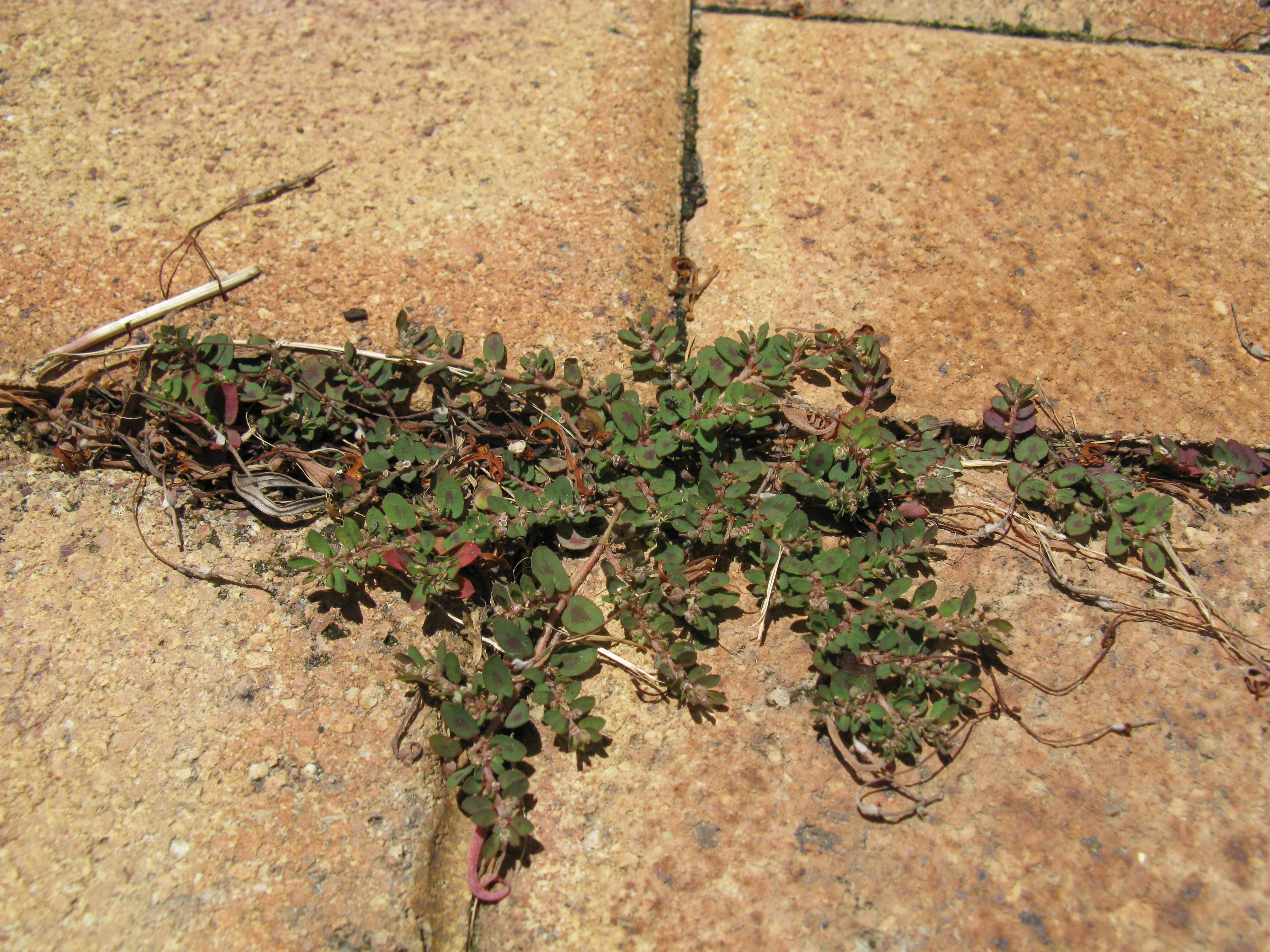
コニシキソウ
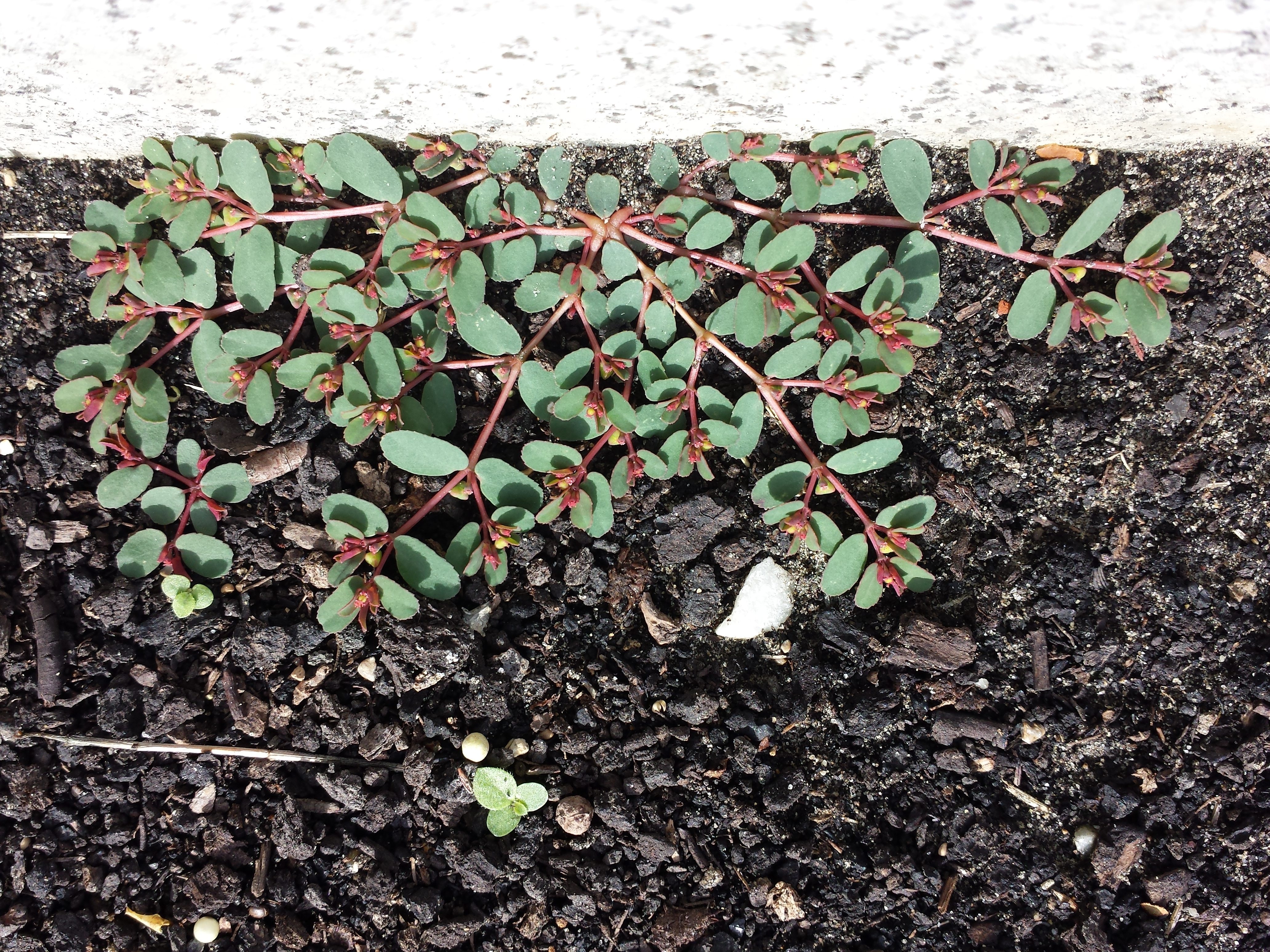
ニシキソウ
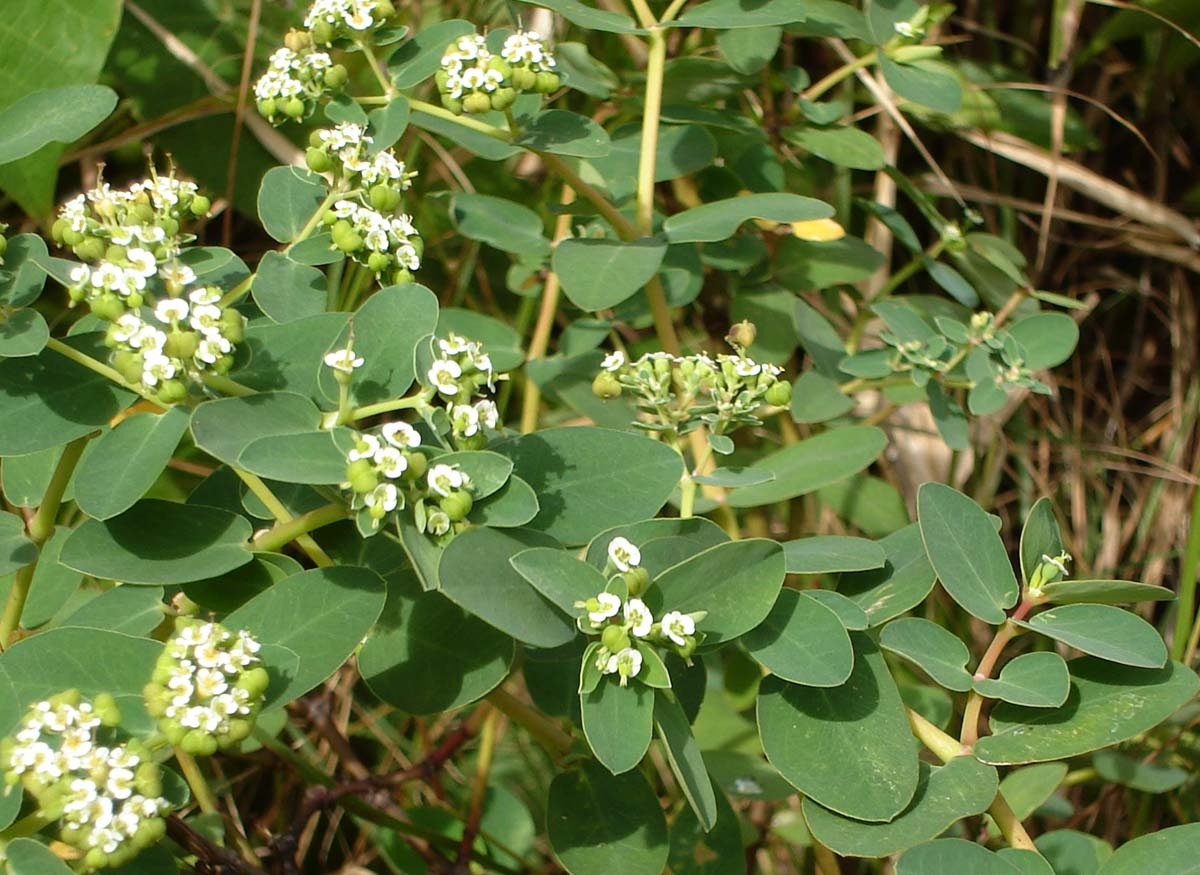
ハマタイゲキ

このほかに園芸植物として栽培されているものに
- エウフォルビア・アミグダロイデス[7] - E. amygdaloides L.
- エウフォルビア・カラキアス[7] - E. characias L.
- ユーフォルビア・フルゲンス[8] - E. fulgens Karw. ex Klotzsch
- ショウジョウソウ - Euphorbia heterophylla var. cyathophora (Murray) Griseb.（シノニム: E. cyathophora Murray）[9]
- エウフォルビア・レウコケファラ[7] - E. leucocephala Lotsy
- ショウジョウボク（ポインセチア）- E. pulcherrima Willd. ex Klotzsch
- ハツユキソウ - E. marginata Pursh
- ムカデタイゲキ - E. tithymaloides L.

があり、

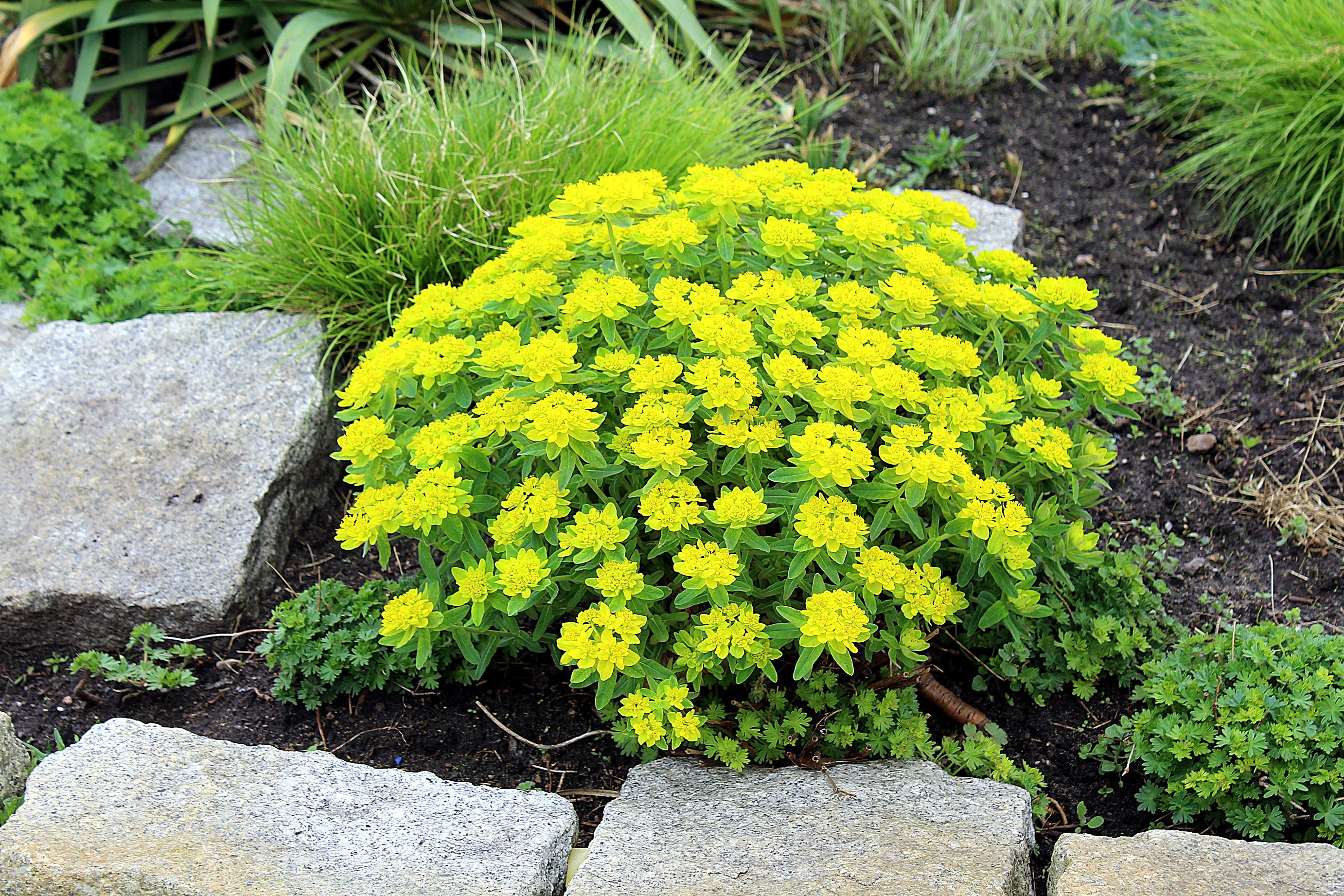
エウフォルビア・アミグダロイデス
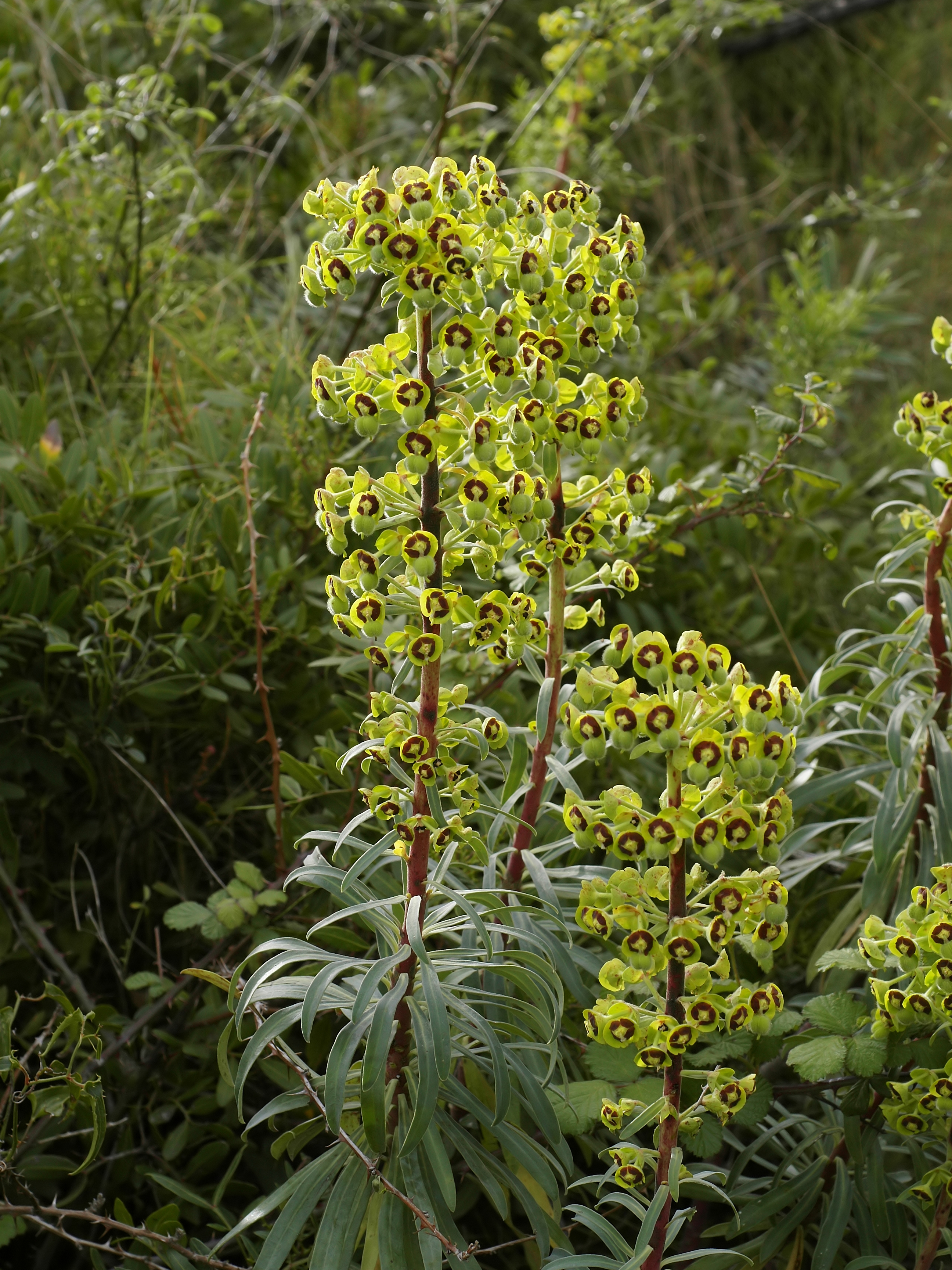
エウフォルビア・カラキアス
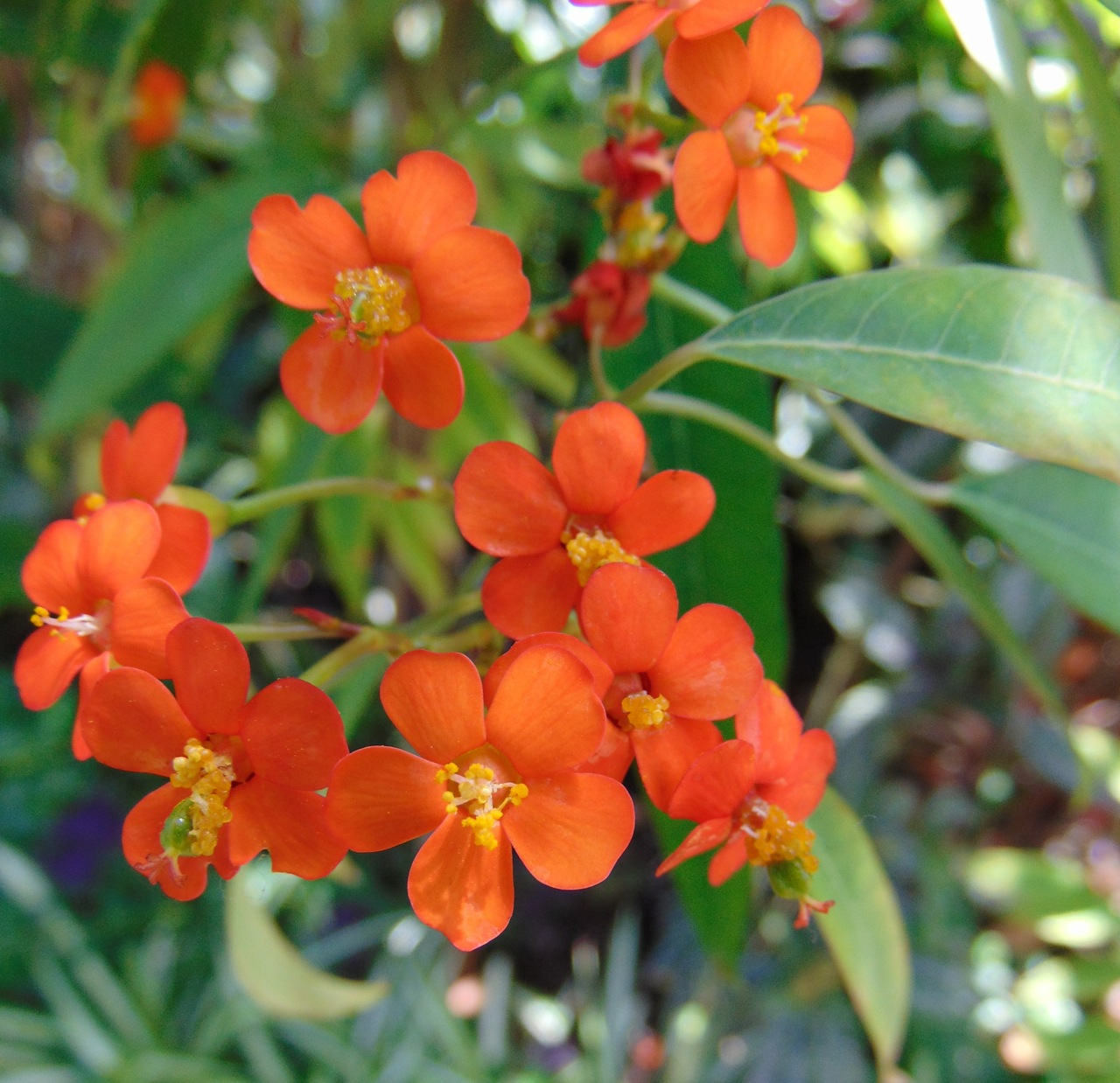
ユーフォルビア・フルゲンス
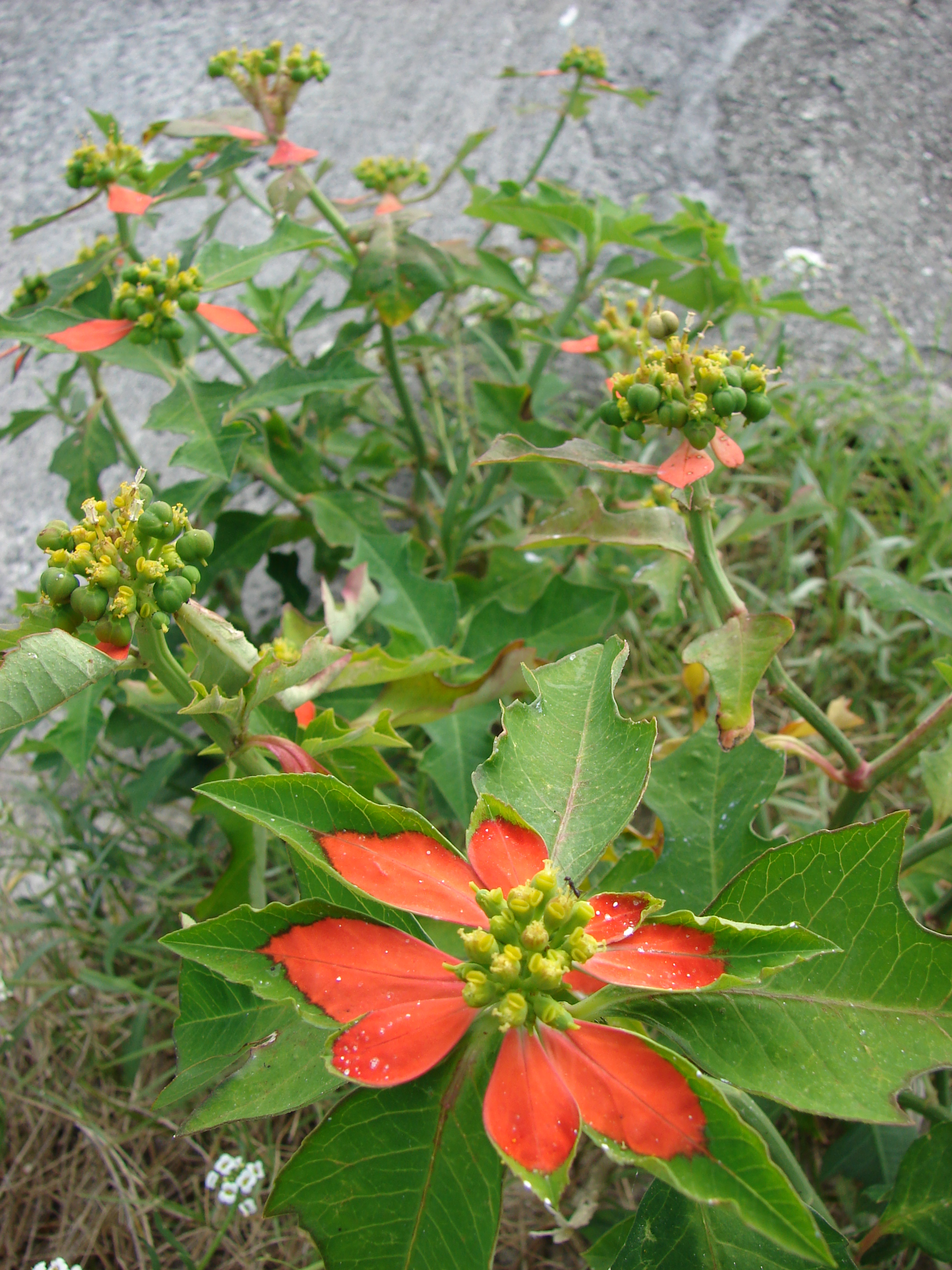
ショウジョウソウ
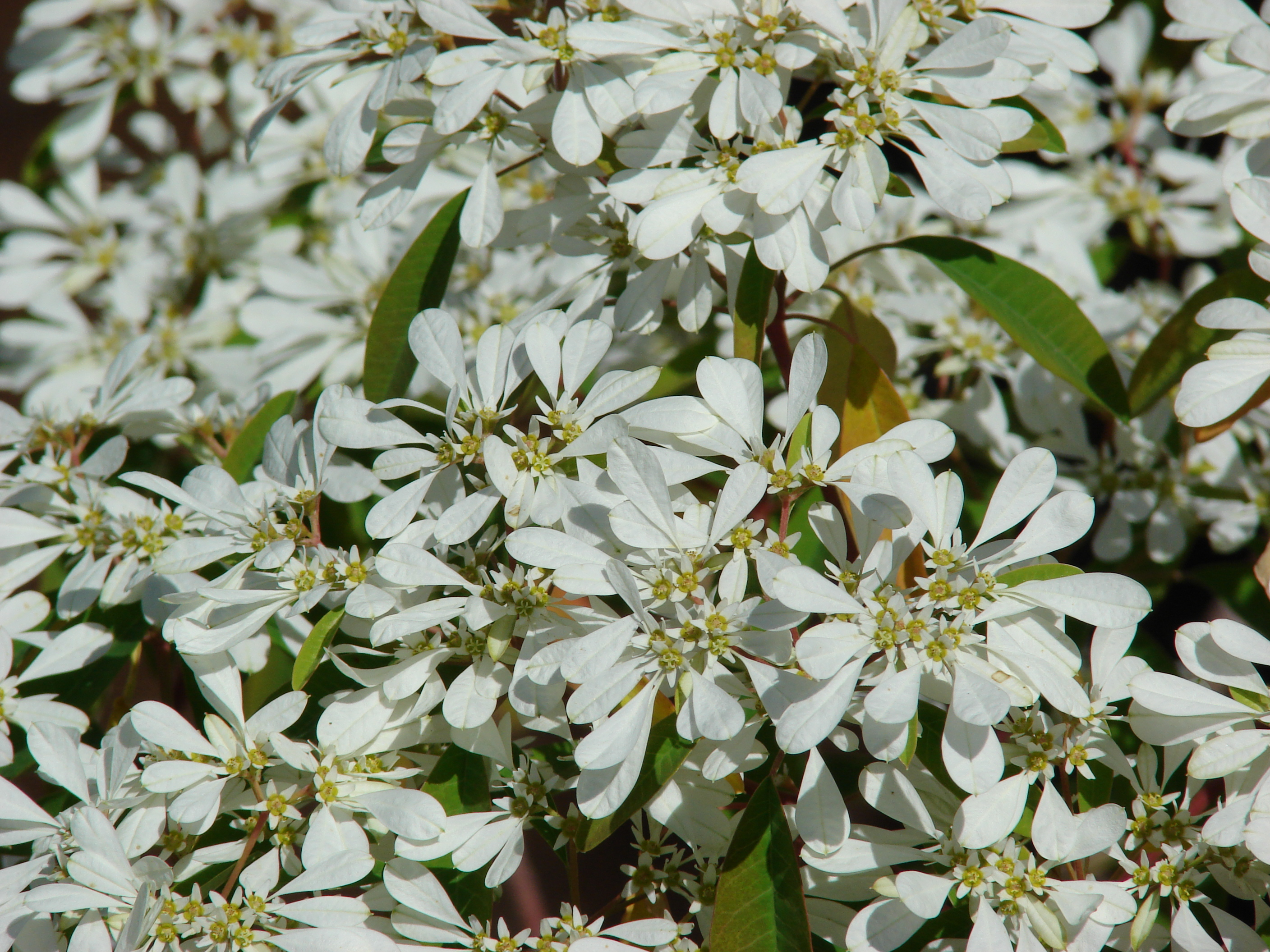
エウフォルビア・レウコケファラ
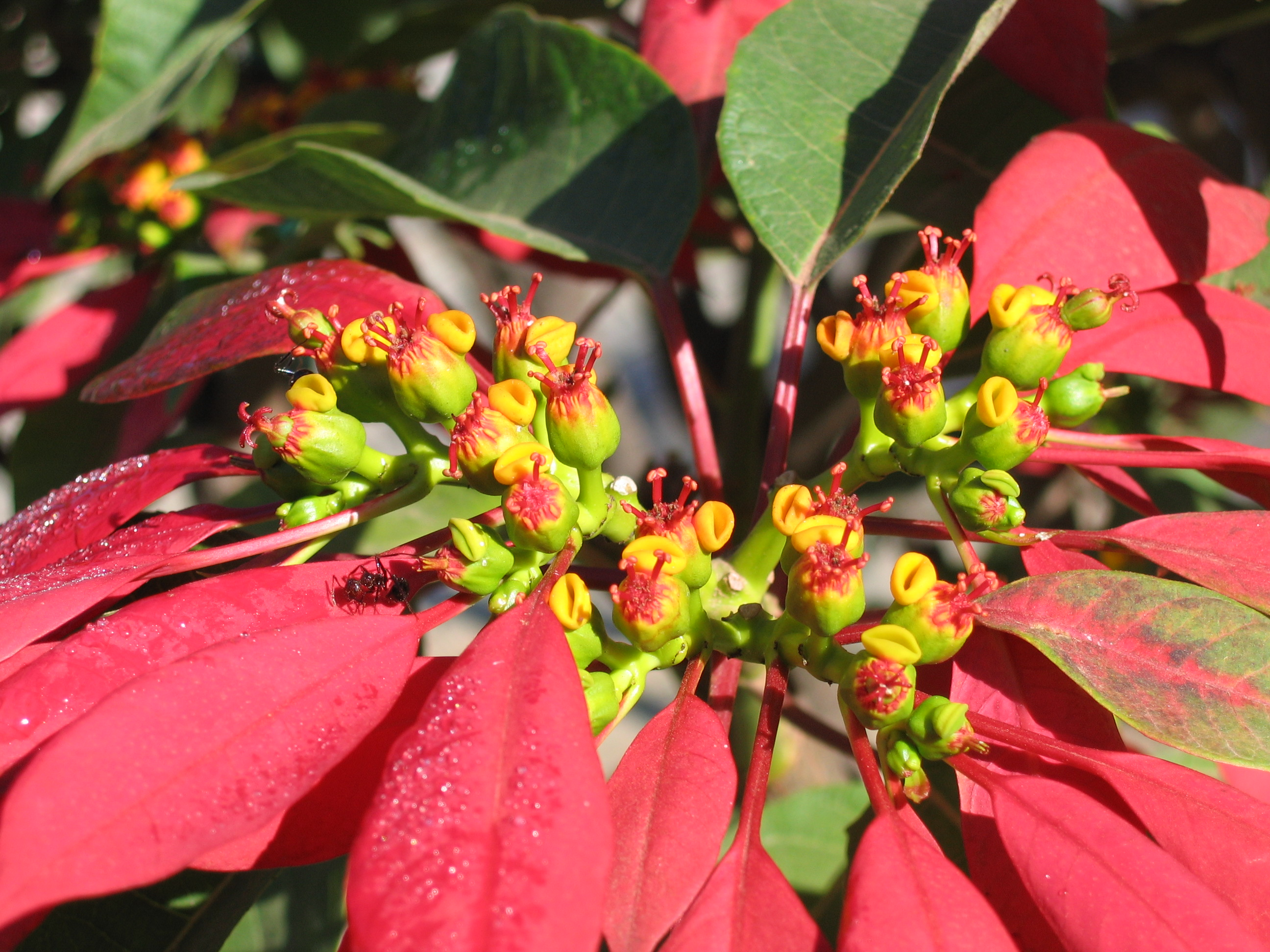
ポインセチア
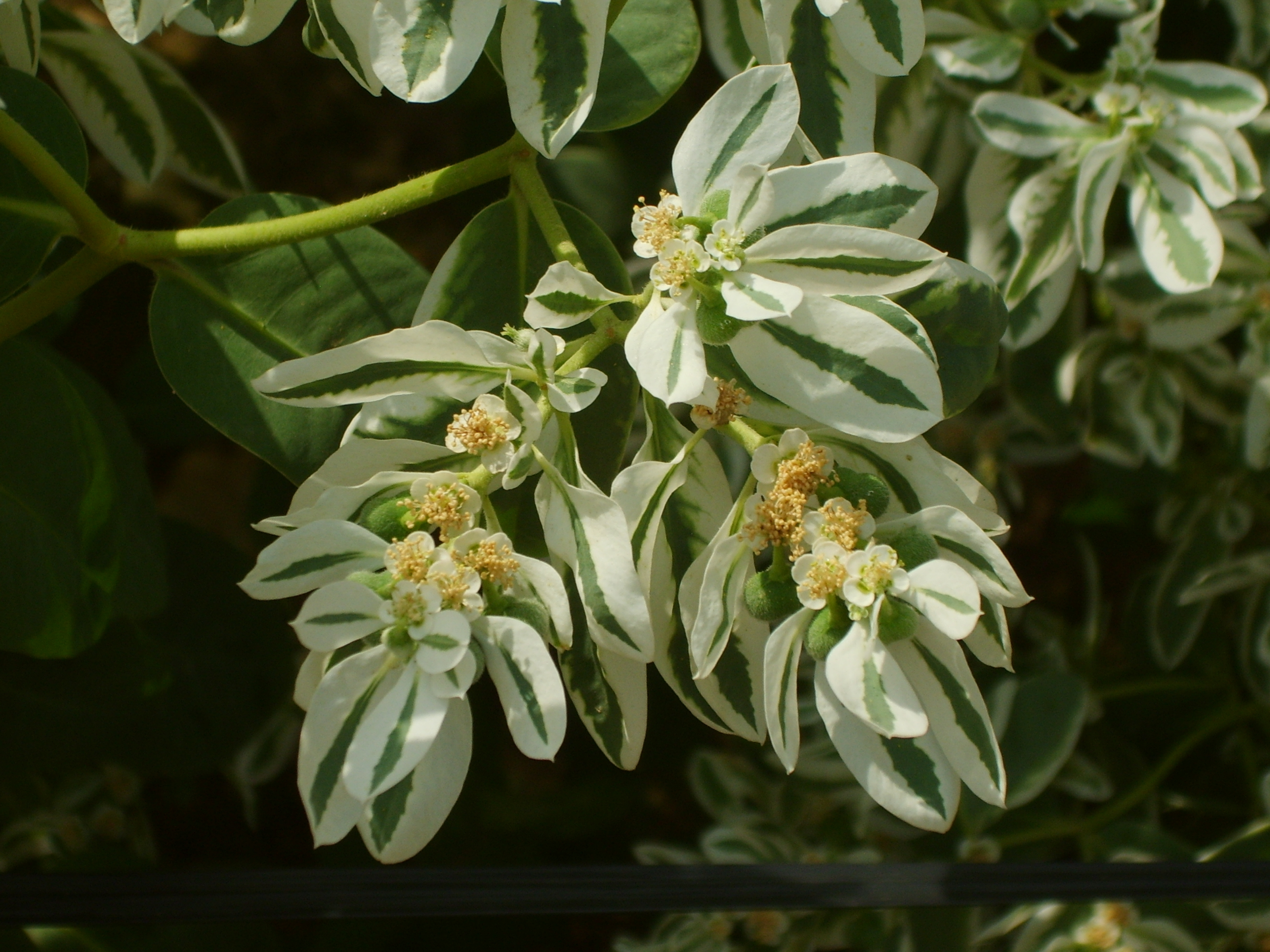
ハツユキソウ
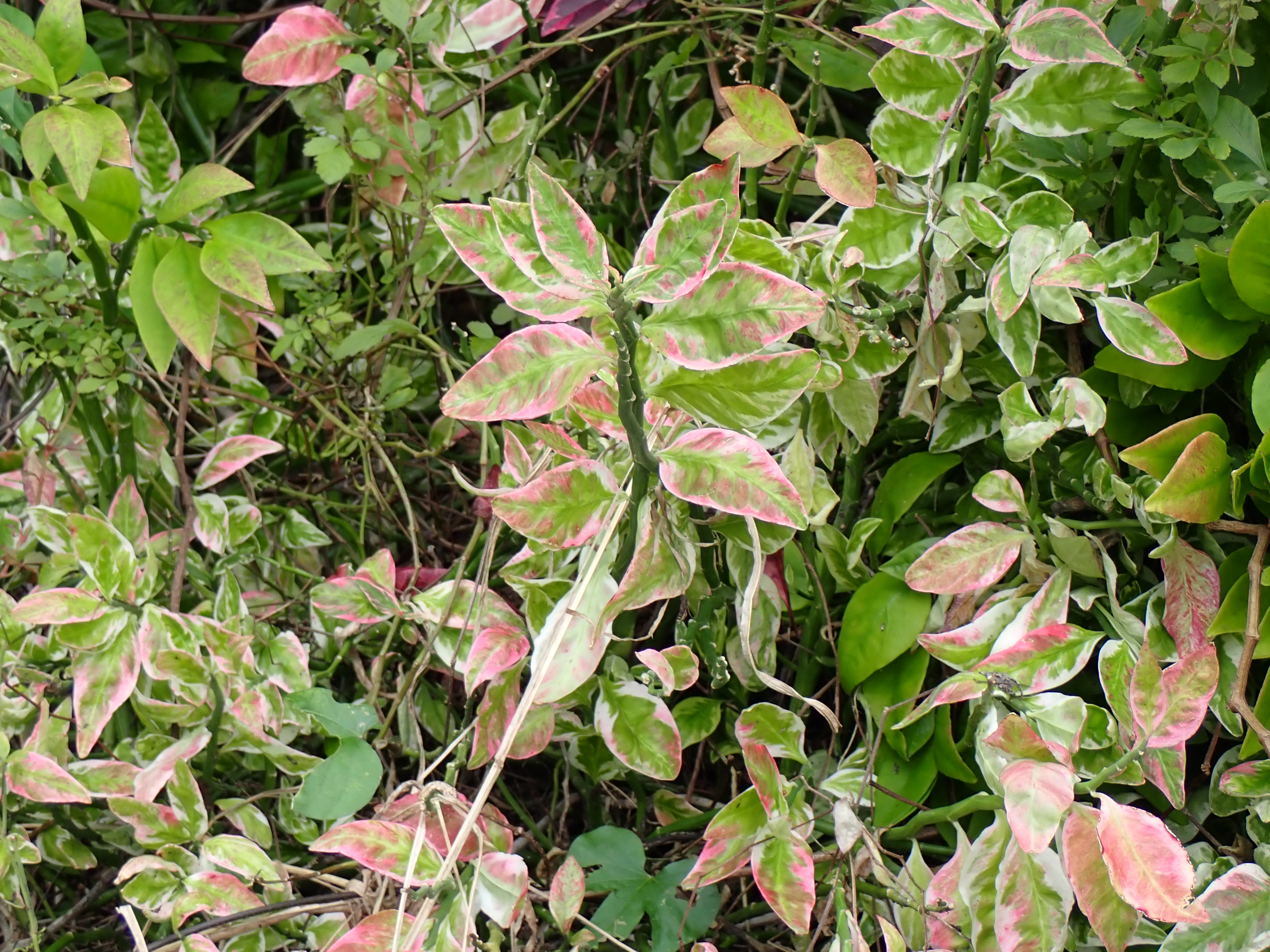
ムカデタイゲキ

また多肉植物として栽培されるものに、
- ユーフォルビア・アエルギノサ - Euphorbia aeruginosa Schweick.
- 鉄甲丸（園芸名）- E. bupleurifolia Jacq.
- 勇猛閣（園芸名）- E. ferox Marloth
- グロボサ - E. globosa (Haw.) Sims
- キリン冠（園芸名）- E. grandicornis
- 紅彩閣（園芸名）- E. heptagona L.（シノニム: E. enopla Boiss.）[10]
- ユーフォルビア・ラクテア（E. lactea Haw.）
- 白樺キリン（園芸名）E. mammillaris f. variegata
- 貴青玉（園芸名） - E. meloformis Aiton（シノニム: 万代、ユーフォルビア・バリダ - E. valida N.E.Br.）[11]
- ハナキリン - E. milii Des Moul. var. splendens (Bojer ex Hook.) Ursch & Leandri
- ユーフォルビア・オベサ - E. obesa Hook.f.（シノニム: ユーフォルビア・シンメトリカ E. symmetrica A.C.White, R.A.Dyer & B.Sloane）[12]
- 大正キリン（園芸名）- E. officinarum subsp. echinus (Hook.f. & Coss.) Vindt.（シノニム: E. echinus Hook.f. & Coss.）[13]
- ホリダ - E. polygona var. horrida (Boiss.) D.H.Schnabel（シノニム: E. horrida Boiss.）[14]
- 彩雲閣（園芸名） - E. trigona Mill.

などがある。

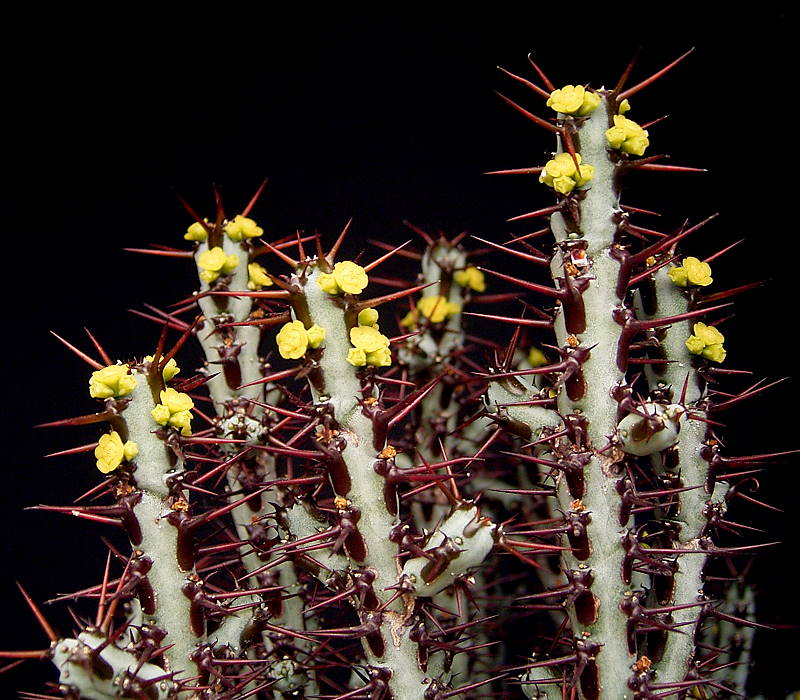
ユーフォルビア・アエルギノサ（Euphorbia aeruginosa）
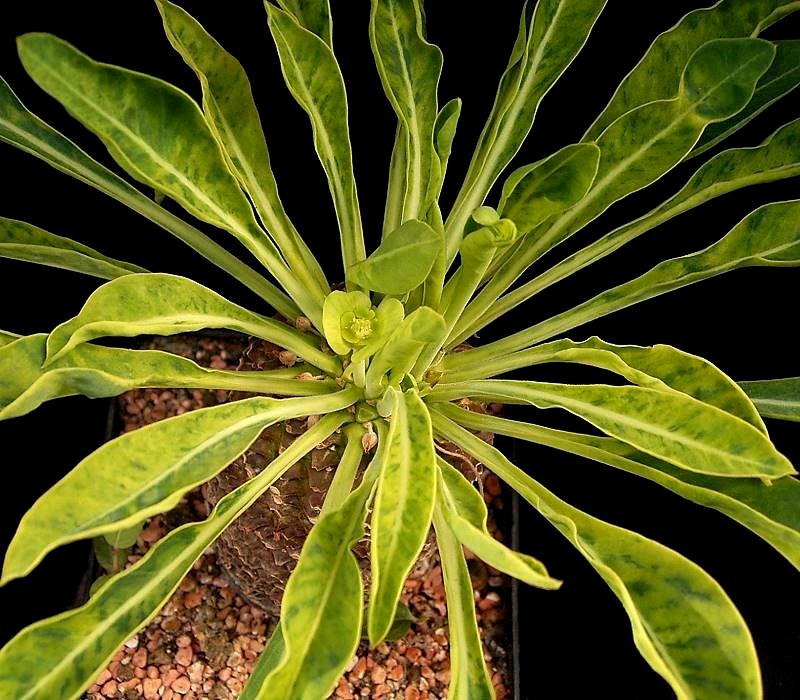
テッコウマル（E. bupleurifolia）
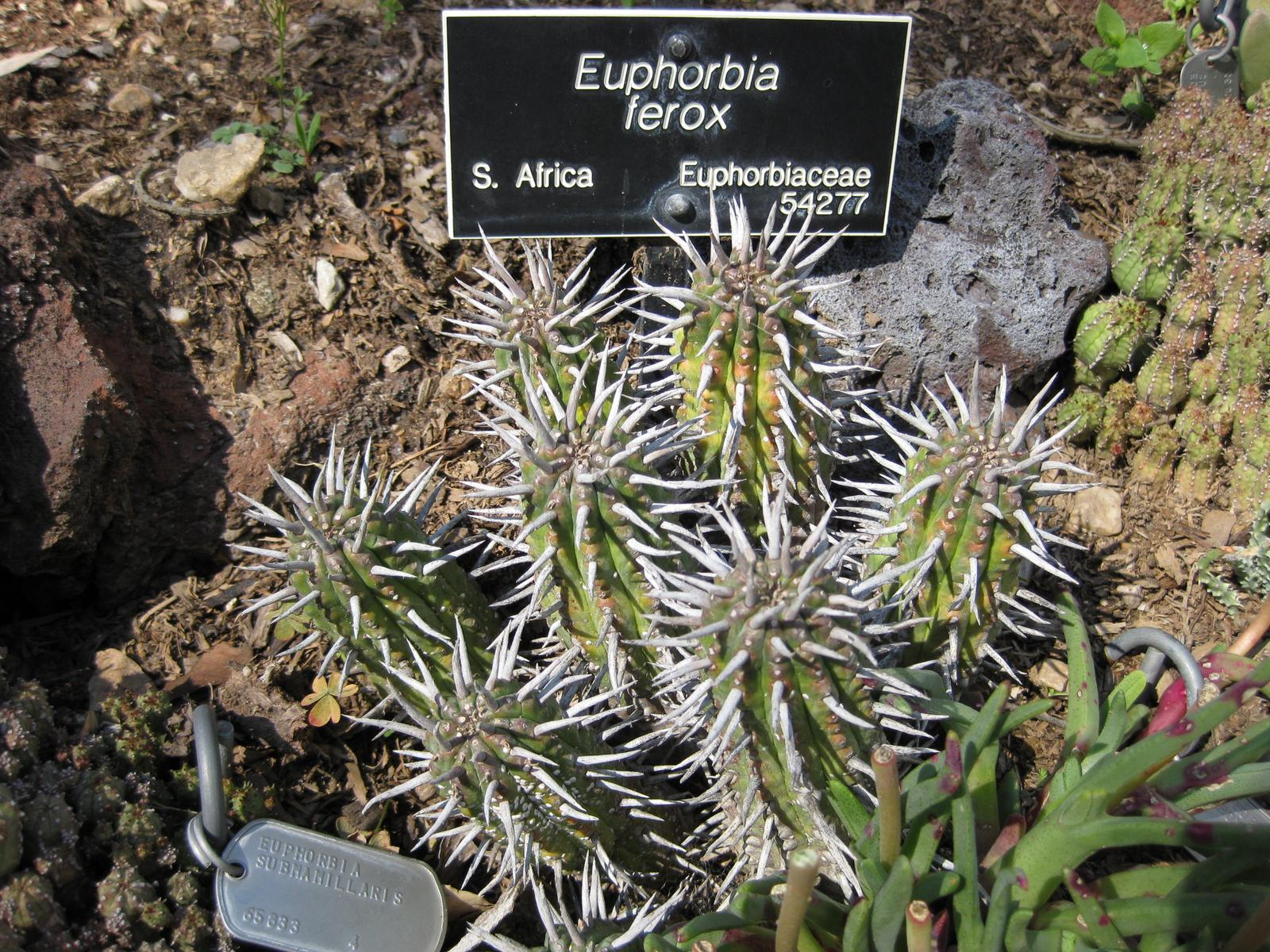
勇猛閣（E. ferox）
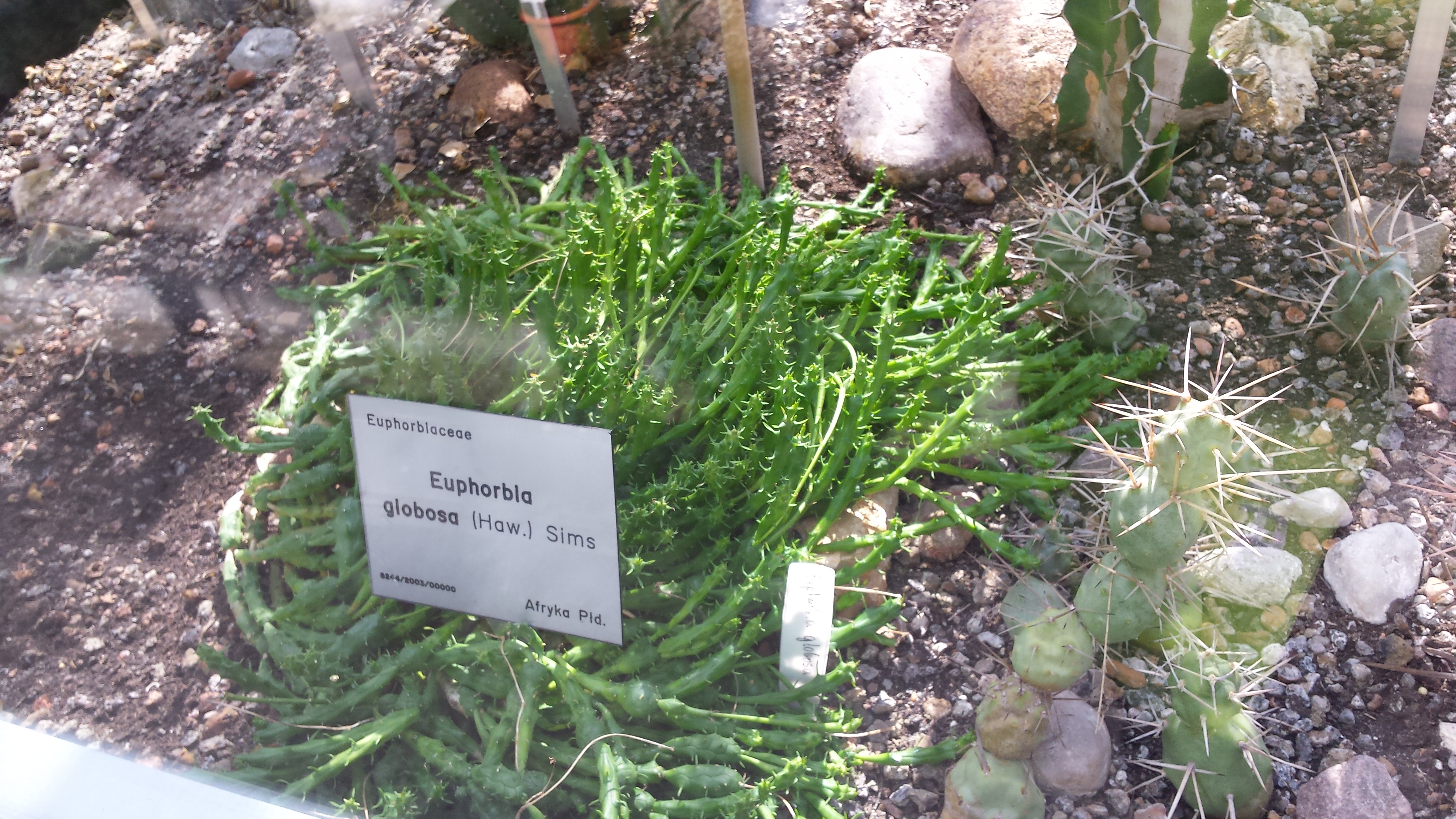
E. globosa
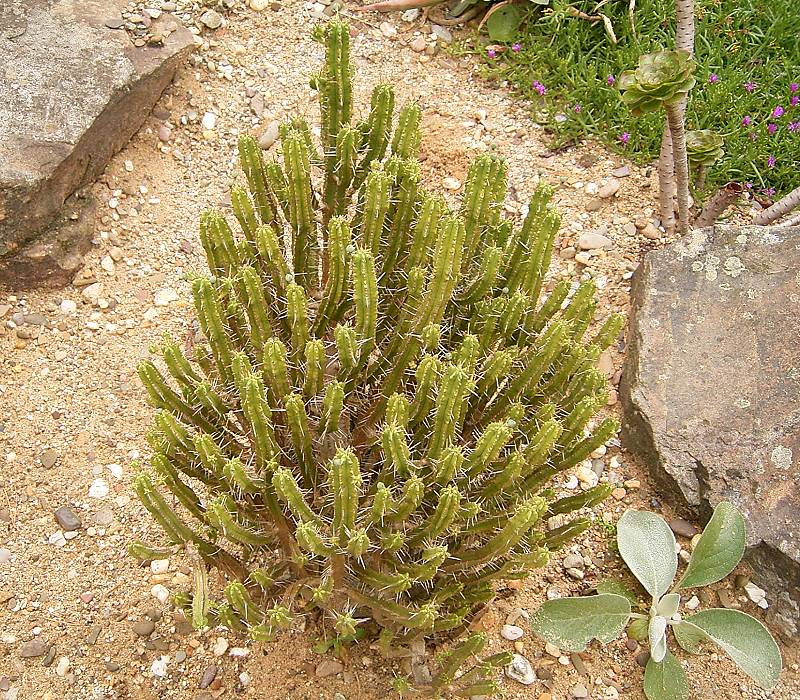
E. heptagona
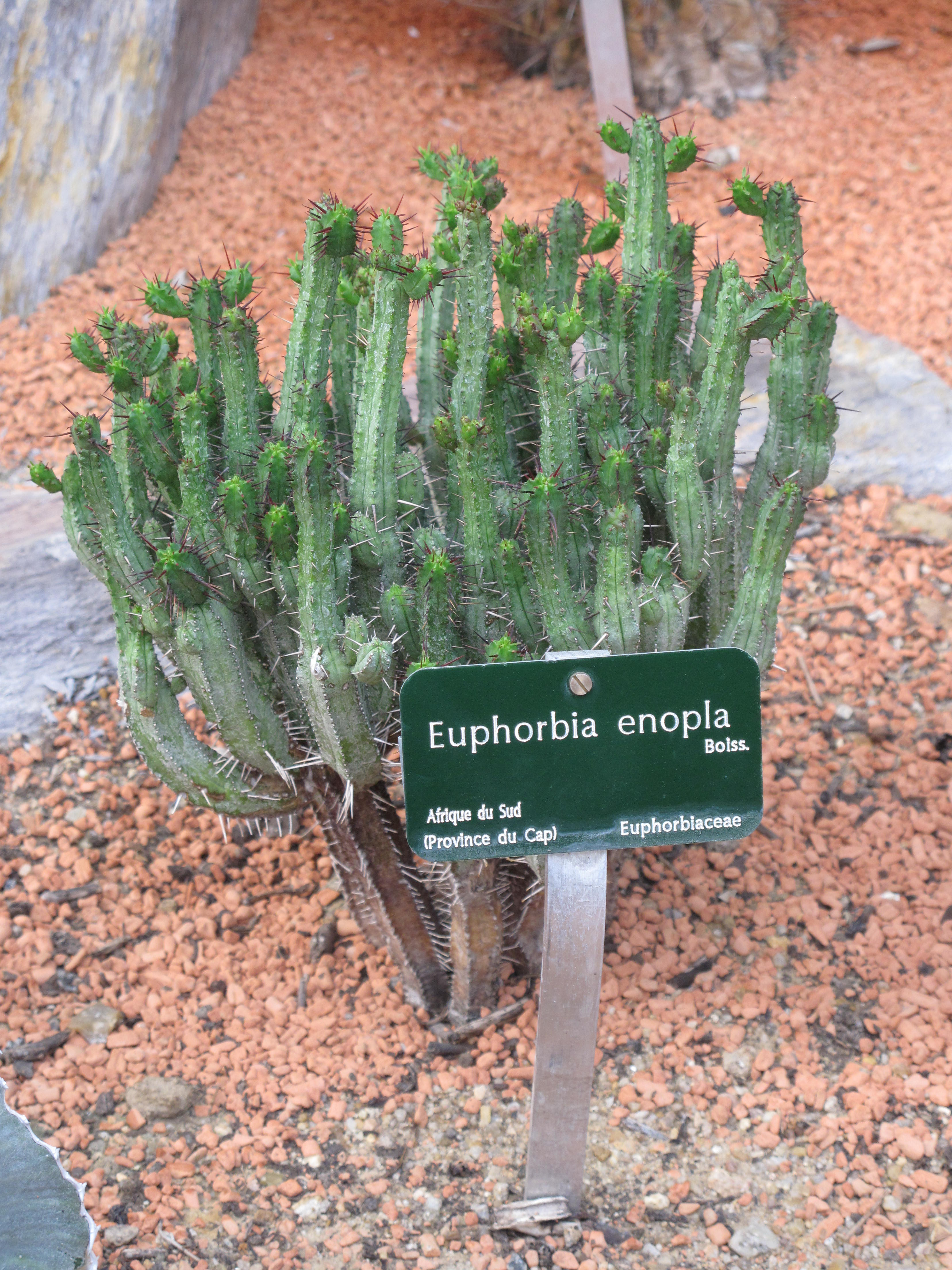
紅彩閣（E. enopla）
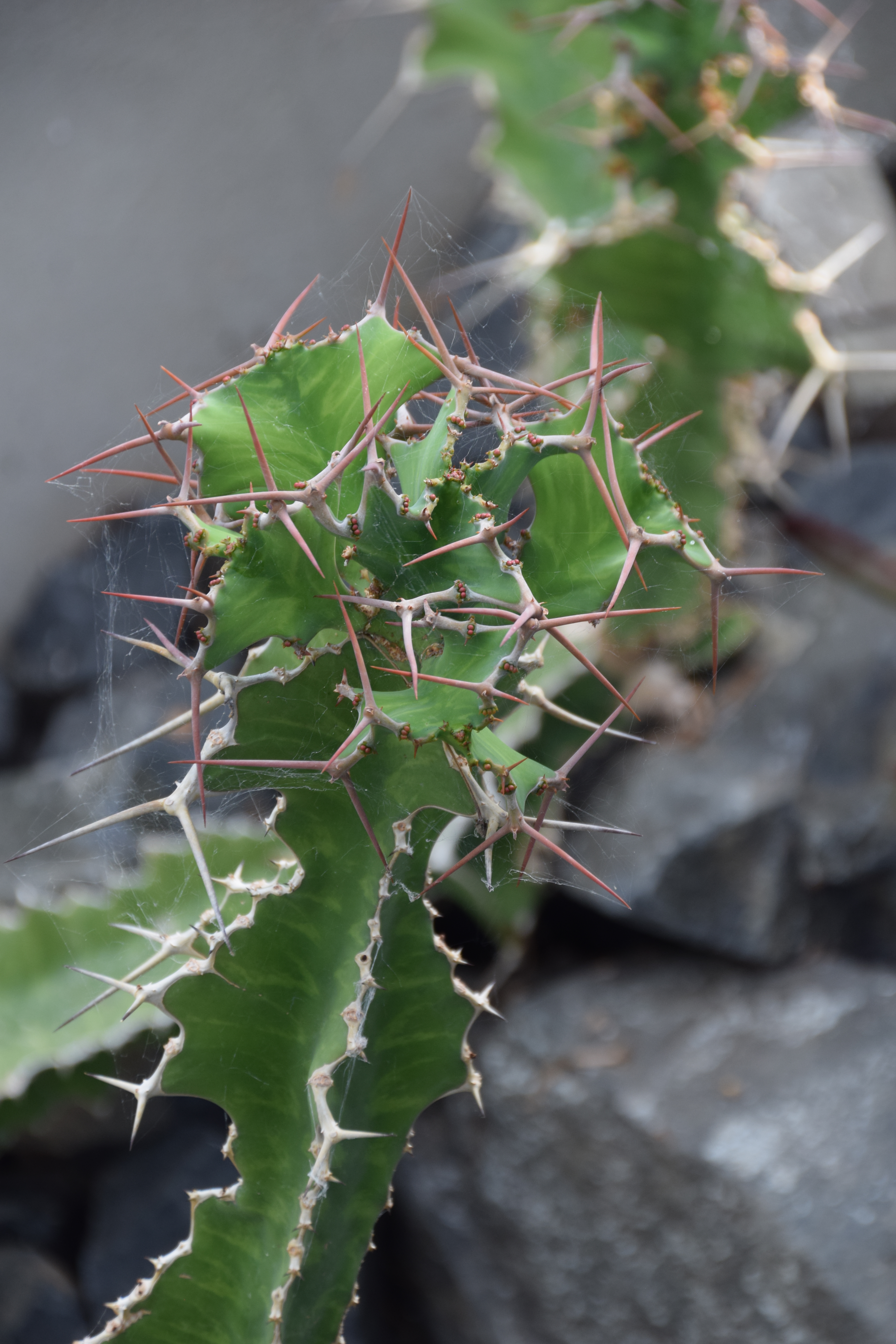
キリン冠（E. grandicornis）
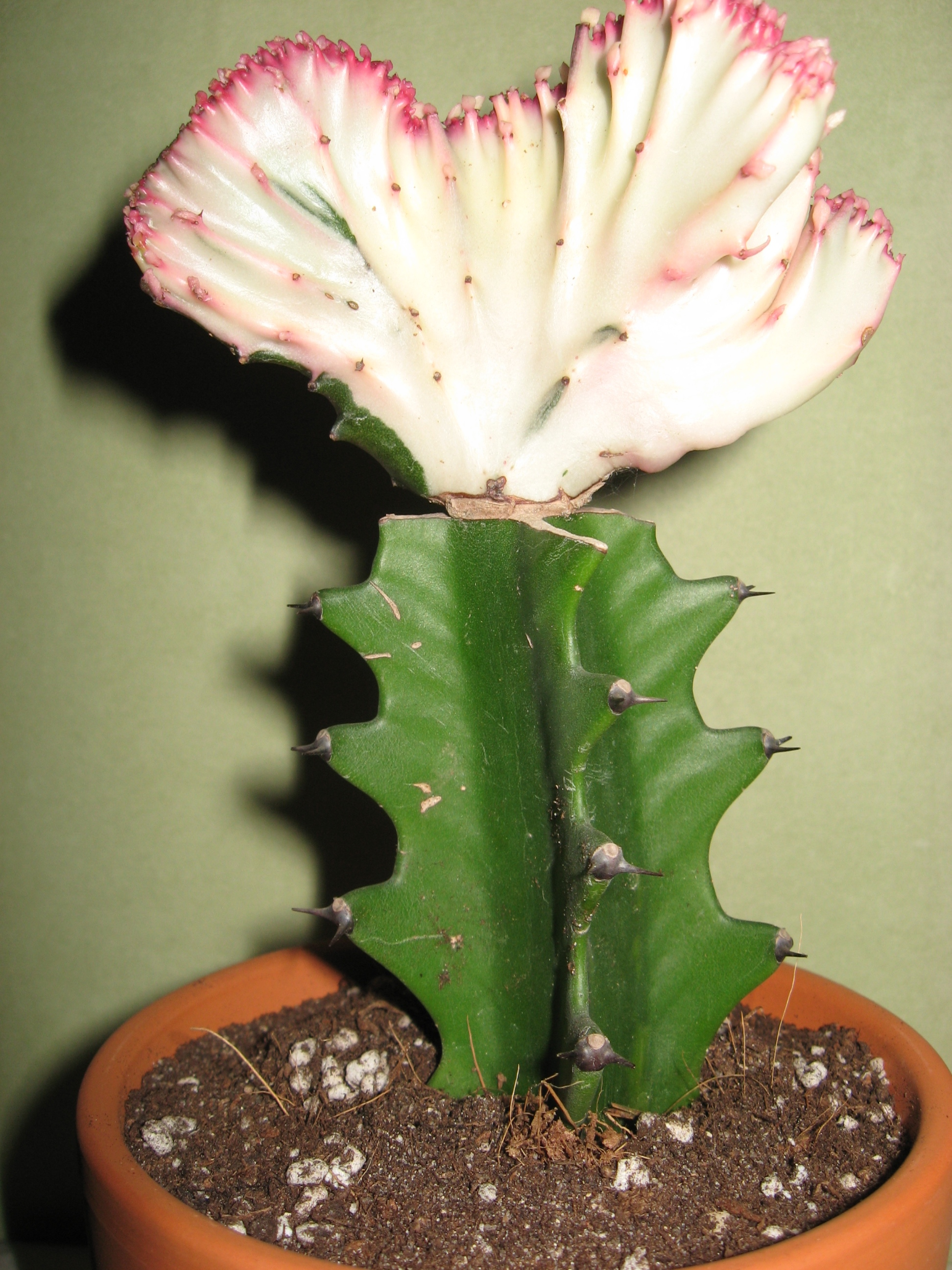
ユーフォルビア・ラクテア（E. lactea）
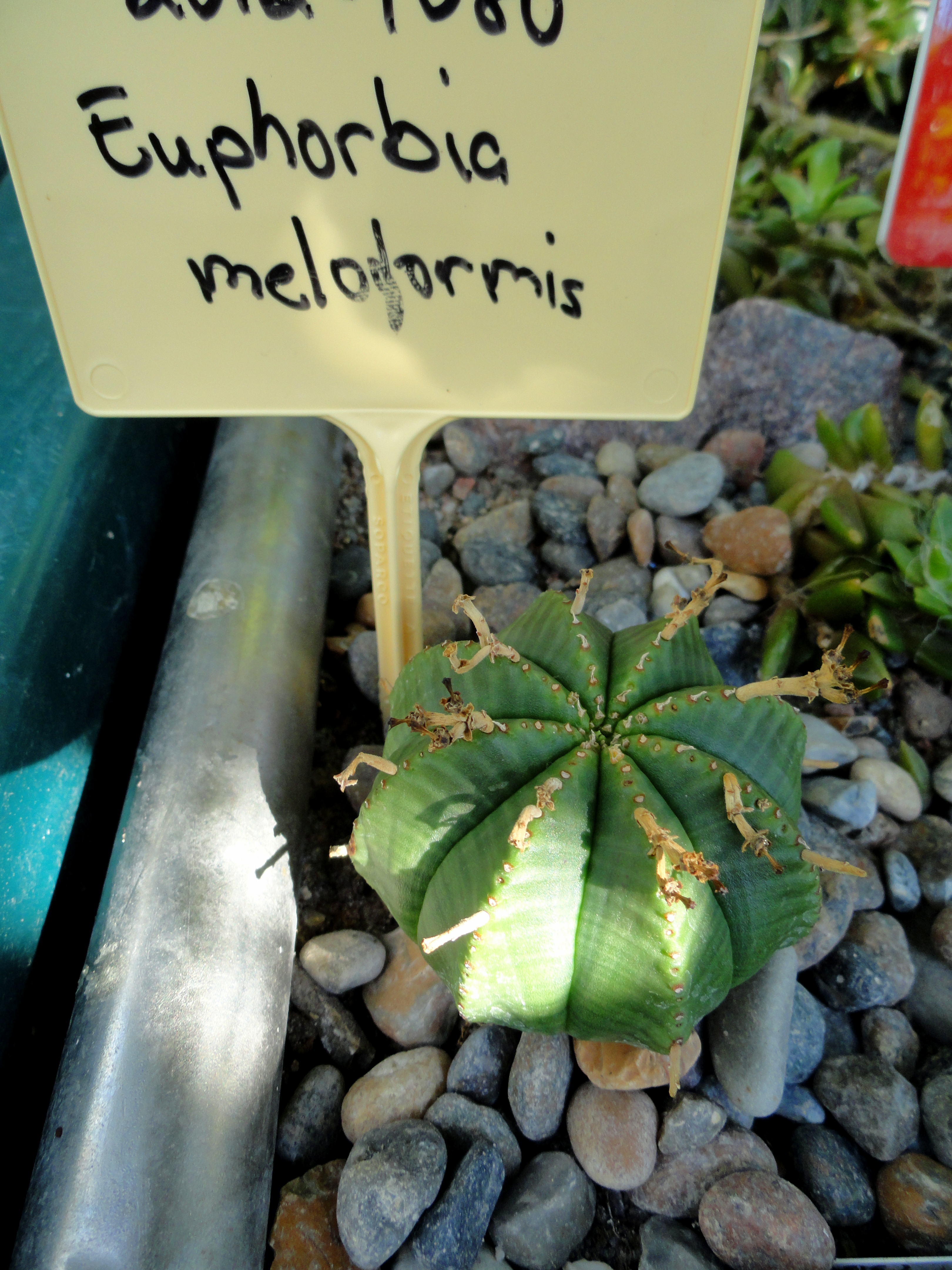
貴青玉（E. meloformis）
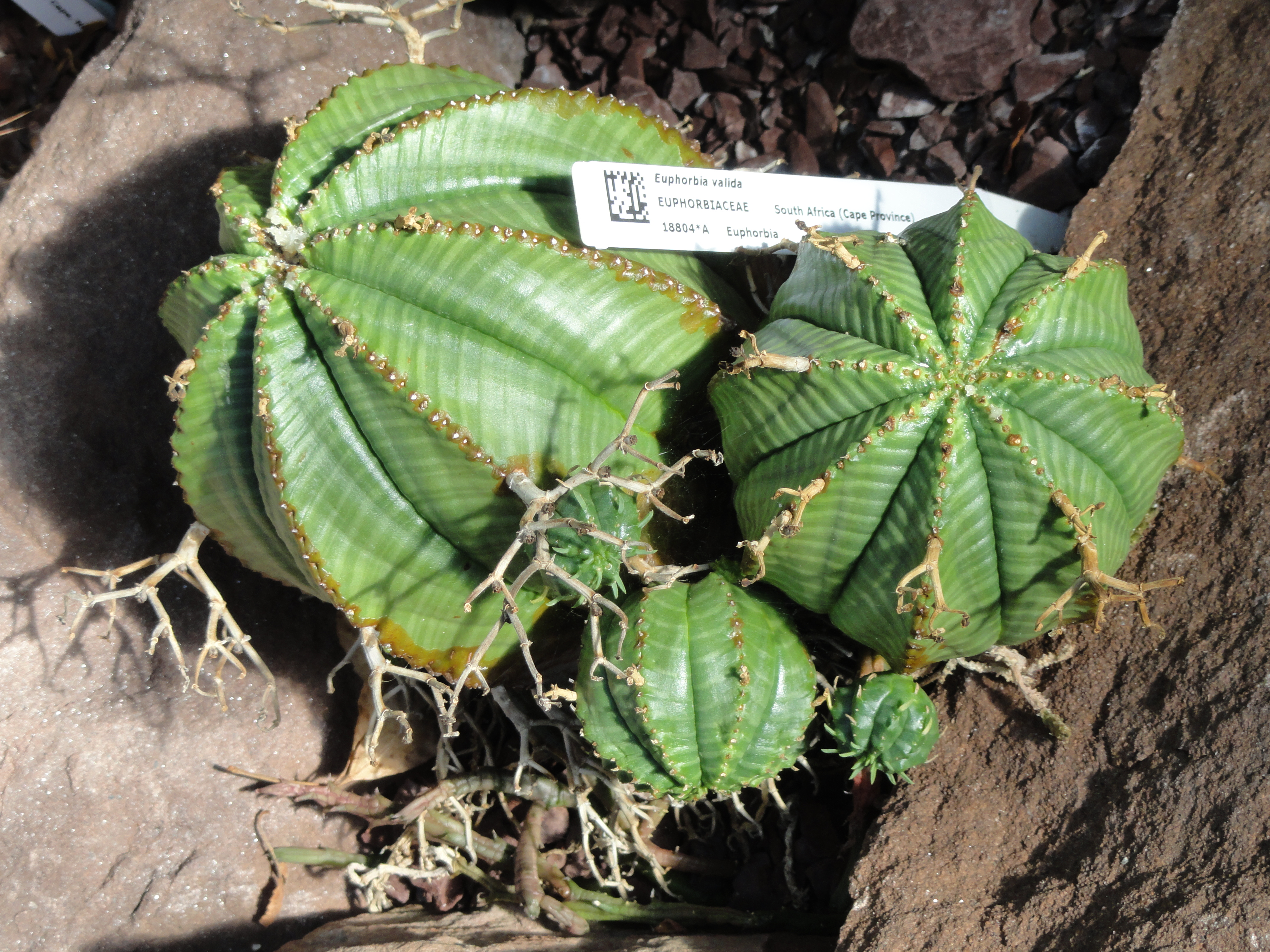
万代（E. valida）
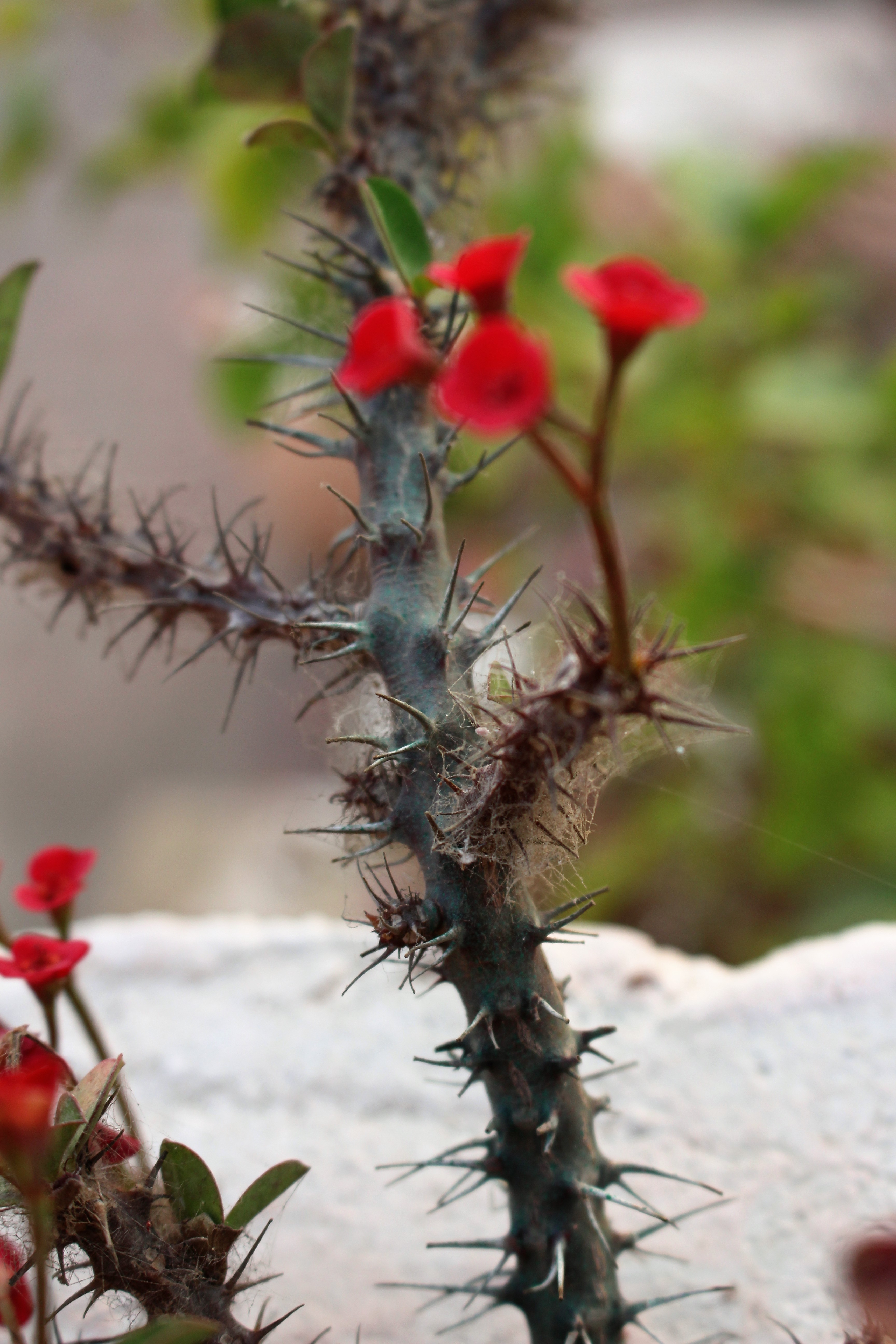
ハナキリン（E. milii var. splendens）
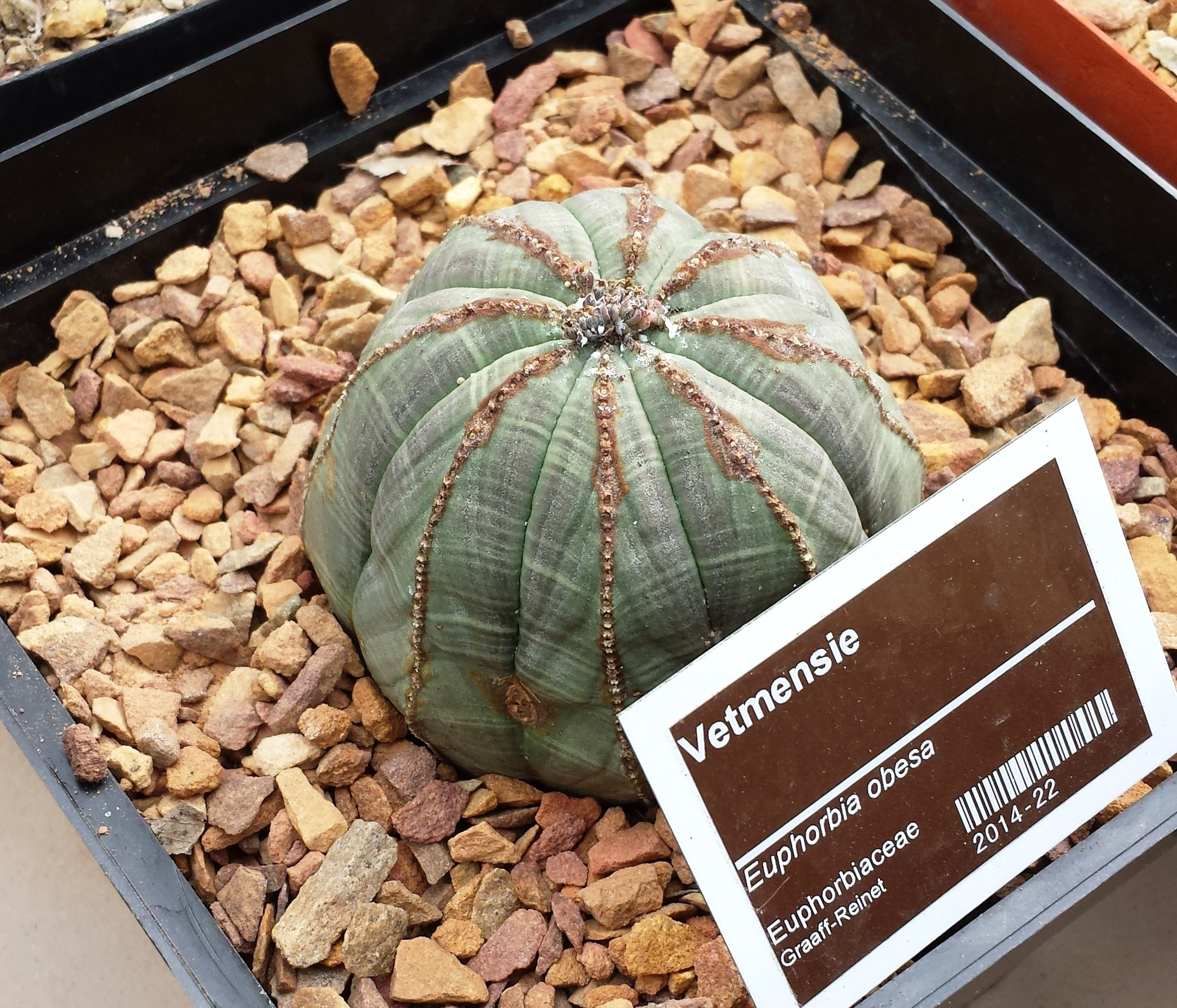
ユーフォルビア・オベサ（E. obesa）
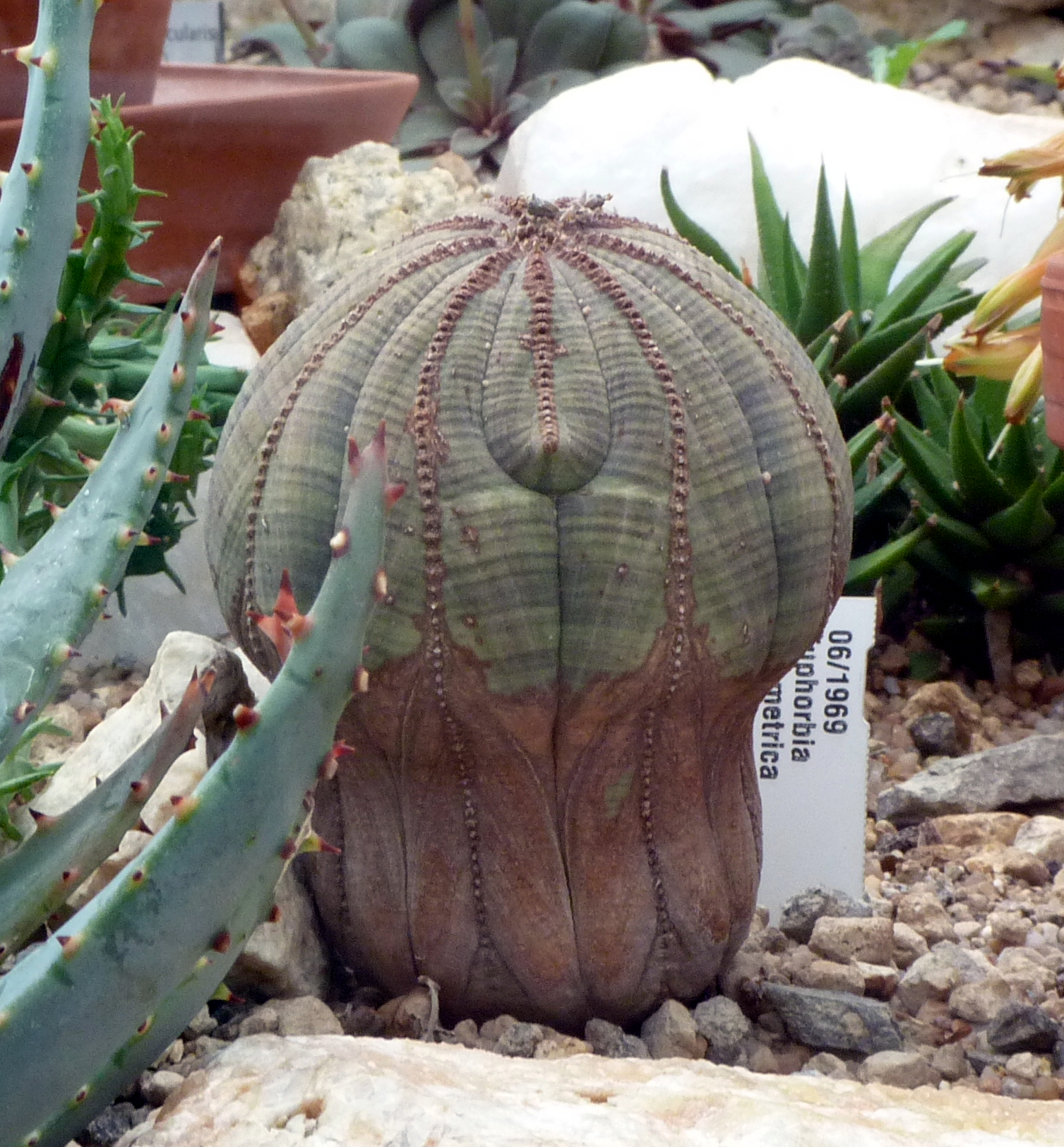
ユーフォルビア・シンメトリカ（E. symmetrica）
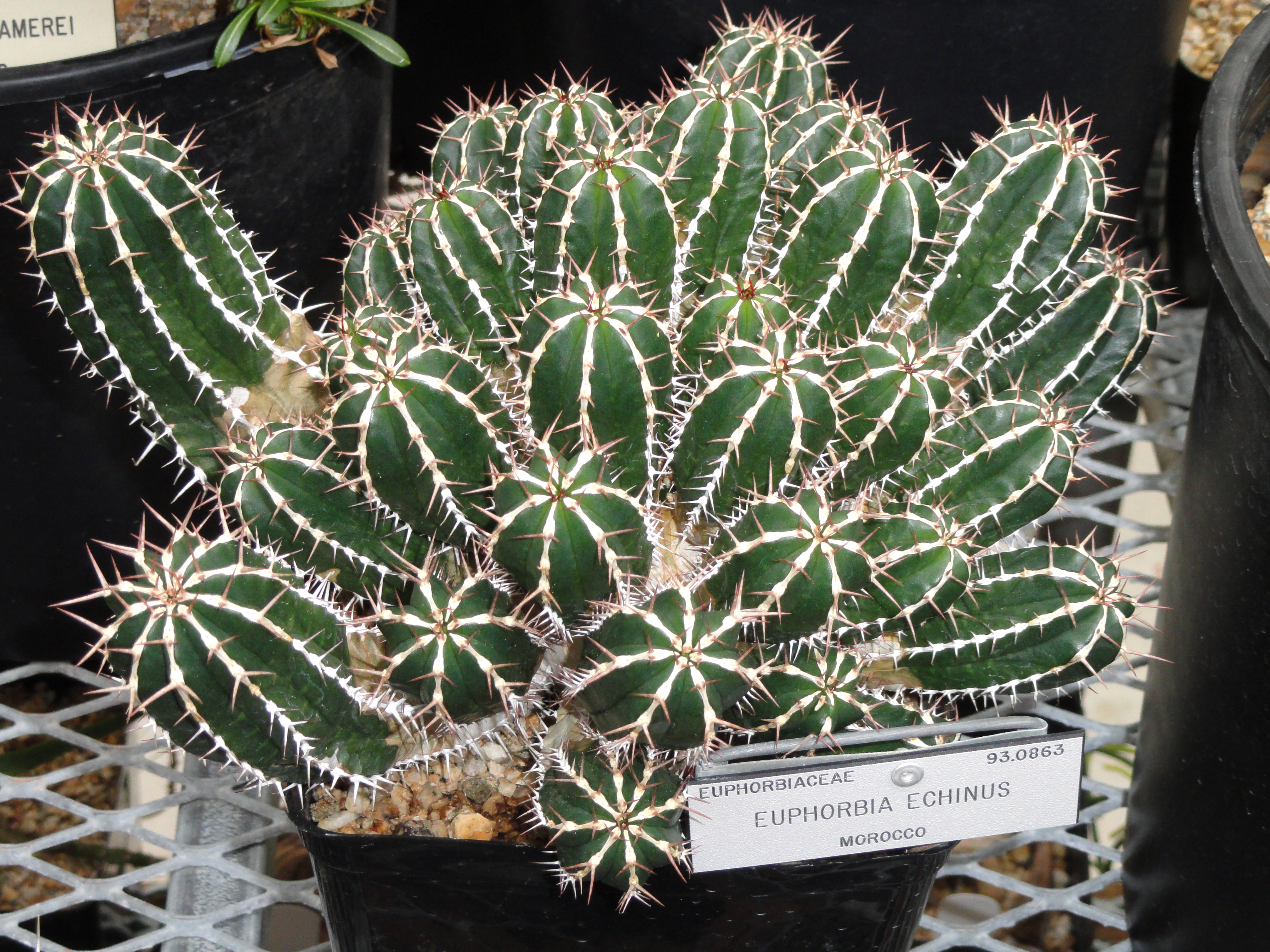
大正キリン（E. officinarum subsp. echinus）
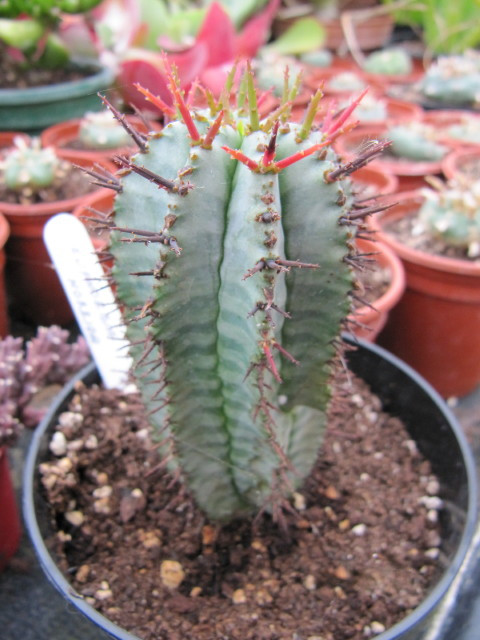
ホリダ（E. horrida）
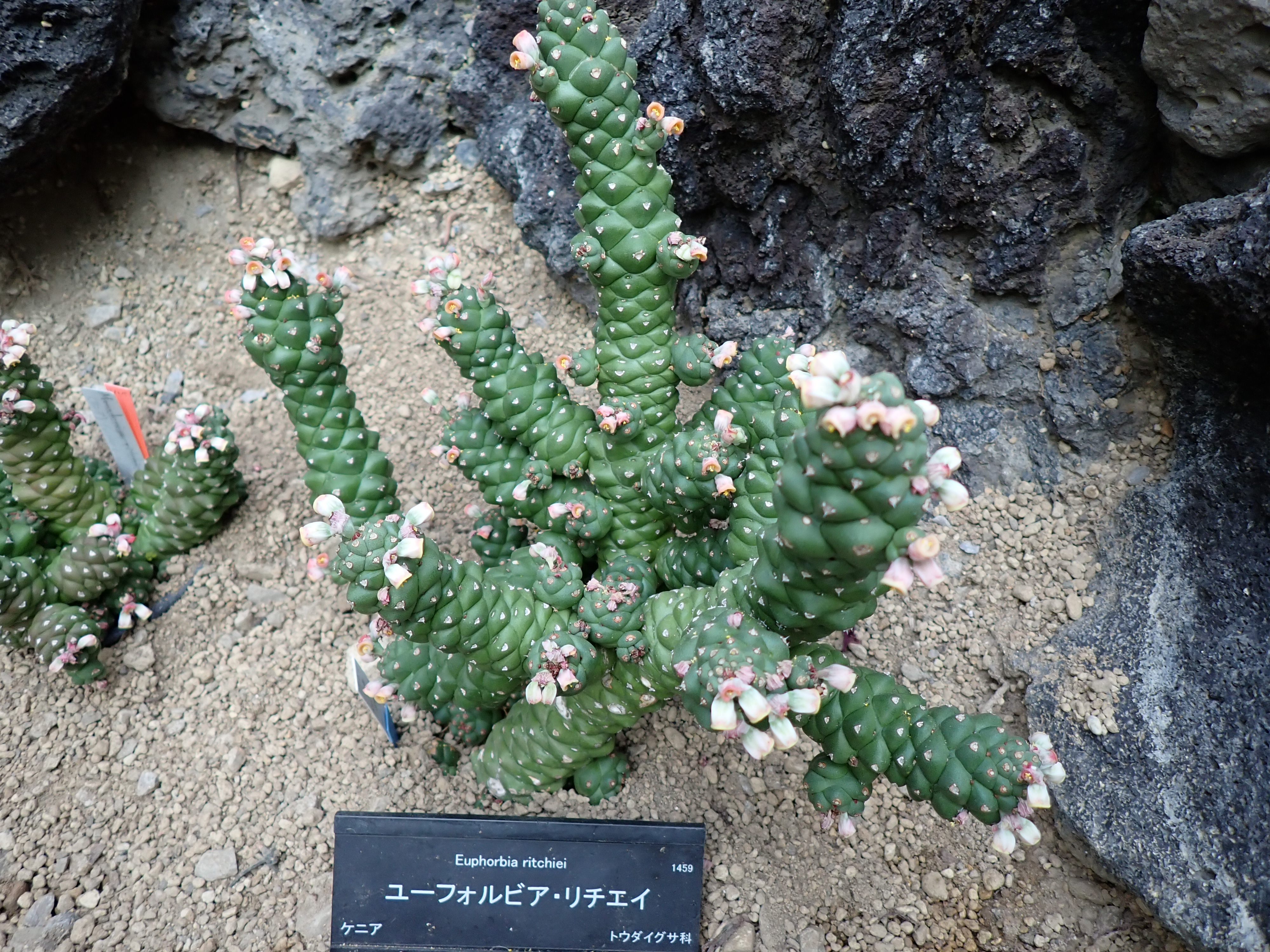
ユーフォルビア・リチエイ（E. ritchiei）
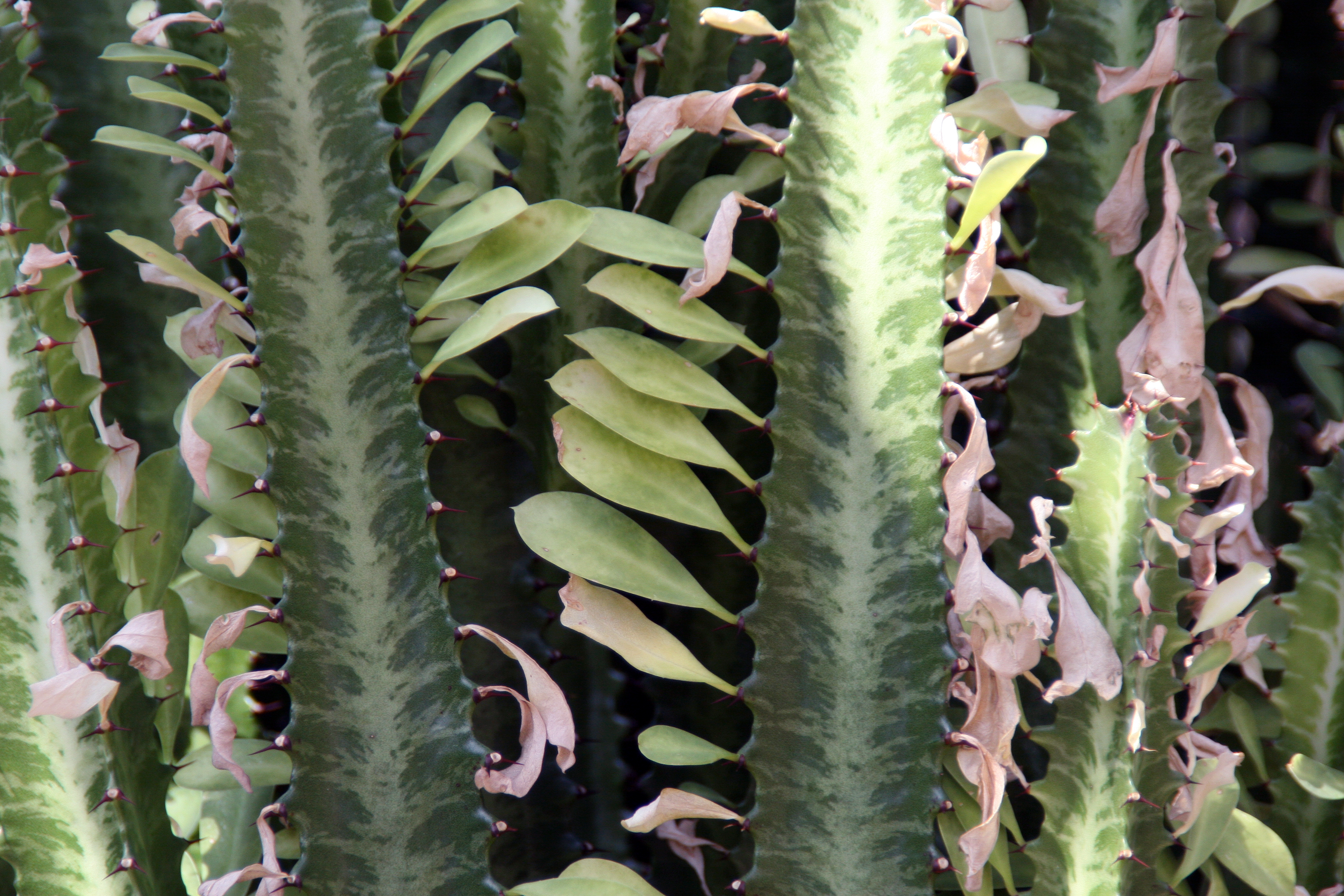
彩雲閣（E. trigona）

## 利用
トウダイグサ属の植物のうち、多肉化する種は何種類も園芸植物として流通しているが、#保全状況評価で後述するように国際的な取引に制限が設けられるものも存在する。
東アフリカではランガク（Euphorbia abyssinica; エチオピアとエリトリアで）、チュウテンカク（E. ingens; ウガンダ、エチオピア、ケニアで）、E. polyacantha（エリトリアで）、ミドリサンゴ（E. tirucalli; ウガンダ、エチオピア、エリトリア、ケニア、ザンビア、タンザニアで）が有用植物として知られている。また、チュウテンカクや E. venefica、ヤドクキリン（E. virosa）は矢毒として用いられ、ジンバブエではチュウテンカクの乳液が毒流し漁に利用されたり、煮沸後に獣脂と混ぜ合わせてトリモチとされたりする（Drummond et al. 1975）。

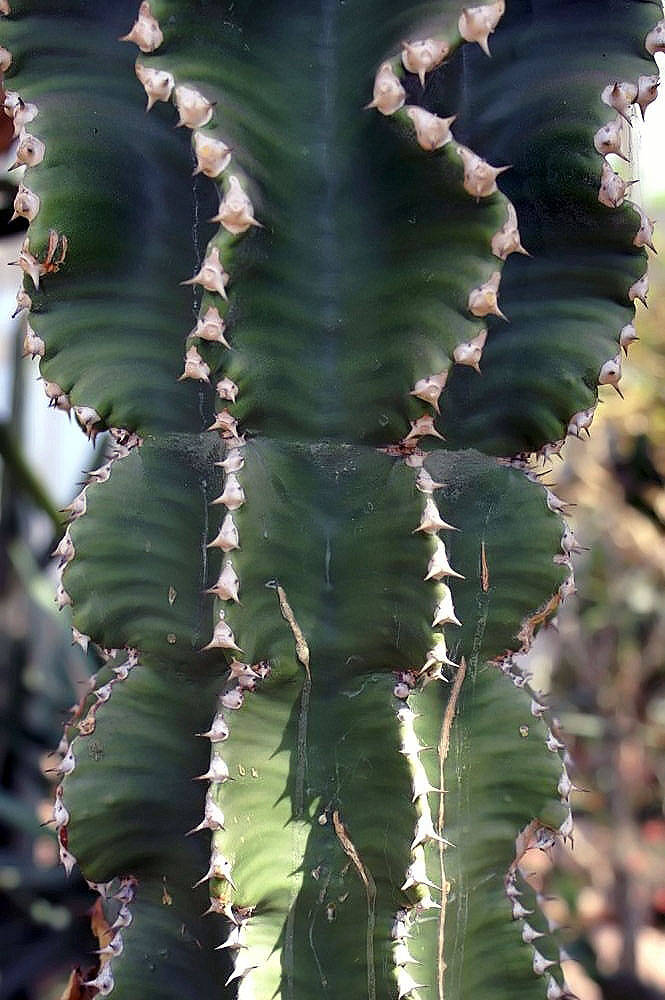
ランガク（Euphorbia abyssinica）
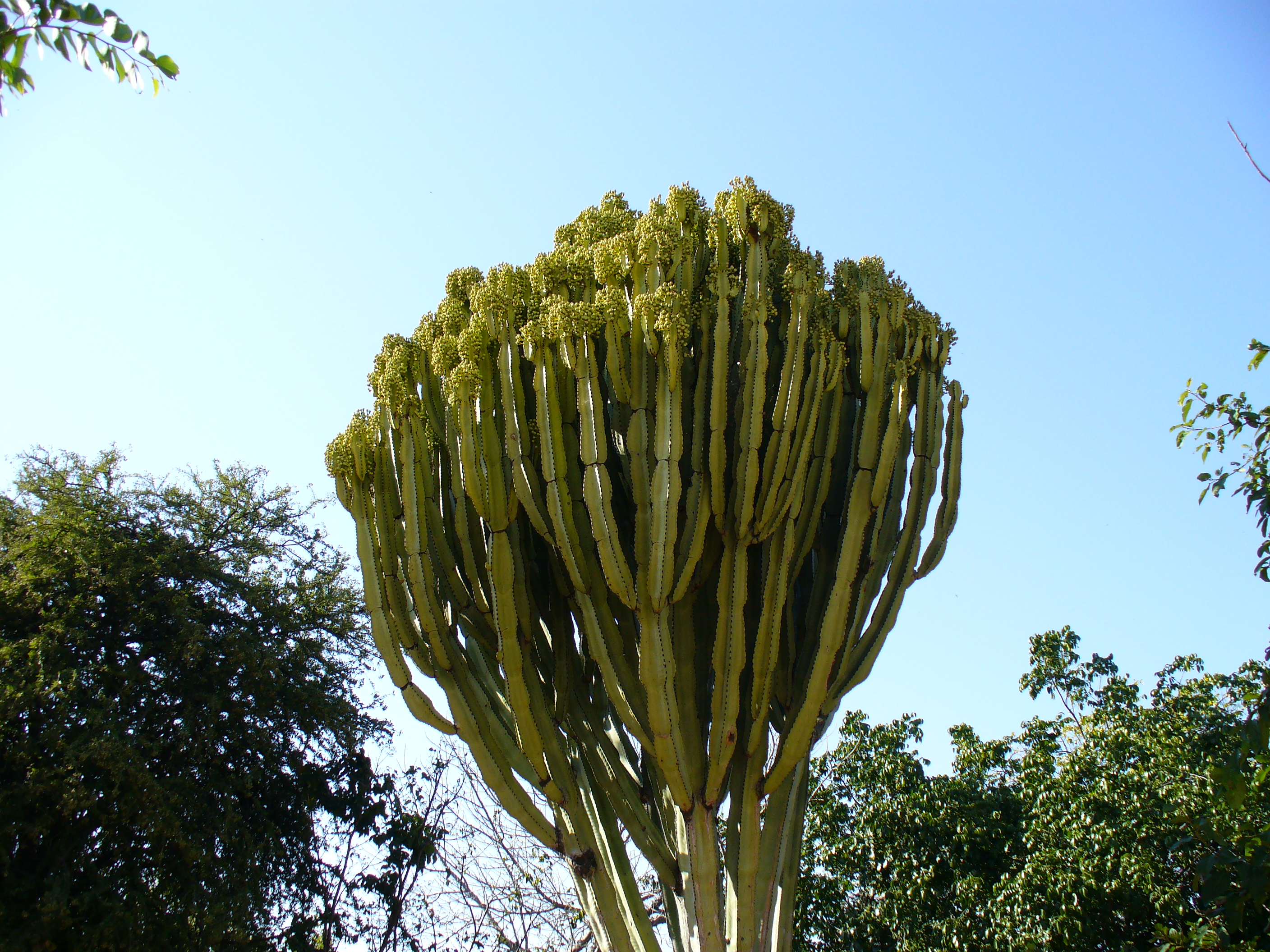
チュウテンカク（E. ingens）
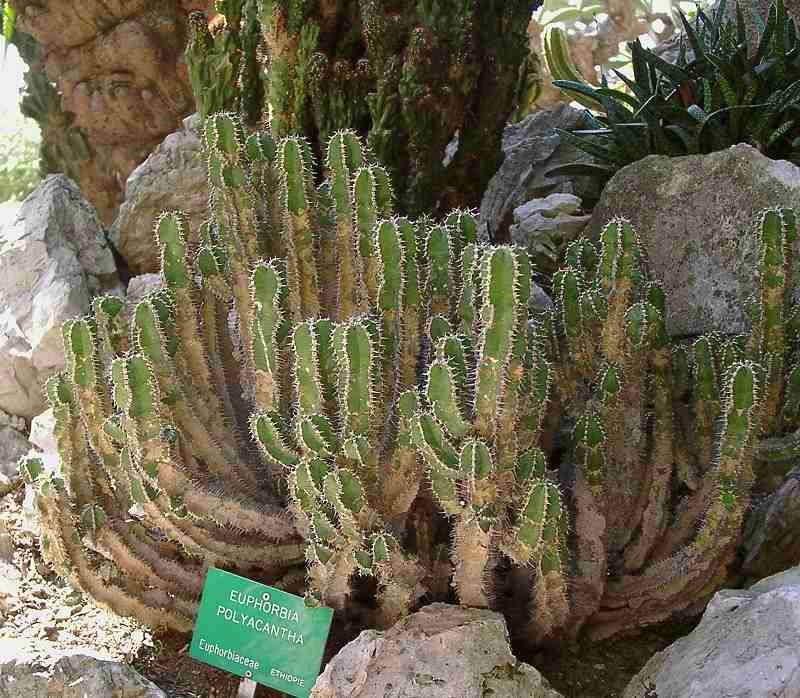
E. polyacantha
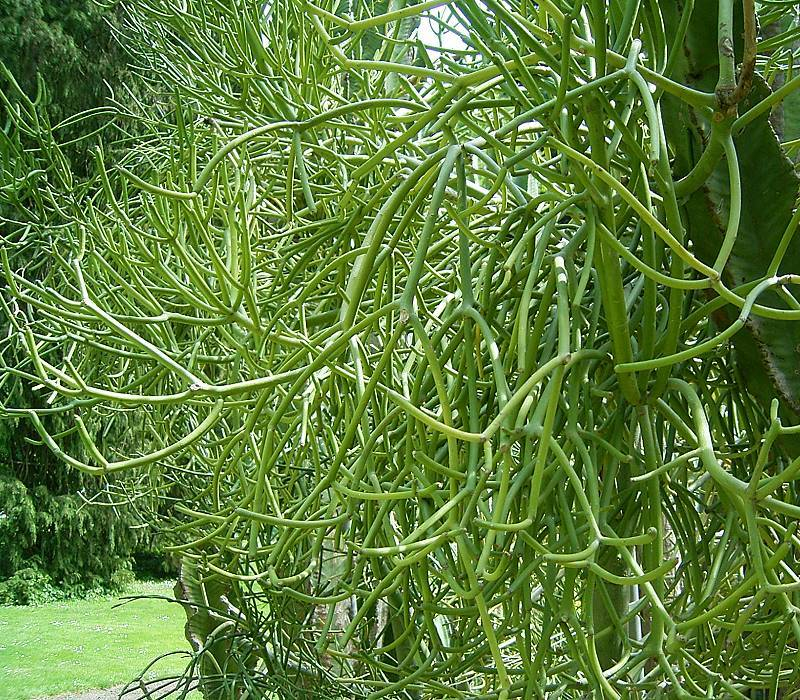
ミドリサンゴ（E. tirucalli）
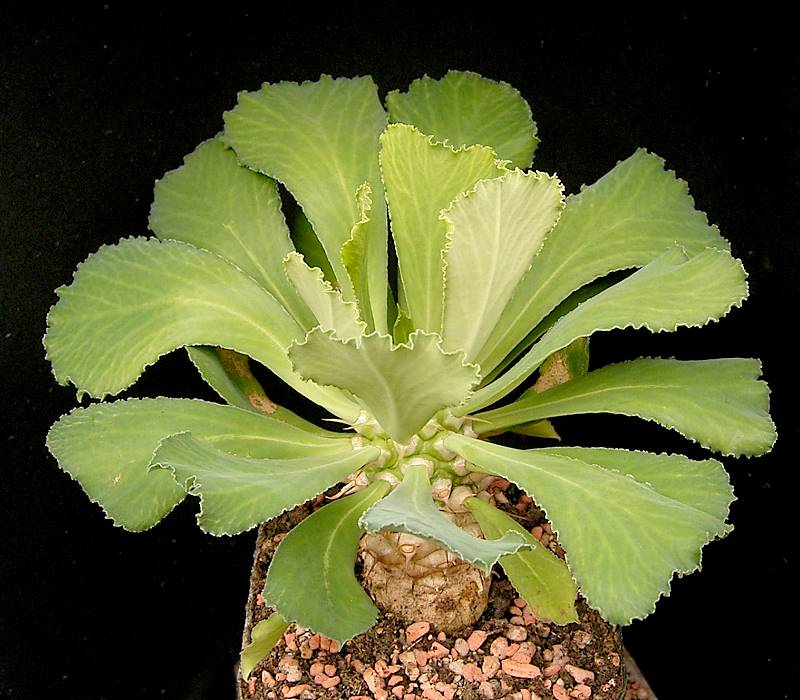
E. venefica
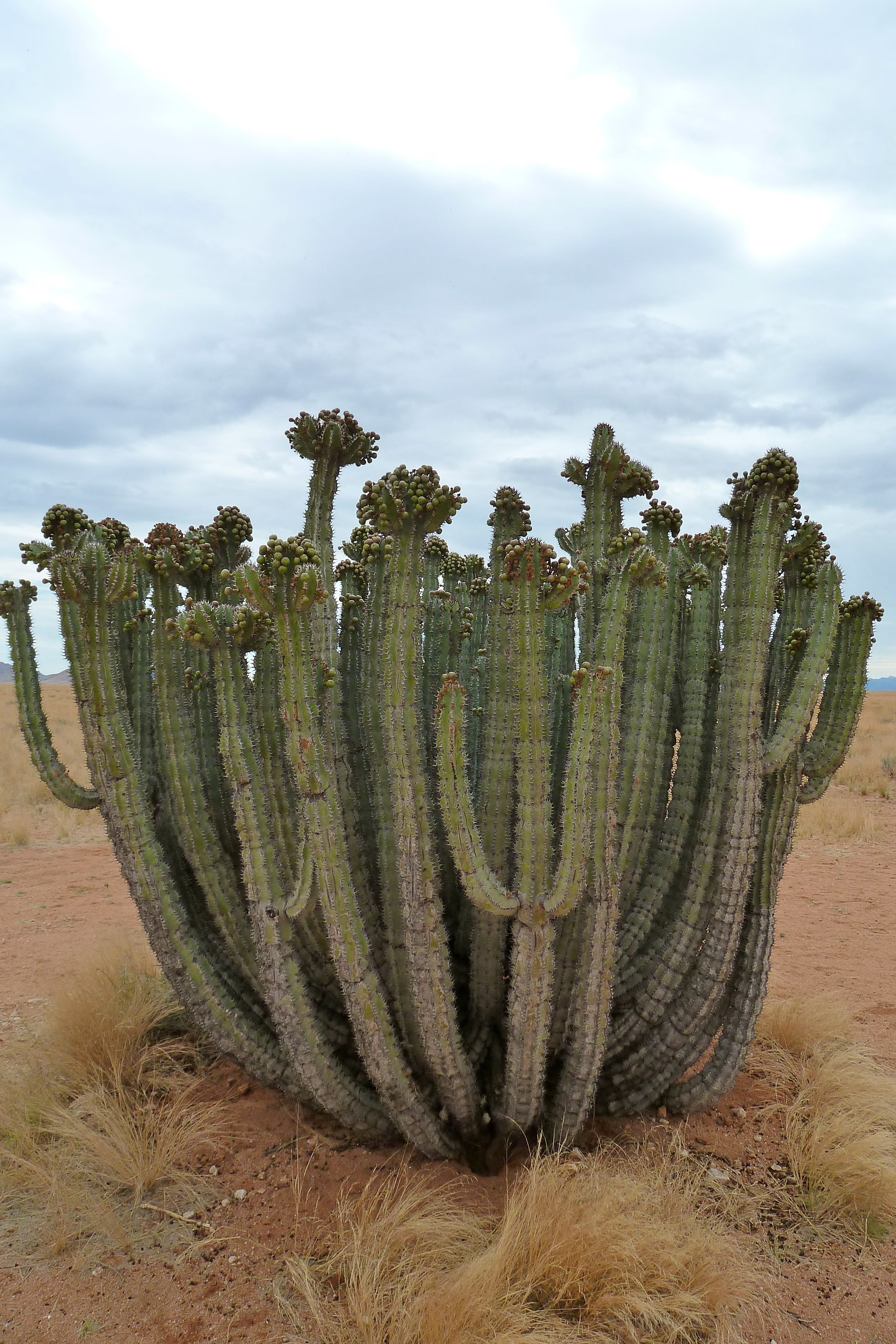
ヤドクキリン（E. virosa）

## 保全状況評価

### ワシントン条約(CITES)附属書掲載の種
絶滅のおそれのある野生動植物の種の国際取引に関する条約（通称: ワシントン条約、CITES）のうち商業的な国際取引を一切禁じる附属書Iに掲載されているものは以下の通りである。
- Euphorbia ambovombensis（エウフォルビア・アンボヴォンベンスィス[20]）- マダガスカルのアンブヴンベ（Ambovombe）地域にのみ自生する[21]。
- E. cap-saintemariensis（エウフォルビア・カプサインテマリエンスィス[20]）- マダガスカル南西部、Cap-Sainte-Marie の極めて小さな範囲内にしか自生しない[22]。
- E. cremersii（エウフォルビア・クレメルスィイ[20]）- マダガスカル西部の4箇所にのみ自生するが、その生育地も喪失の危機にある[23]。
- E. cylindrifolia（ユーフォルビア・キリンドリフォリア[24][25]）- マダガスカル南東部のフォール・ドーファン（Fort-Dauphin）地域に2亜種が生育するが、いずれの発生面積や占有面積も極端に小さく、見られる場所は5箇所未満しかない上に、生育地の喪失や園芸商取引を目論んだ採取のせいで減少傾向にある[26]。
- E. decaryi（ユーフォルビア・デカリー[24][25]）- マダガスカル南部に4変種が見られるが、発生面積5,000平方キロメートル未満、占有面積500平方キロメートル未満で生育地の喪失や悪化が原因で減少傾向にあり、園芸商取引の需要がある[27]。
- E. francoisii（ユーフォルビア・フランコイシー[28][29]）- 2変種があり、基本種フランコイシーはマダガスカル南東部の Fort-Dauphin の町の近郊に見られるが、生育環境は極めて悪化している上定期的に火事が発生する[30]。
- E. moratii（ユーフォルビア・モラティー[25]）- 4つある変種のうち3つがツィンギ・ド・ベマラハでしか確認されておらず、全体的に生育環境の悪化、火事、園芸植物として売りさばくための採集といった潜在的ではあるが明らかな脅威に晒されている[31]。
- E. parvicyathophora（エウフォルビア・パルヴィキュアトフォラ[20]）- マダガスカル南西部のアンザマラ（Anjamala）近郊でしか確認されておらず、多肉植物の収集家から需要がある[32]。
- E. quartziticola（ユーフォルビア・クアルツィティコラ[24]）- マダガスカル原産で発生面積も占有面積も小さく、減少傾向にある[33]。
- E. tulearensis（ユーフォルビア・トゥレアレンシス[34]）- マダガスカル南西部で普通に見られるが、発生面積も占有面積も極めて小さく、生育地の喪失や悪化により減少傾向にある[35]。

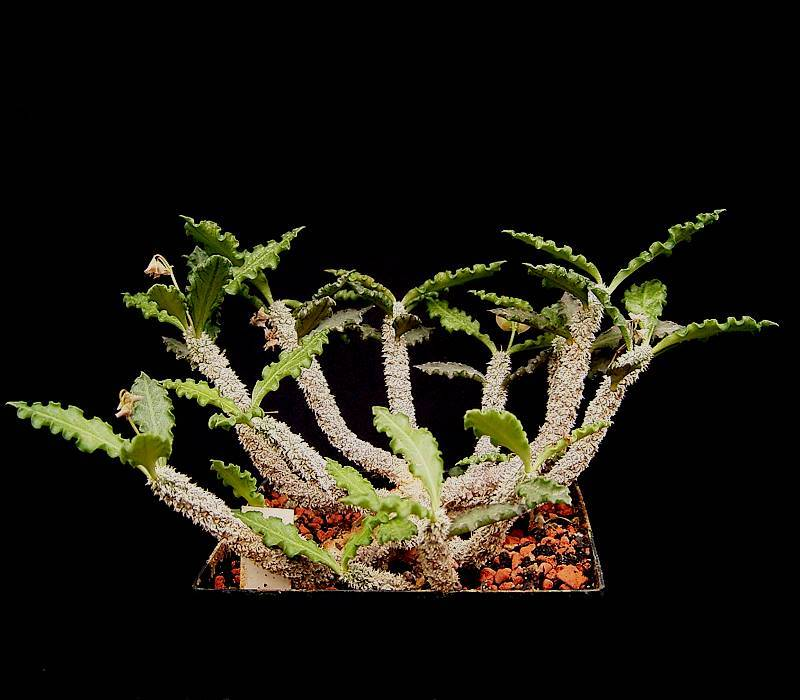
エウフォルビア・アンボヴォンベンスィス（Euphorbia ambovombensis）
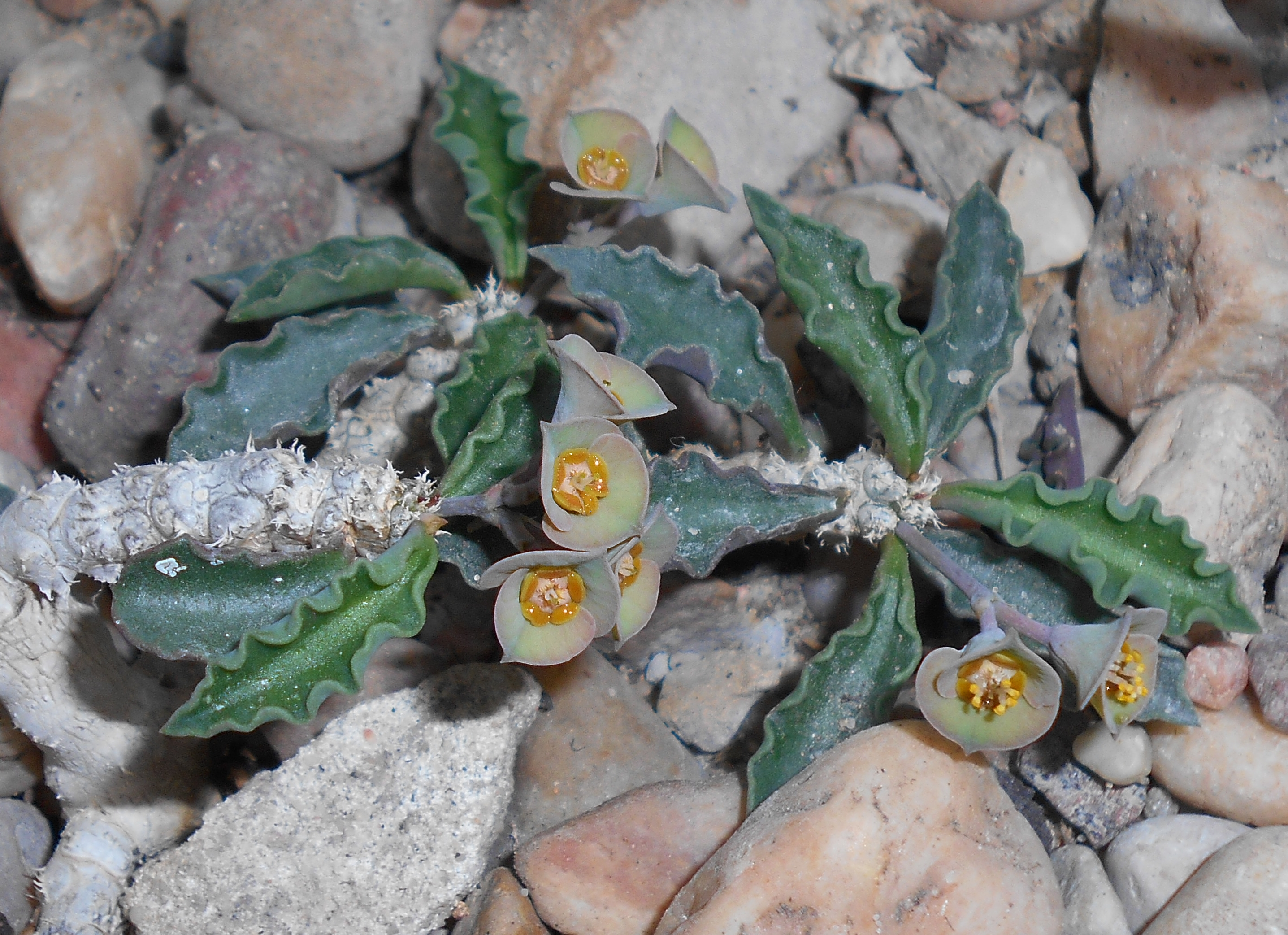
エウフォルビア・カプサインテマリエンスィス（E. cap-saintemariensis）
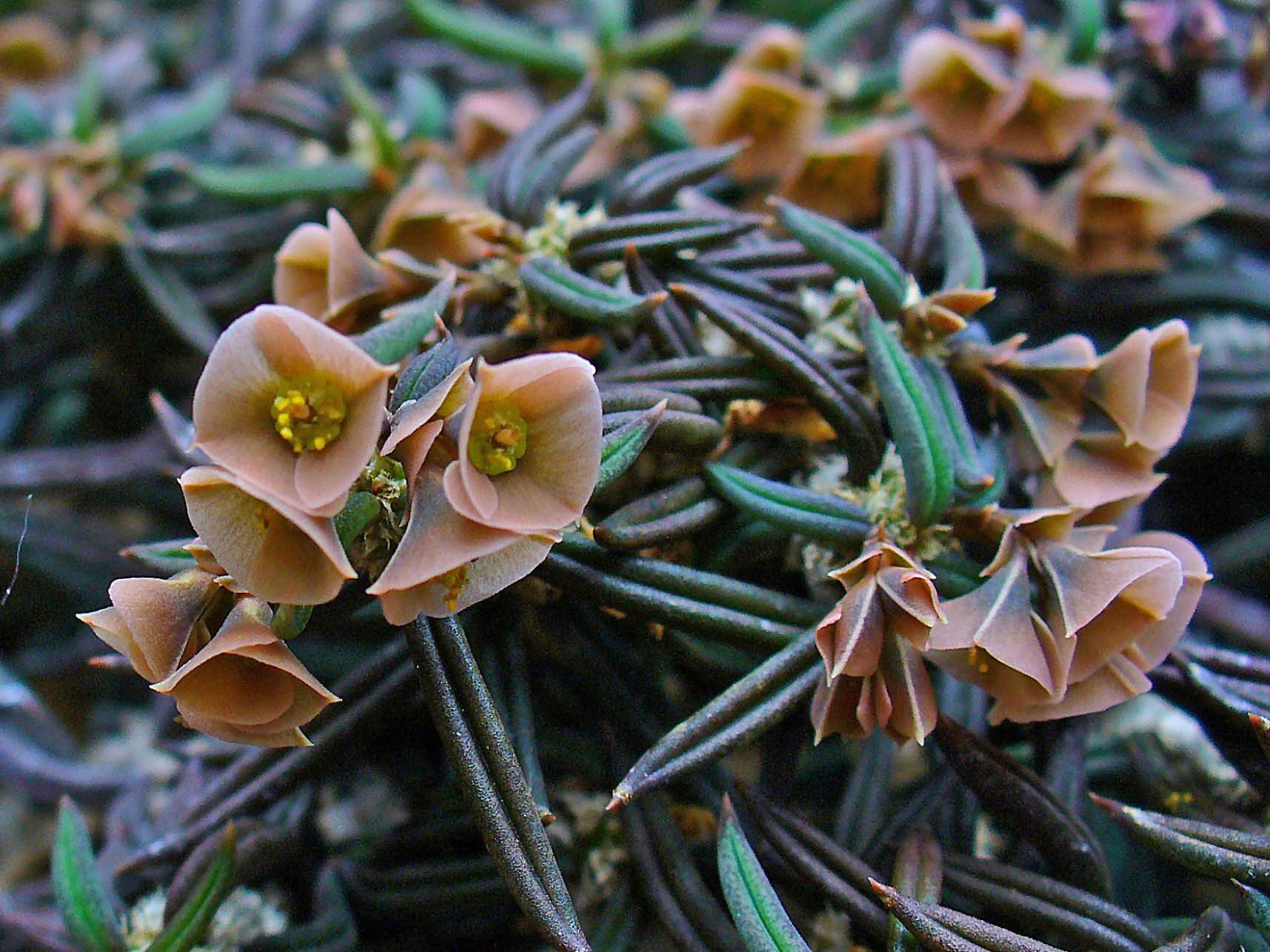
ユーフォルビア・キリンドリフォリア（E. cylindrifolia）
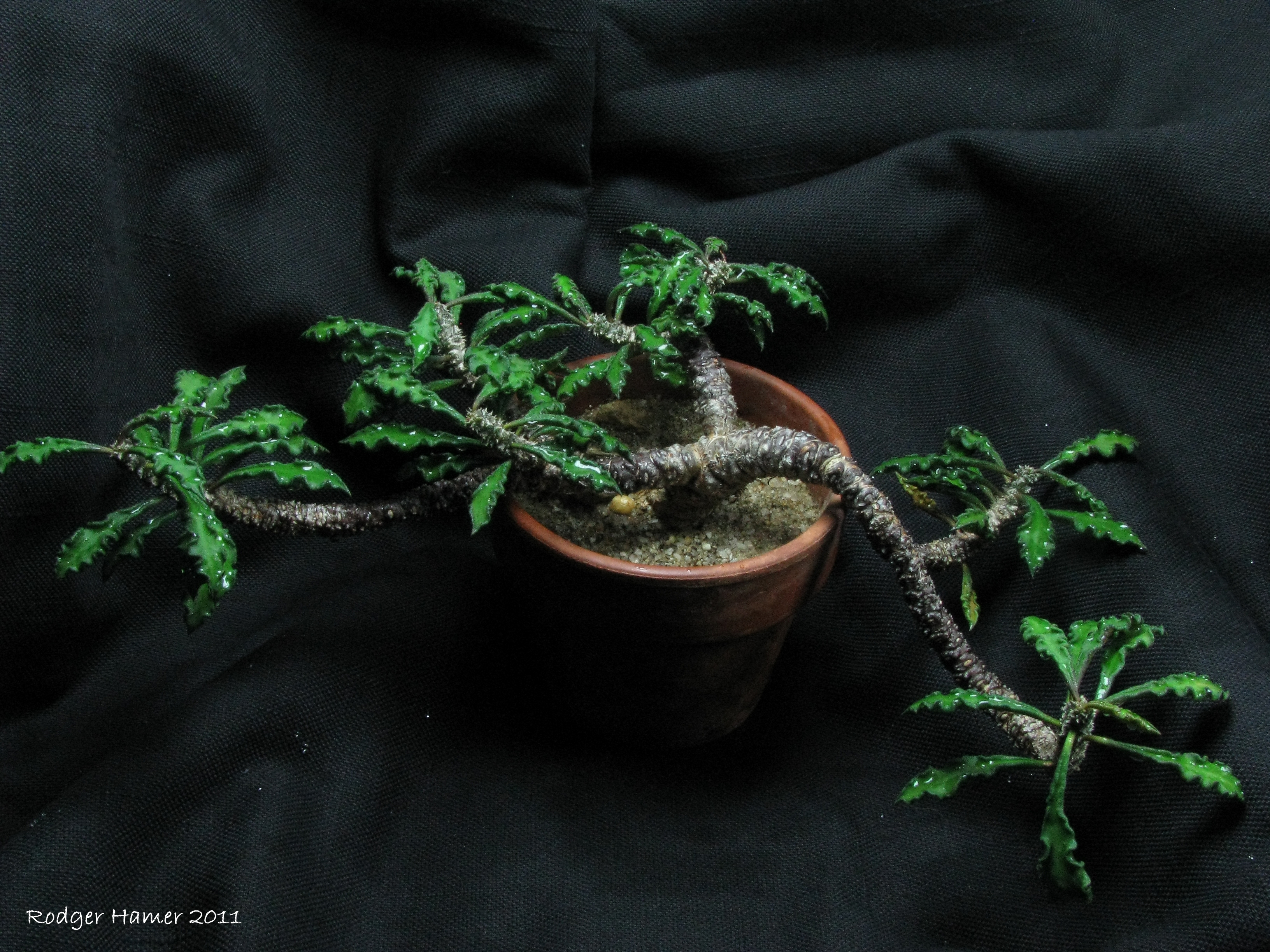
ユーフォルビア・デカリー（E. decaryi）
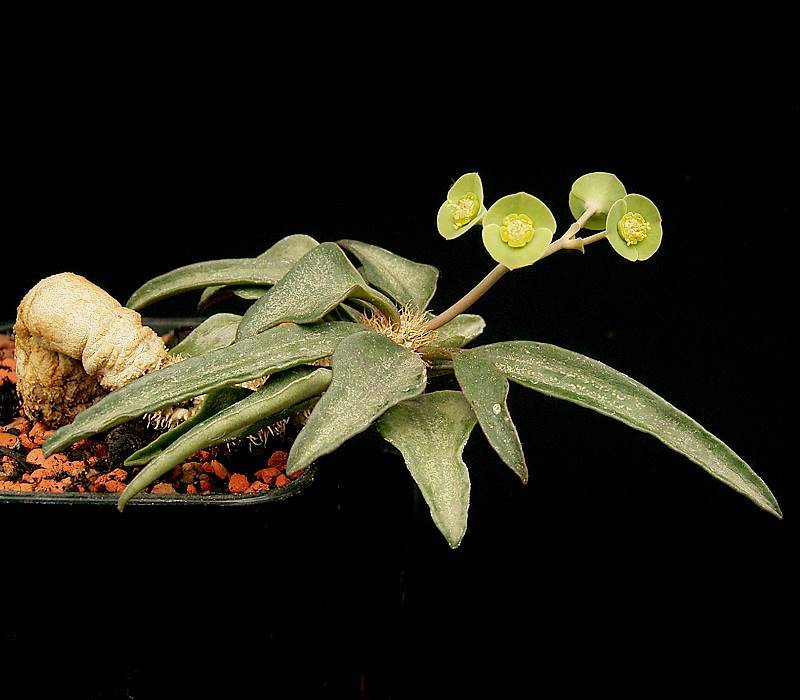
ユーフォルビア・フランコイシー（E. francoisii）
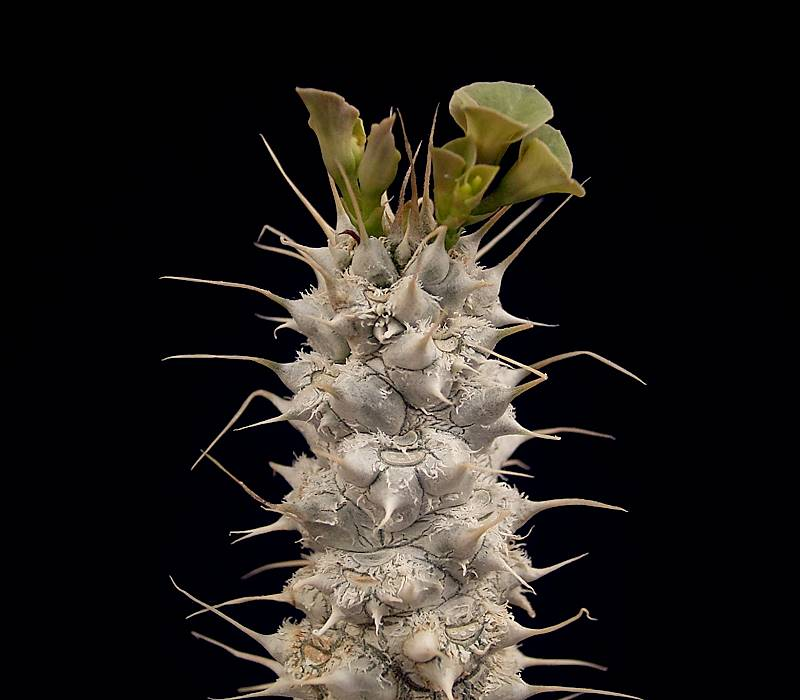
エウフォルビア・パルヴィキュアトフォラ（E. parvicyathophora）
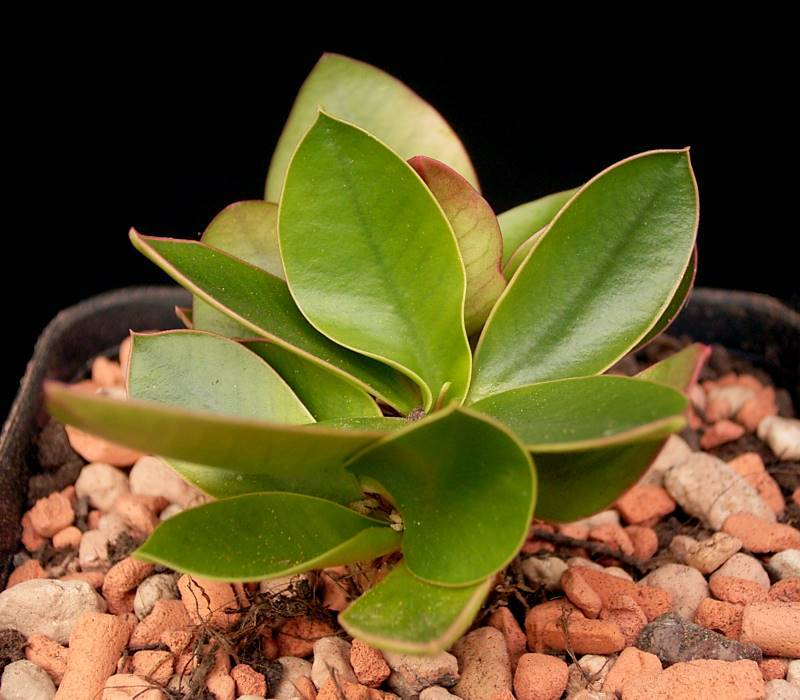
ユーフォルビア・クアルツィティコラ（E. quartziticola）
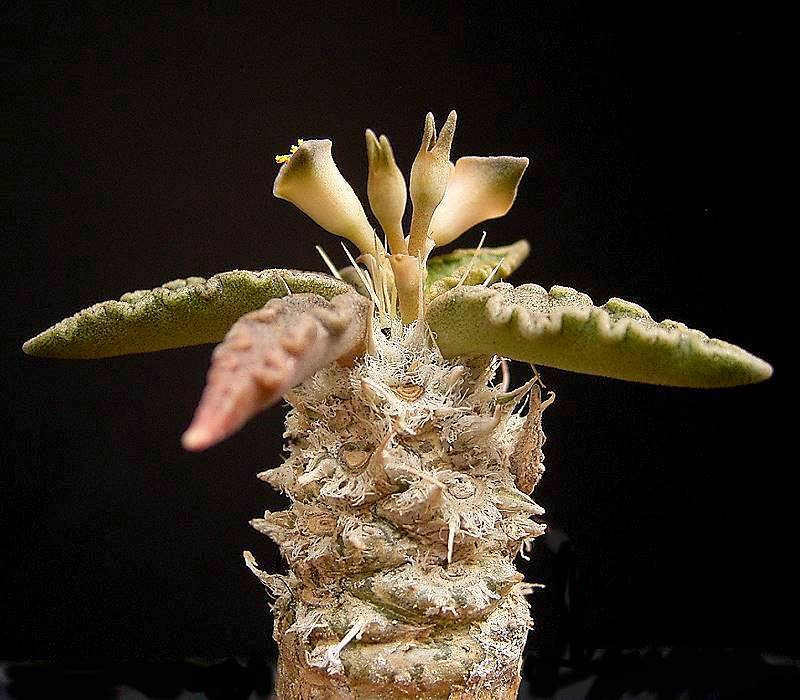
ユーフォルビア・トゥレアレンシス（E. tulearensis）

またCITESの附属書II（国際的な取引に両国の許可が必要となりえる）には多肉化するトウダイグサ属の種全体が記載されており、例外は Euphorbia misera および先述の附属書I掲載種のみである。ただし、附属書IIの適用対象となる種であっても、
- 人工的に繁殖させたサイウンカク（彩雲閣; 学名: E. trigona）の栽培品種の標本
- 人工的に繁殖させたとさか付きか扇形あるいは色彩突然変異株のユーフォルビア・ラクテア（E. lactea）の標本を、人工的に繁殖させたキリンカク（麒麟角、学名: E. neriifolia）の根茎に接ぎ木したもの
- 人工的に繁殖させた E. 'Milii' の栽培品種の標本を、100以上の植物の積荷で商取引し、かつ人工的に繁殖させた標本であることが容易に分かるようにしたもの
- 試験管で得られた実生か組織培養体で、固体あるいは液体の培養基中にあり、無菌状態のコンテナで輸出入されるもの
- 人工的に繁殖させた植物の切り花
- ユーフォルビア・アンティシフィリティカ（E. antisyphilitica）の完成品を包装し、小売りできるようにしたもの

であれば、条約の条項の対象とならない。

### IUCNレッドリスト
IUCNレッドリストに掲載されているトウダイグサ属植物のうち、近絶滅種（Critically Endangered）の評価が下されたことのある種は以下の通りである。この中には園芸植物として流通しているものも複数含まれる。
- Euphorbia alcicornis (ver. 3.1) - マダガスカルに生育していたが、1880年以来確認されておらず、既に絶滅している可能性がある。ただし野生絶滅したとする研究は存在しない。E. alcicornis の名前で栽培されている標本も見られるが、それらは全て誤同定されたものである[36]。
- E. anachoreta (ver 3.1) - ポルトガルのセルヴァージェンス諸島（英語版）（葡: Ilhas Selvagens）のうち Ilhéu de Fora に固有の低木であるが、個体数の規模が極めて限定的で、生育地が隔絶されているために将来の気候変動に適応できるかが懸念されている[37]。
- E. ankazobensis (ver 3.1) - マダガスカルのアンカズベ（英語版）（Ankazobe）にしか生育していないと思われ、野生絶滅する可能性が高い[38]。
- E. berorohae (ver 3.1) - マダガスカル南西部のベルルハ（英語版）（Beroroha）で1933年と1990年代のたった2度しか採取されていない種で、その生育地も火事が起きたり切り払いが行われたりする[39]。
- E. boinensis (ver 3.1) - マダガスカル西部に生育していたが、1900年と1920年に採取されたものしか知られておらず、また栽培品も知られていないために既に絶滅している可能性がある[40]。
- E. capmanambatoensis (ver 3.1) - マダガスカル北東部の Cap-Manambato にしか見られず、発生面積も占有面積も極めて小さく、商取引を目論んで違法採集される傾向にある[41]。
- E. cap-saintemariensis（エウフォルビア・カプサインテマリエンスィス）(ver 3.1) - #ワシントン条約（CITES）附属書掲載の種を参照。
- E. deppeana (ver 3.1) - ハワイ諸島のオアフ島の固有種であるが、個体数は50未満で外来種との競合も脅威となっている[42]。
- E. eleanoriae (ver 3.1) - ハワイ諸島のカウアイ島の固有種であるが個体数は500未満（うち成熟しているものは250未満）で、野生化したヤギや侵略的外来植物が脅威となっている[43]。
- E. francoisii（ユーフォルビア・フランコイシー）(ver 3.1) - #ワシントン条約（CITES）附属書掲載の種を参照。
- E. geroldii (ver 3.1) - マダガスカルの Iharana 周辺の海岸林にのみ生育するが、放火を含む災害の影響を受けやすい[44]。
- E. halemanui (ver 3.1) - ハワイ諸島のカウアイ島の固有種であるが、外来植物との競合やブタ、ヤギ、シカによる生育環境の悪化に脅かされている[45]。
- E. heleniana (ver 3.1) - セントヘレナに見られるが発生面積が100平方キロメートル未満である[46]。
- E. herbstii (ver 3.1) - ハワイ諸島のオアフ島の固有種であるが、ブタ、ヤギ、火事、外来植物に脅かされている[47]。
- E. iharanae (ver 3.1) - マダガスカルのIharana地区、E. capmanambatoensis の自生地からそう遠くない場所に生育するが占有面積も発生面積も極めて小さく、人間の活動で脅かされており、園芸植物市場のために採集が行われている[48]。
- E. kondoi (ver 3.1) - マダガスカル南西部のトゥリアラ地域に見られるが、生育地は断片化が進んでいる[49]。
- E. labatii (ver 3.1) - マダガスカルの Tsingy of Ankarana 南東部のみに見られる[50]。
- E. millotii (ver 3.1) - マダガスカルの Iharana の南にのみ生育するが、生育地の海岸低木林は人間の活動により著しく脅かされており、栽培への需要も手伝って野生絶滅する恐れがある[51]
- E. neospinescens (ver 3.1) - タンザニアのChunya地区で1899年と1942年に採取されたのみでそれ以来確認されておらず、生育地が農地とされ、万が一絶滅していない場合は収集家や愛好家に狙われる恐れがある[52]。
- E. origanoides (ver 3.1) - セントヘレナ・アセンションおよびトリスタンダクーニャのアセンション島固有種であるが、2016年以前に10年以上も発生面積や占有面積の減少が観測され、歴史的に見ても1900年以来副次集団が減少している[53]。
- E. pachypodioides（ユーフォルビア・パキポディオイデス[54]）(ver 3.1) - マダガスカルの Tsingy of Ankarana にのみ見られるが、園芸植物としての需要が大きく、占有面積が7.8平方キロメートル、たった一箇所でしか生育が見られないこと、減少を続けていることから近絶滅種と評価されている[55]。
- E. parvicyathophora（エウフォルビア・パルヴィキュアトフォラ）(ver 3.1) - #ワシントン条約（CITES）附属書掲載の種を参照。
- E. pirahazo (ver 3.1) - マダガスカル西部に見られたが、1904年よりも前にゴム生産のために過剰採取されてから採集されておらず、しかも Denis (1921) は火事のせいでほぼ絶滅したとしている[56]。
- E. quitensis (ver 3.1) - エクアドルに固有の地上性草本であるが、確実であるのはW・ジェイムソン(W. Jameson)によって1862年より前にタイプ標本の採取が記録されたことのみで、エクアドルの博物館に標本の所蔵はなく、生育地の破壊以外の脅威は知られていない[57]。
- E. remyi (ver 3.1) - ハワイ諸島のカウアイ島の固有種であるが、野生化したヤギやブタ、シカ、侵略的外来植物により脅かされている[58]。
- E. rockii (ver 3.1) - ハワイ諸島のオアフ島の固有種で、コオラウ山脈にのみ見られる低木（時に高木）であるが、生育地共々外来植物や野生化したブタにより脅かされている[59]。
- E. tanaensis（タナガワトウダイグサ[60]）(ver 2.3) - ケニア東部のヴィツウ森林保護区（英語版）（英: Witu Forest Reserve）内にのみ数本が生育する[61]。詳細は当該項目を参照。
- E. tulearensis（ユーフォルビア・トゥレアレンシス）(ver 3.1) - #ワシントン条約（CITES）附属書掲載の種を参照。

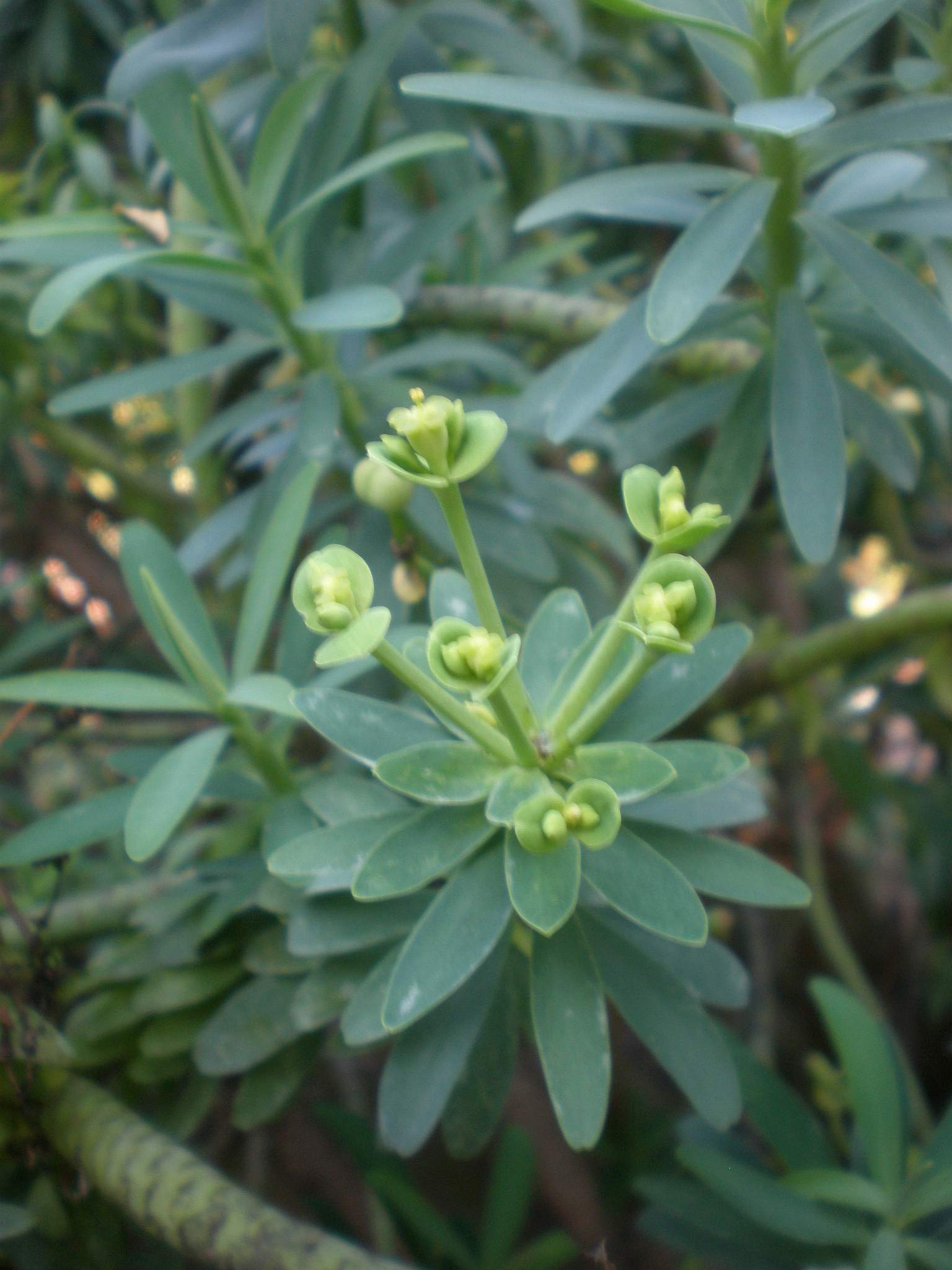
Euphorbia anachoreta
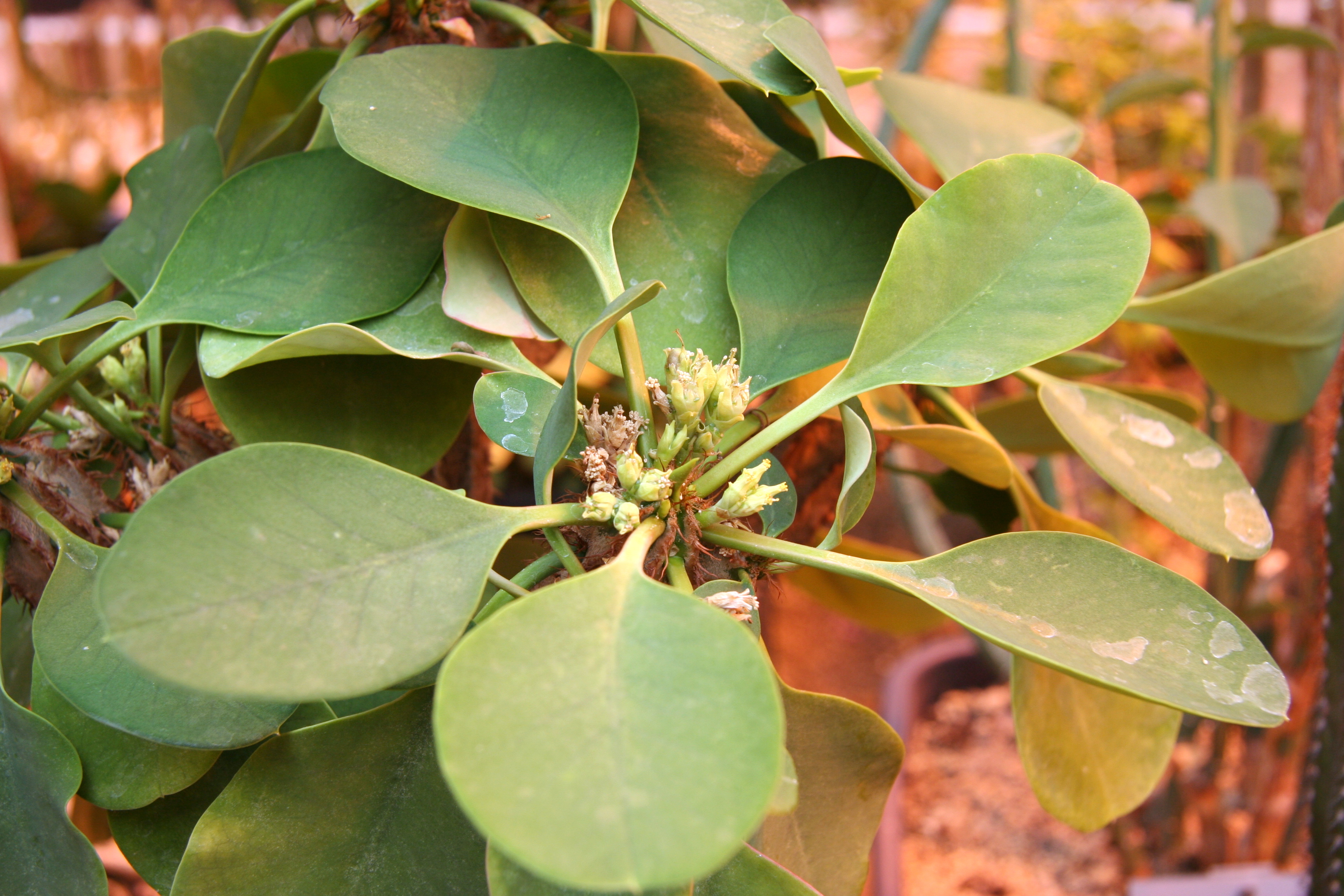
E. capmanambatoensis
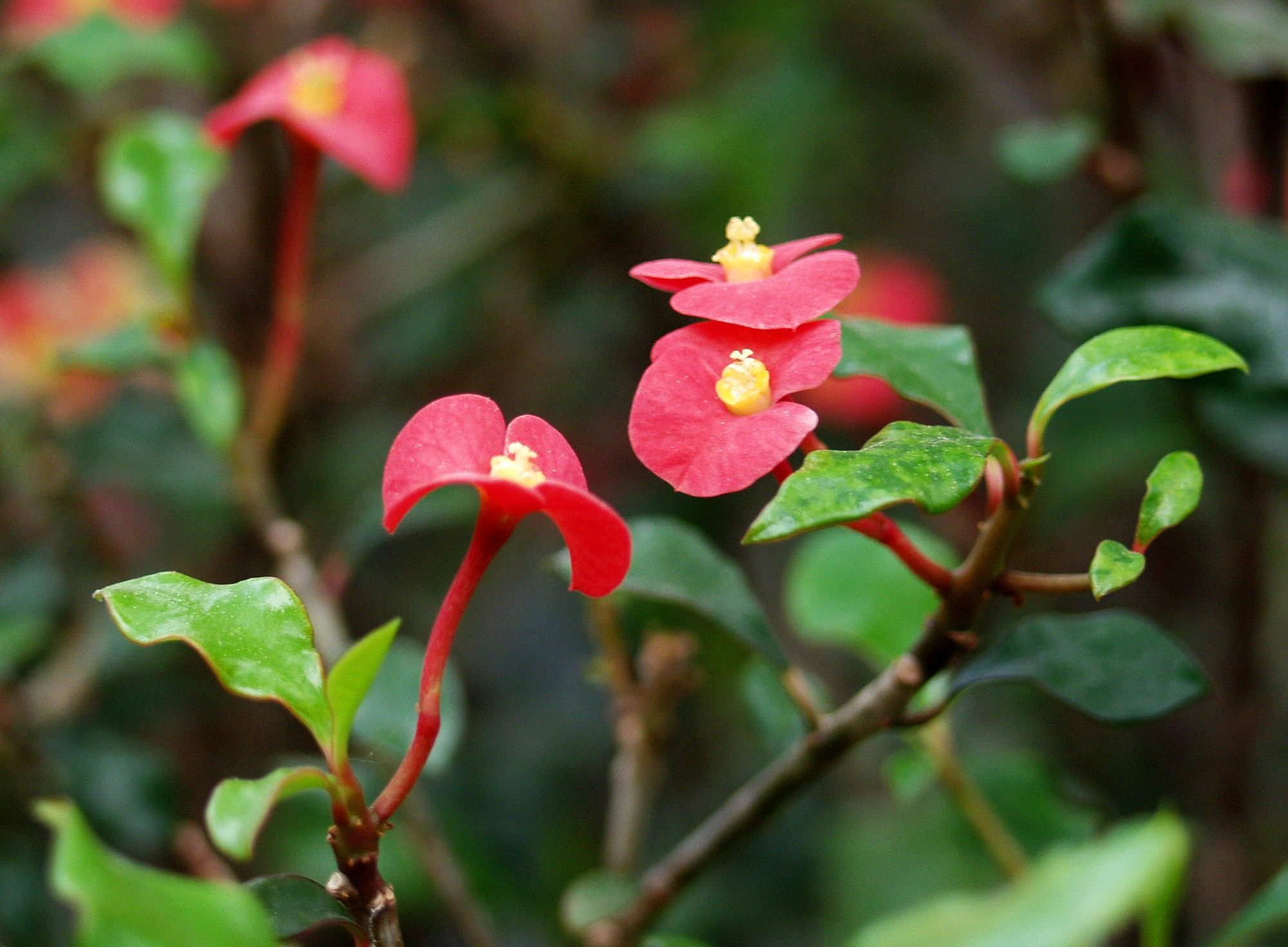
E. geroldii
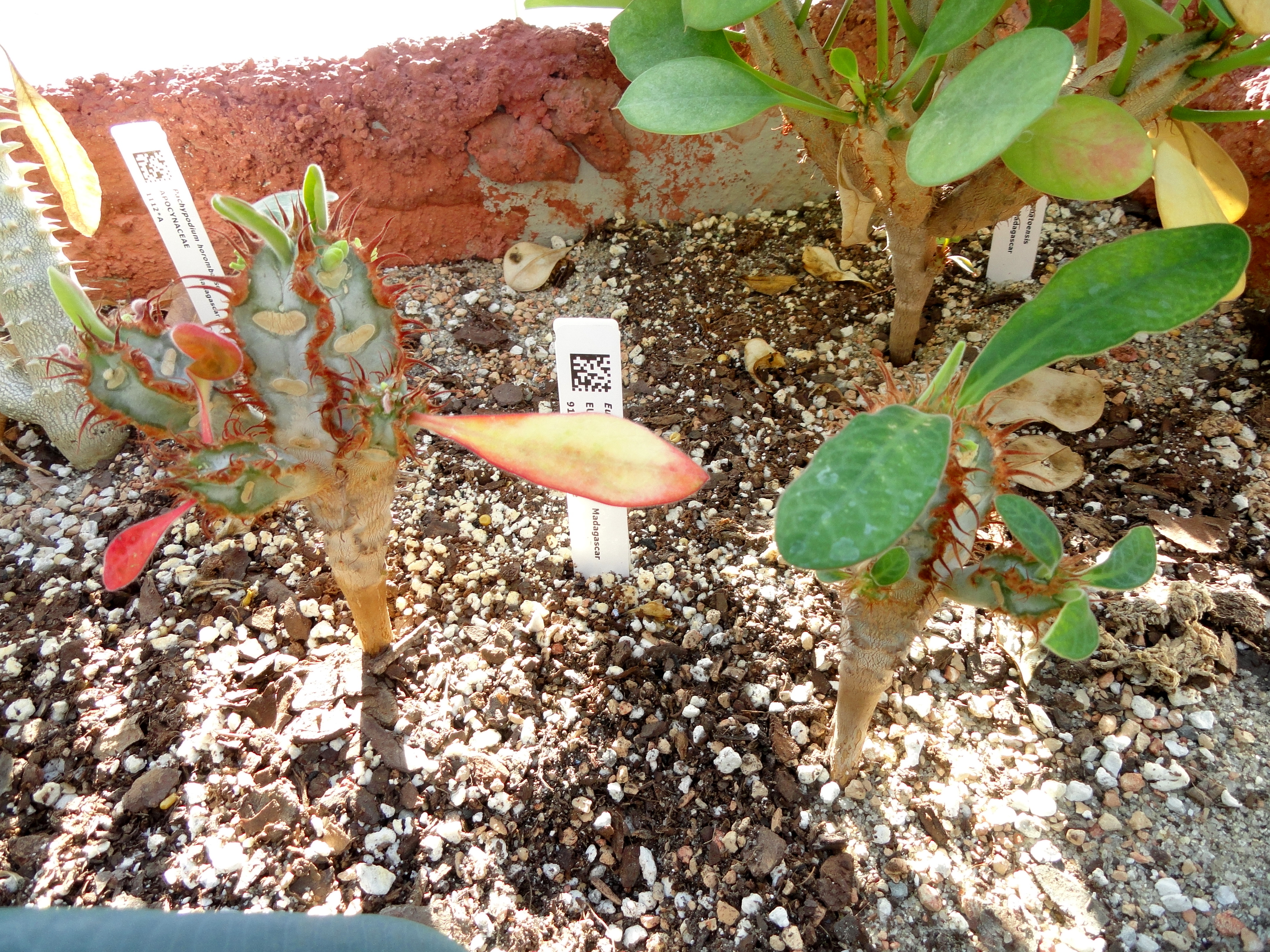
E. iharanae
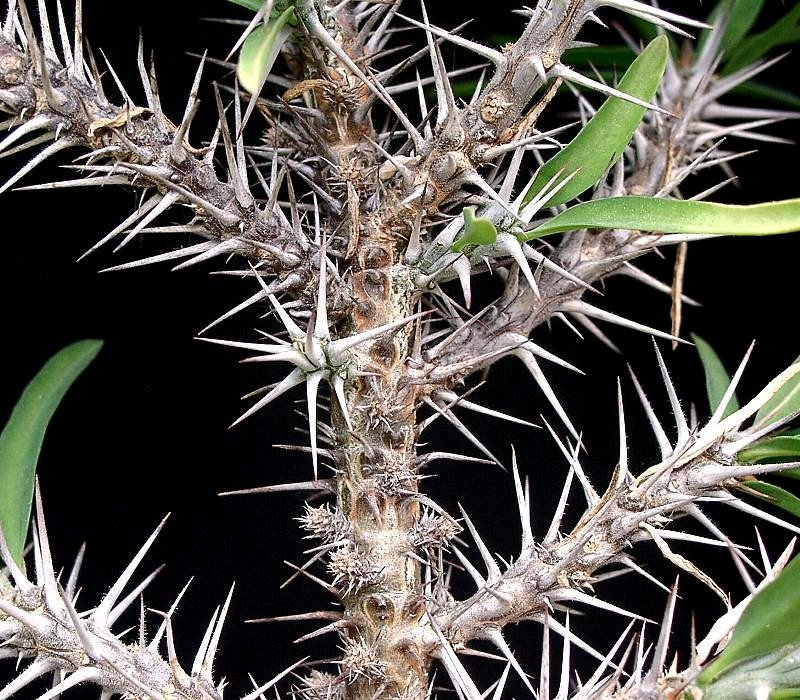
E. kondoi
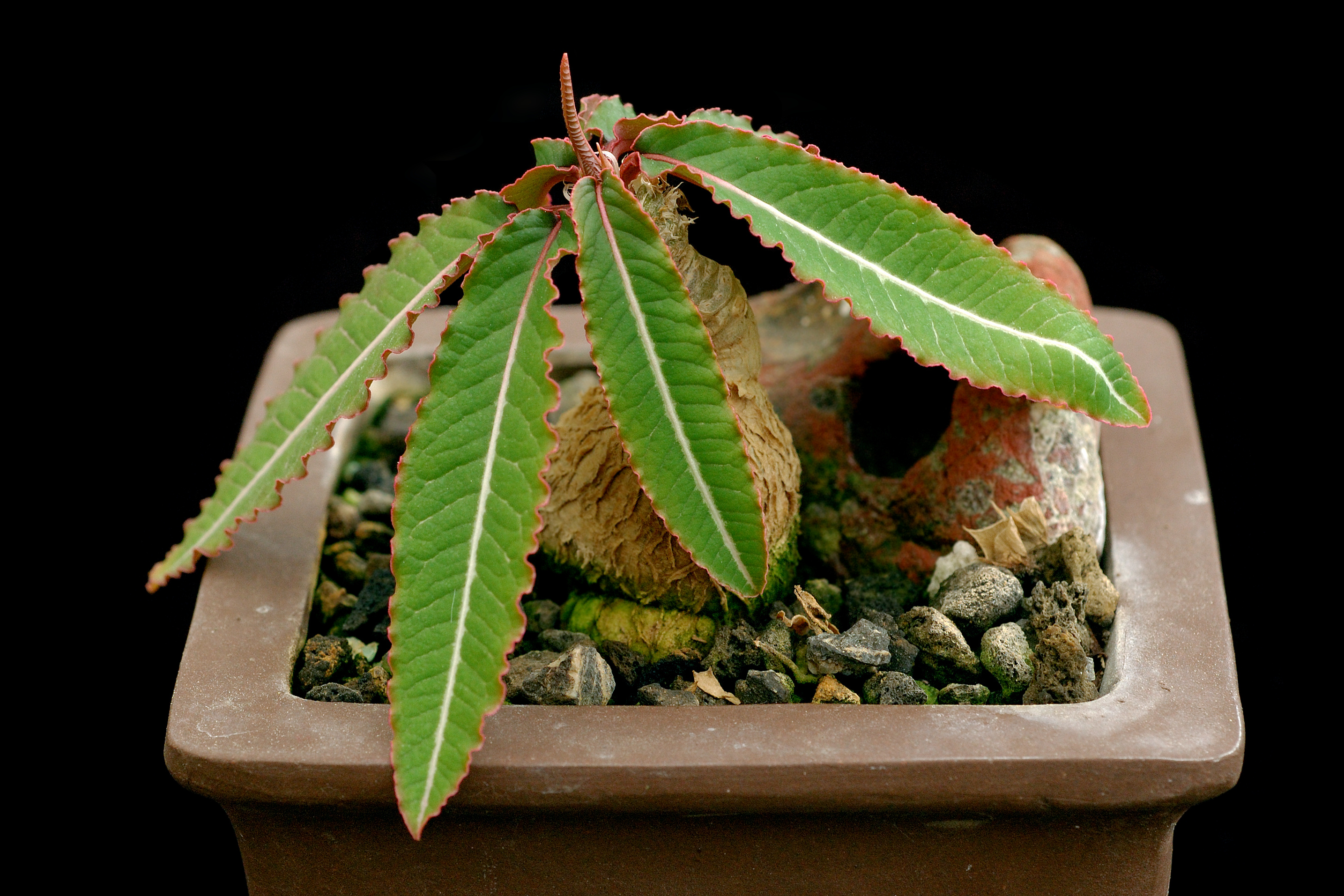
E. labatii
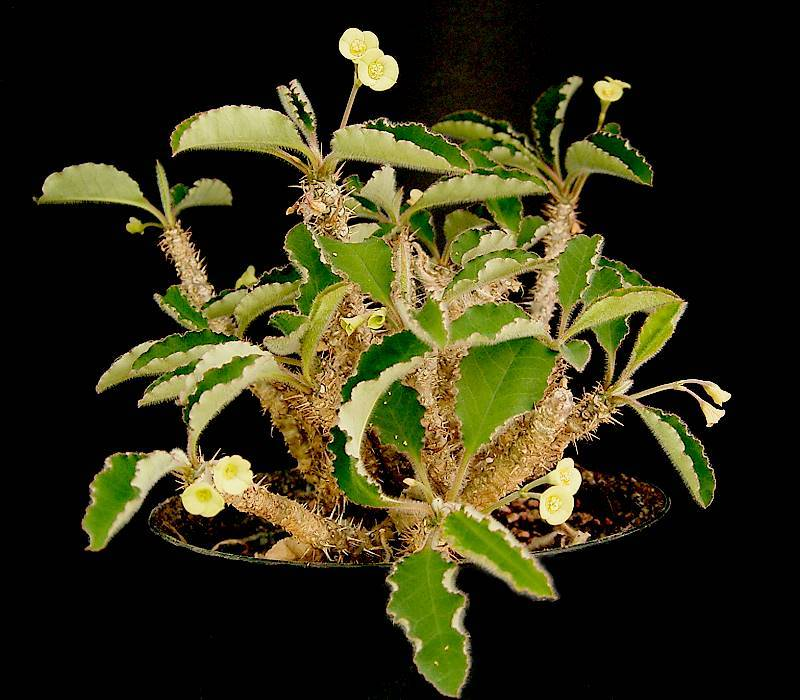
E. mangokyensis Denis (syn. E. razafindratsirae Lavranos)
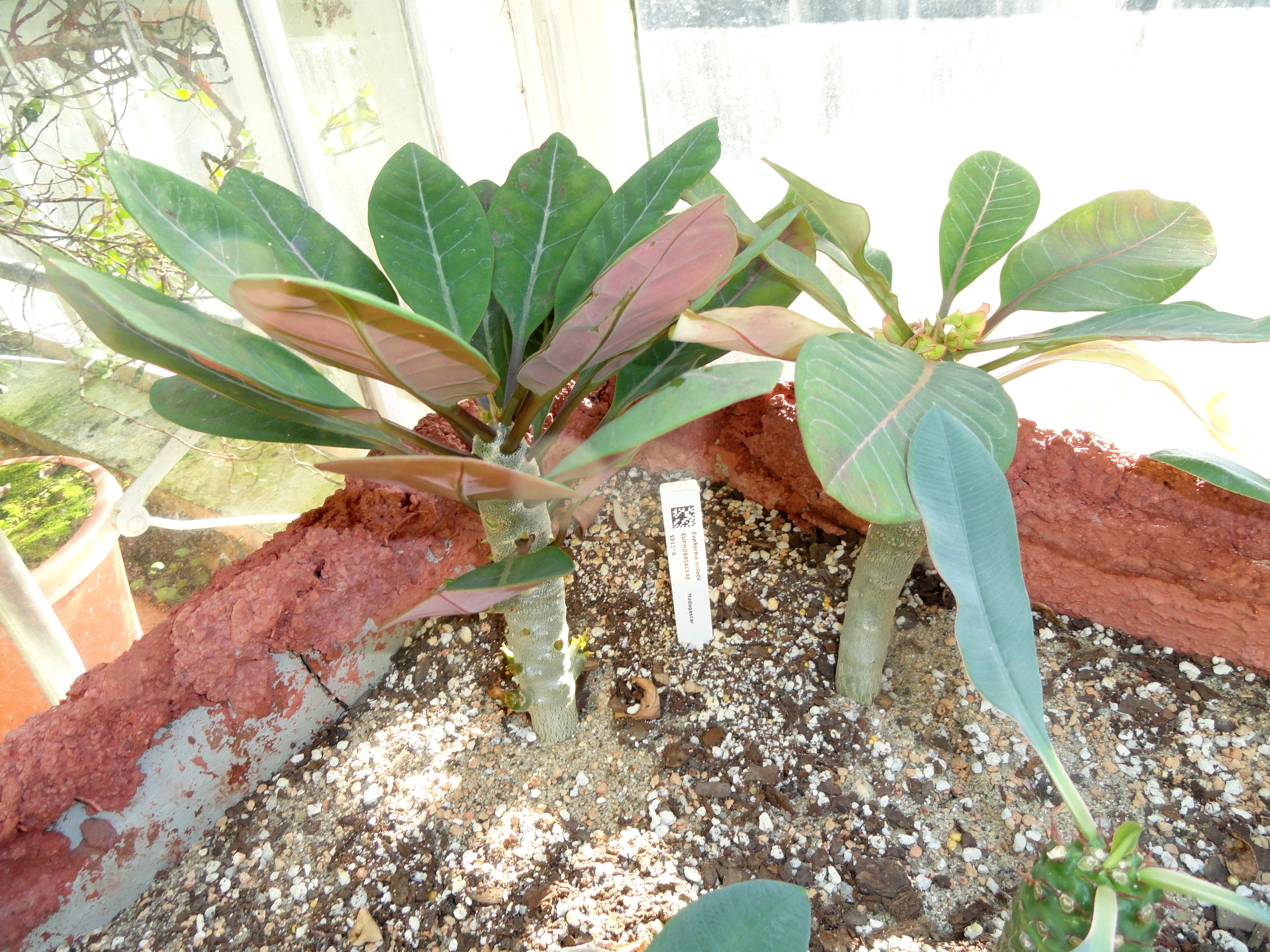
E. millotii
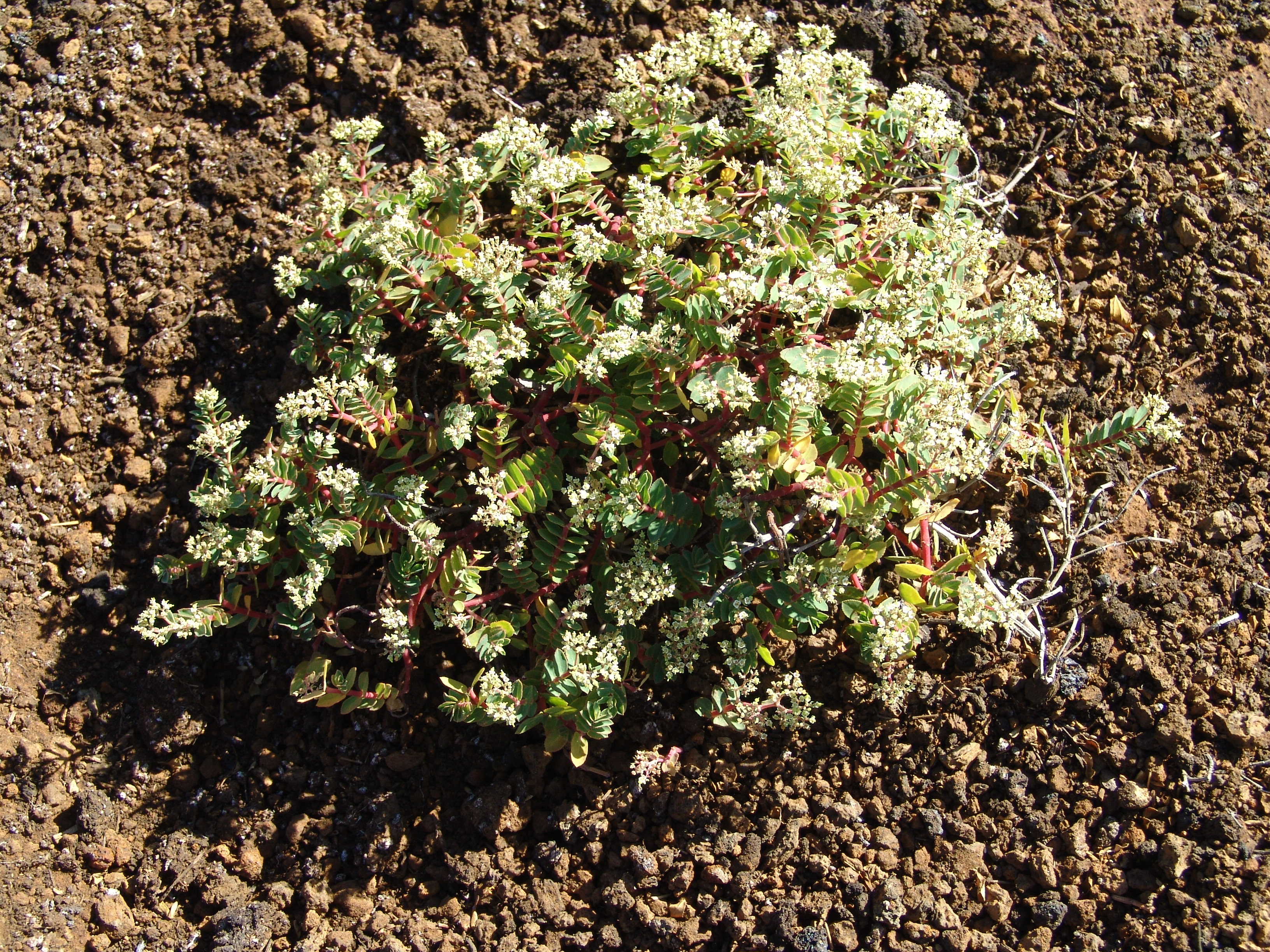
E. origanoides
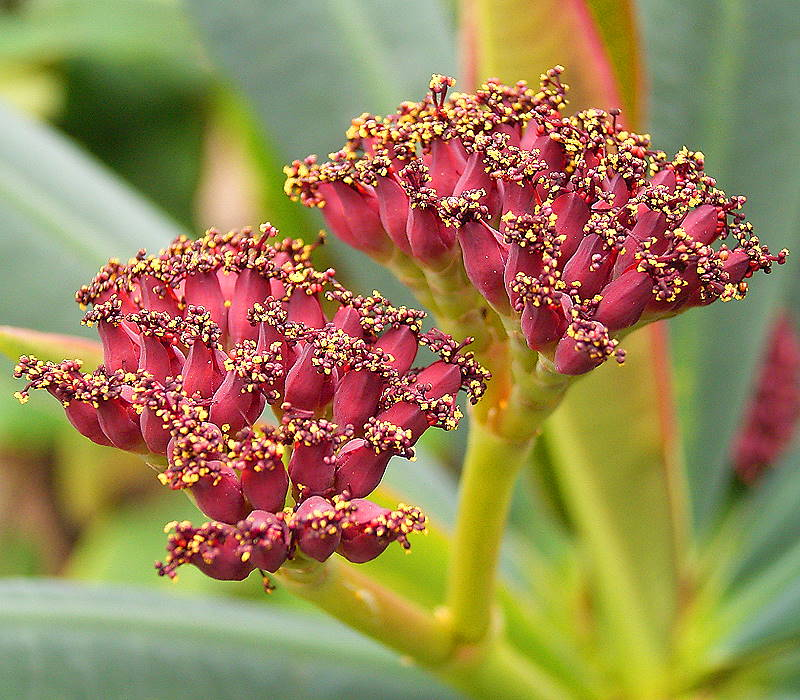
ユーフォルビア・パキポディオイデス（E. pachypodioides）
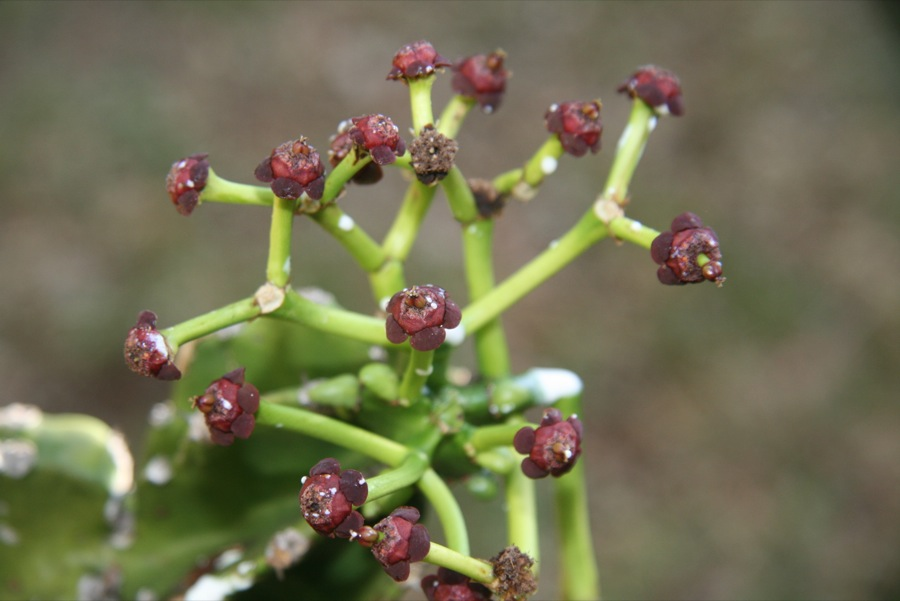
タナガワトウダイグサ（E. tanaensis）

また、トウダイグサ属には園芸植物として流通しているものが何種も存在するが、同リストに絶滅危惧種（Endangered）以下近危急種（Near Threatened）以上の評価で掲載されたことのあるものは以下の通りである。
- Euphorbia abdelkuri（ユーフォルビア・アブデルクリ[24]）- イエメンのアブドゥルクーリー島の固有種。乳液が有毒であるため家畜に食べられてしまう心配はないが、多肉植物の愛好家による採取は脅威となり得る[62]。
- E. alfredii - マダガスカルのアンビルベ（英語版）（Ambilobe）地域にのみ見られ、Alfred Razafindratsira によって採取された標本のみが知られるが、生育地の喪失や過剰採取が脅威となり得る[63]。
- E. ambovombensis（エウフォルビア・アンボヴォンベンスィス）- #ワシントン条約（CITES）附属書掲載の種を参照。
- E. ankarensis - マダガスカルのアンカラナ（英語版）（Ankarana）とアナラメラナ（英語版）（Analamerana）に見られるが、発生面積も占有面積もわずかしかない[64]。
- E. aureoviridiflora - マダガスカル北部のアンツィラナナ（Antsiranana）近郊、モンターニュ・デ・フランセ（英語版）（Montagne des Français）にのみ見られるが、生育地のツィンギ（tsingy、カルスト地形）は火事に脅かされている[65]
- E. beharensis（ユーフォルビア・ベハレンシス）- マダガスカル南部に生育するが、生育環境の悪化、火事、炭作りのための生育地の薙ぎ払い、園芸用の採集が脅威となっている[66]
- E. croizatii Leandri[注 1] - マダガスカル南西部に生育するが、発生面積も占有面積も小さい[69]。
- E. cylindrifolia（ユーフォルビア・キリンドリフォリア）- #ワシントン条約（CITES）附属書掲載の種を参照。
- E. decaryi（ユーフォルビア・デカリー）- #ワシントン条約（CITES）附属書掲載の種を参照。
- E. didiereoides（エウフォルビア・ディディエロイデス[70]）- マダガスカルのザザフツィ（英語版）（Zazafotsy）/ズマンド（英語版）（Zomandao）地域に見られるが、発生面積も占有面積も小さい[71]。
- E. duranii - マダガスカルで2変種が知られているが、発生面積が全体で5,000平方キロメートル未満、占有面積が全体で500平方キロメートル未満であり、生育地の喪失や環境悪化により減少傾向にある[72]。
- E. gottlebei - マダガスカル南西部のフィヘレナナ峡谷（Fiherenana valley）の石灰岩斜面にのみ見られるが、今日生育地は立ち入りが困難となっている[73]。
- E. guillauminiana（ユーフォルビア・ギラウミニアナ、鬼棲閣[74]）- マダガスカルの固有種であるが占有面積が小さく、生育地の環境悪化や人間の活動、園芸業界のための違法採集が脅威となっている[75]。
- E. hedyotoides - マダガスカル南西部の固有種であるが発生面積も占有面積も小さく、生育環境も悪化している[76]。
- E. hofstaetteri - マダガスカル南西部トゥングブリ近郊に見られるが、生育範囲が非常に限られていると考えられている[77]。
- E. itremensis（ユーフォルビア・イトレメンシス[78]）- マダガスカルのItremo地域で2004年までにたった1度採取が行われたのみで、ユーフォルビア・クアルツィティコラと同じ地域に生育することから、これと同じ脅威に晒されているといえる[79]。
- E. mahabobokensis - マダガスカル南西部のMahaboboka地域に見られるが発生面積も占有面積も小さく、生育地の喪失や環境悪化、成体減少傾向にある[80]。
- E. mahafalensis - マダガスカル原産で変種が2つ見られるが、基本種だけであれば発生面積と占有面積の小ささ、減少傾向にあるという点から絶滅危惧種（Endangered）相当である[81]。
- E. moratii（ユーフォルビア・モラティー）- #ワシントン条約（CITES）附属書掲載の種を参照。
- E. neohumbertii - マダガスカル北部の Tsingy of Ankarana やモンターニュ・デ・フランセに見られるが、発生面積も占有面積も極めて小さく、減少傾向にある[82]。
- E. paulinii - マダガスカルのツィンギ・ド・ベマラハに見られるが、占有面積20平方キロメートル未満と推定される[83]。
- E. platyclada - マダガスカル南西部のごく限られた場所に2変種が見られる[84]。
- E. primulifolia（ユーフォルビア・プリムリフォリア[24]）- マダガスカルに分布し2変種が知られているが、両者を合わせても20,000平方キロメートルにしか発生が見られず、生育地の環境悪化により減少傾向にある[85]。
- E. quartziticola（ユーフォルビア・クアルツィティコラ）- #ワシントン条約（CITES）附属書掲載の種を参照。
- E. sakarahaensis - マダガスカルのSakaraha/Mahaboboka地域にのみ見られるが、放火や農業といった人間の活動により脅かされている[86]。
- E. waringiae - マダガスカルのエスムニ（Esomony）地域に生育するが、ただ1つの採取品が知られているのみであり、生育地の環境悪化や破壊に脅かされていると見られている[87]。

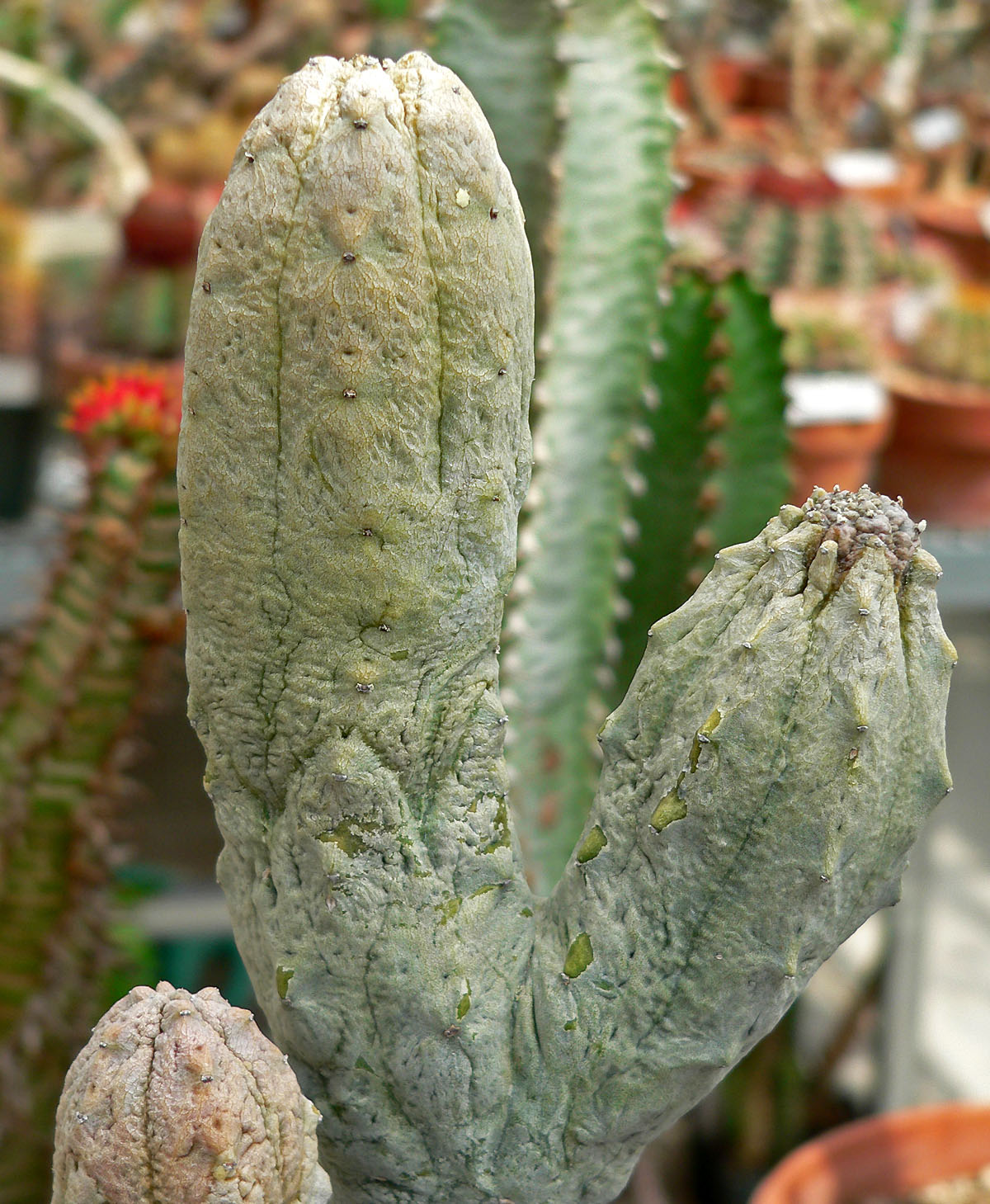
ユーフォルビア・アブデルクリ（Euphorbia abdelkuri）
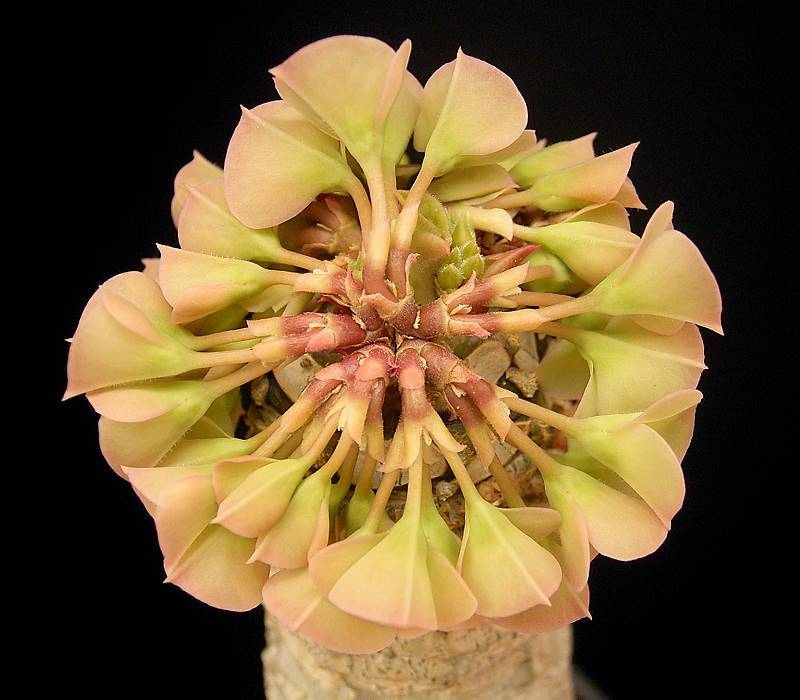
E. alfredii
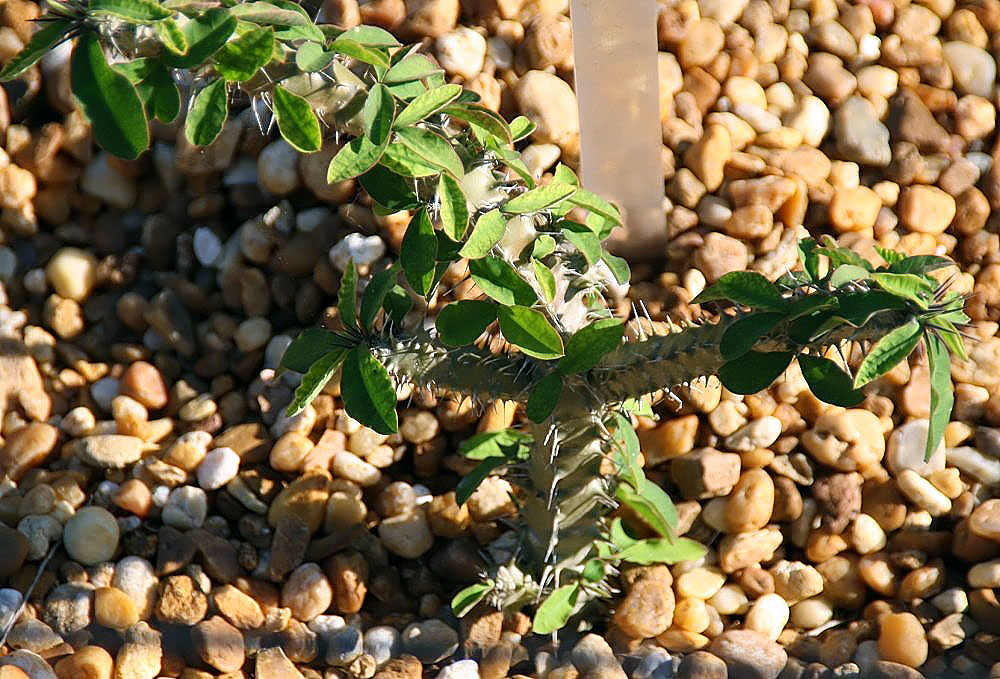
E. beharensis
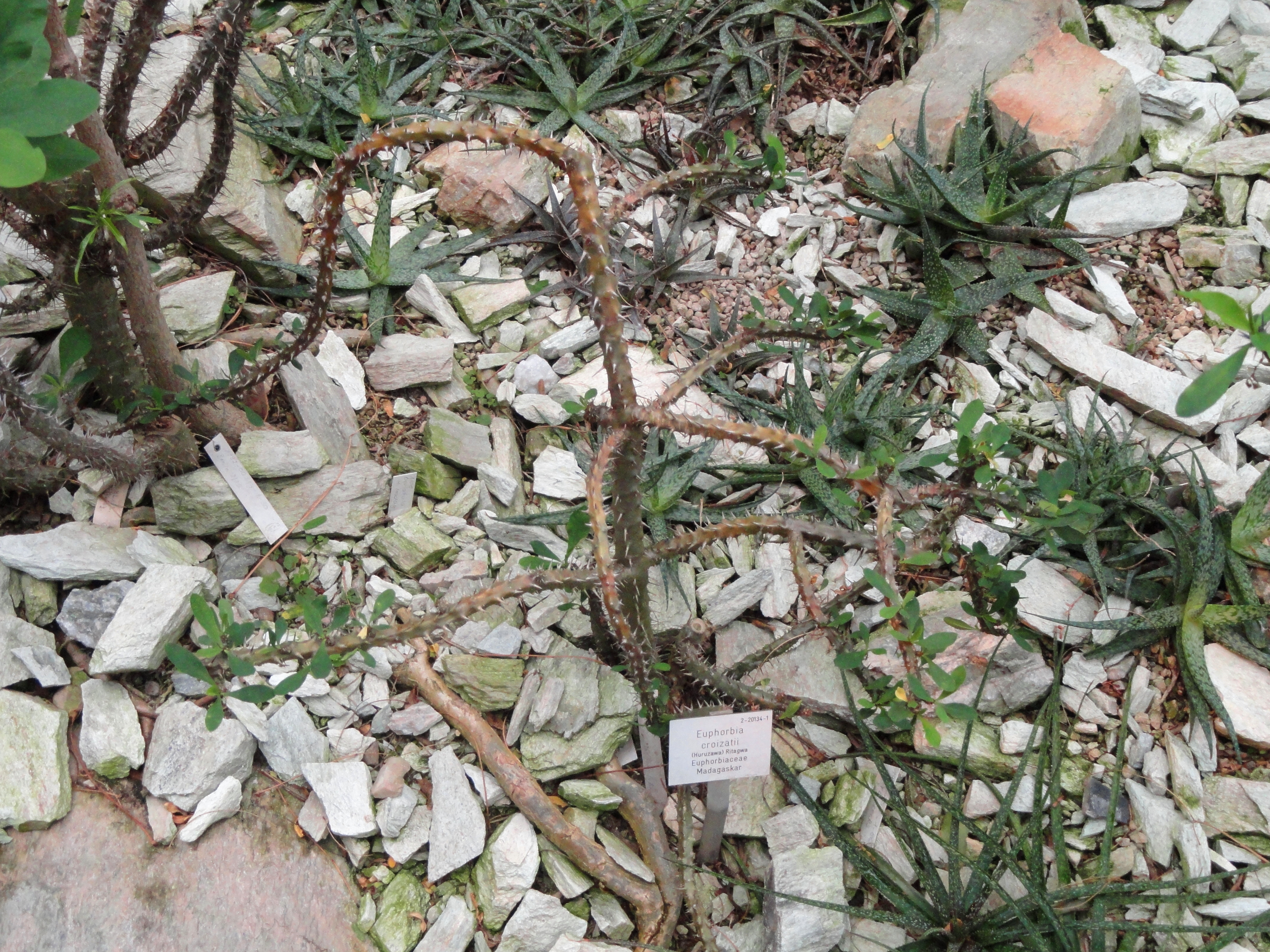
E. croizatii
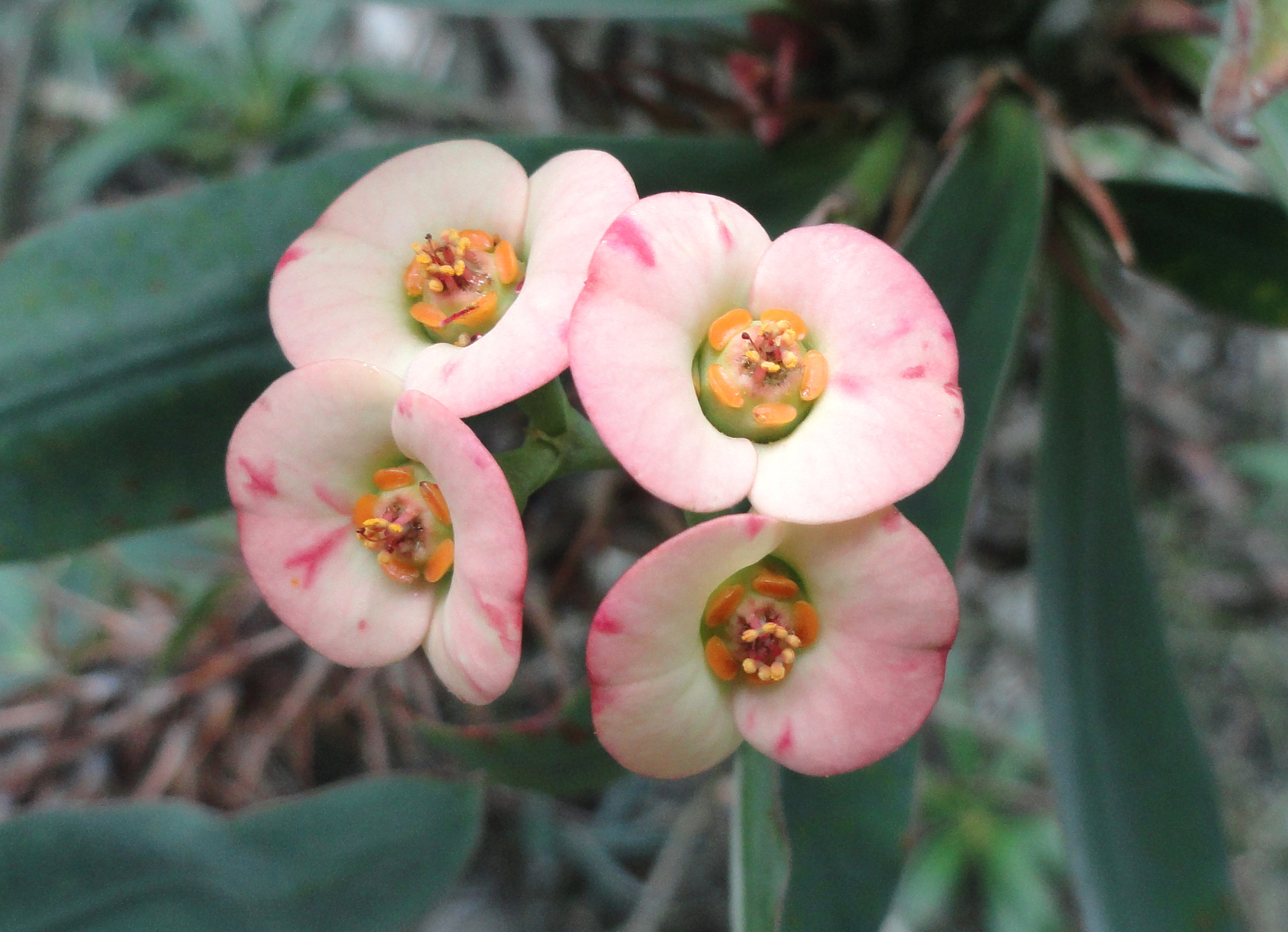
エウフォルビア・ディディエロイデス（E. didiereoides）
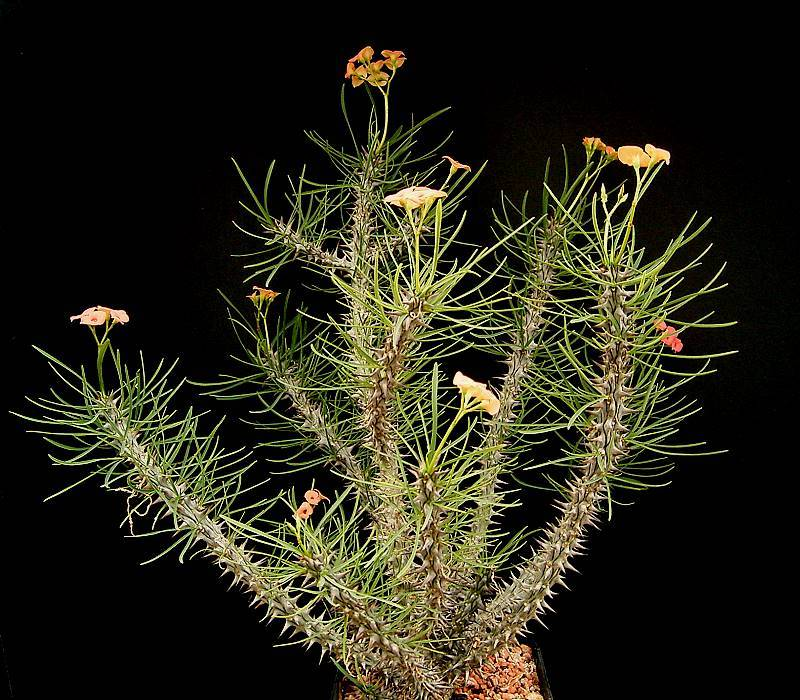
E. gottlebei
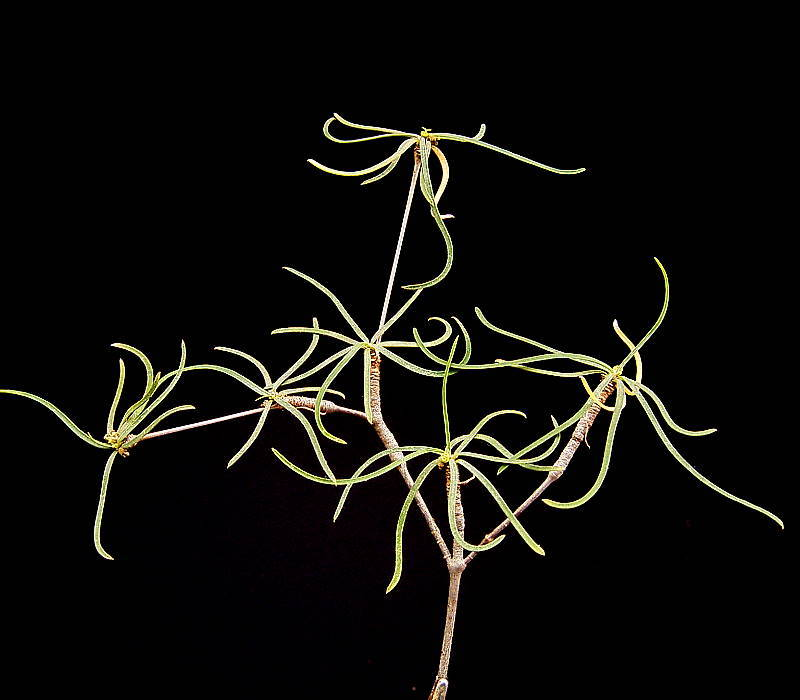
E. hedyotoides
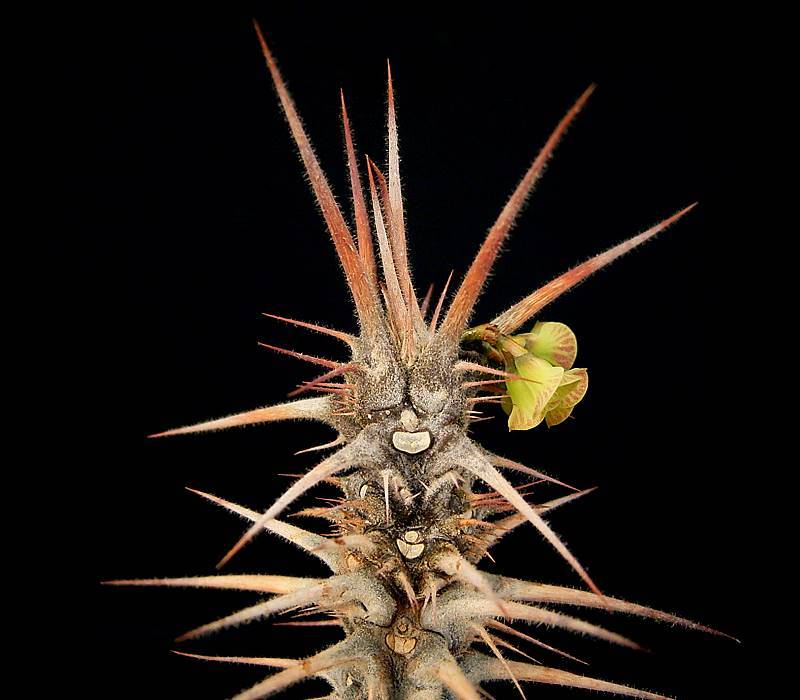
E. hofstaetteri
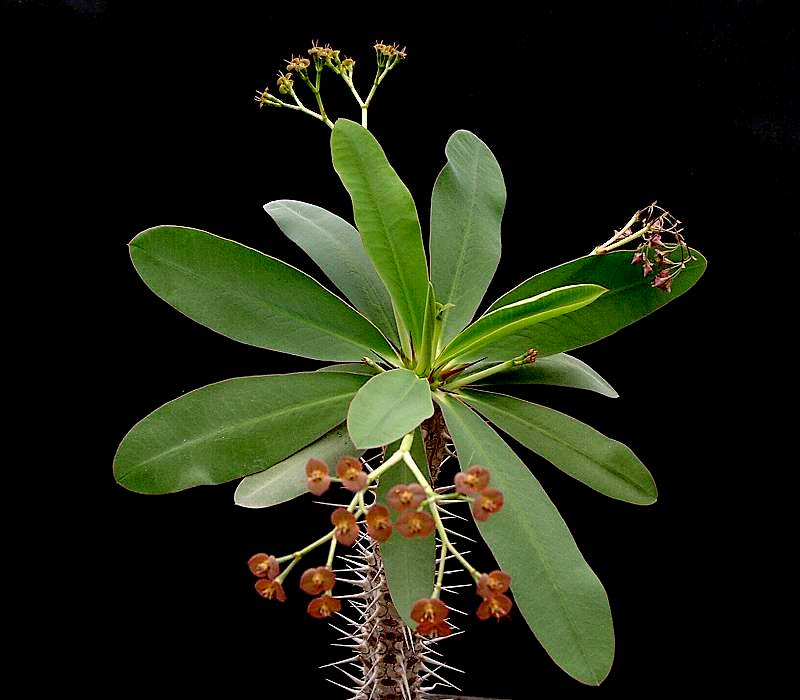
E. leandriana Boiteau (syn. E. horombensis Ursch & Leandri)
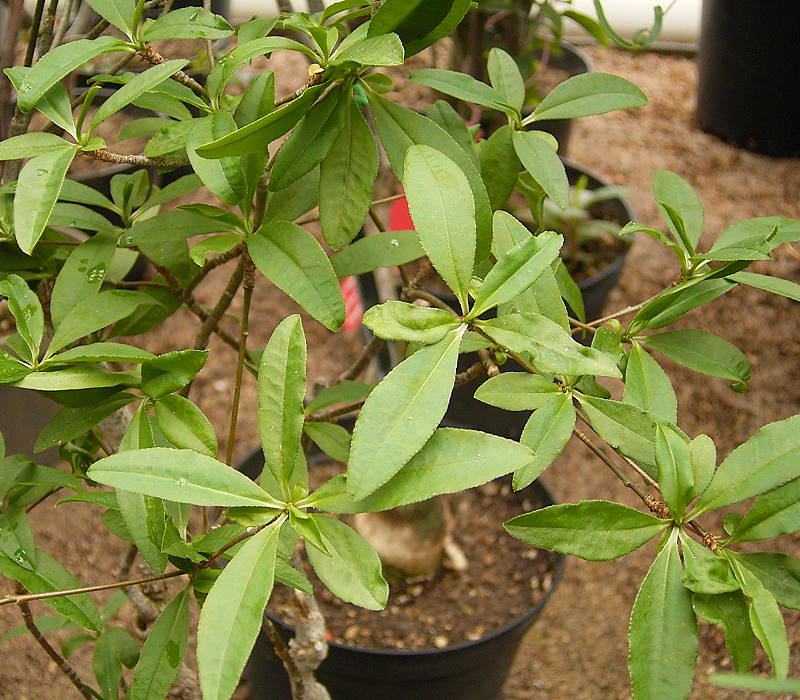
E. mahabobokensis
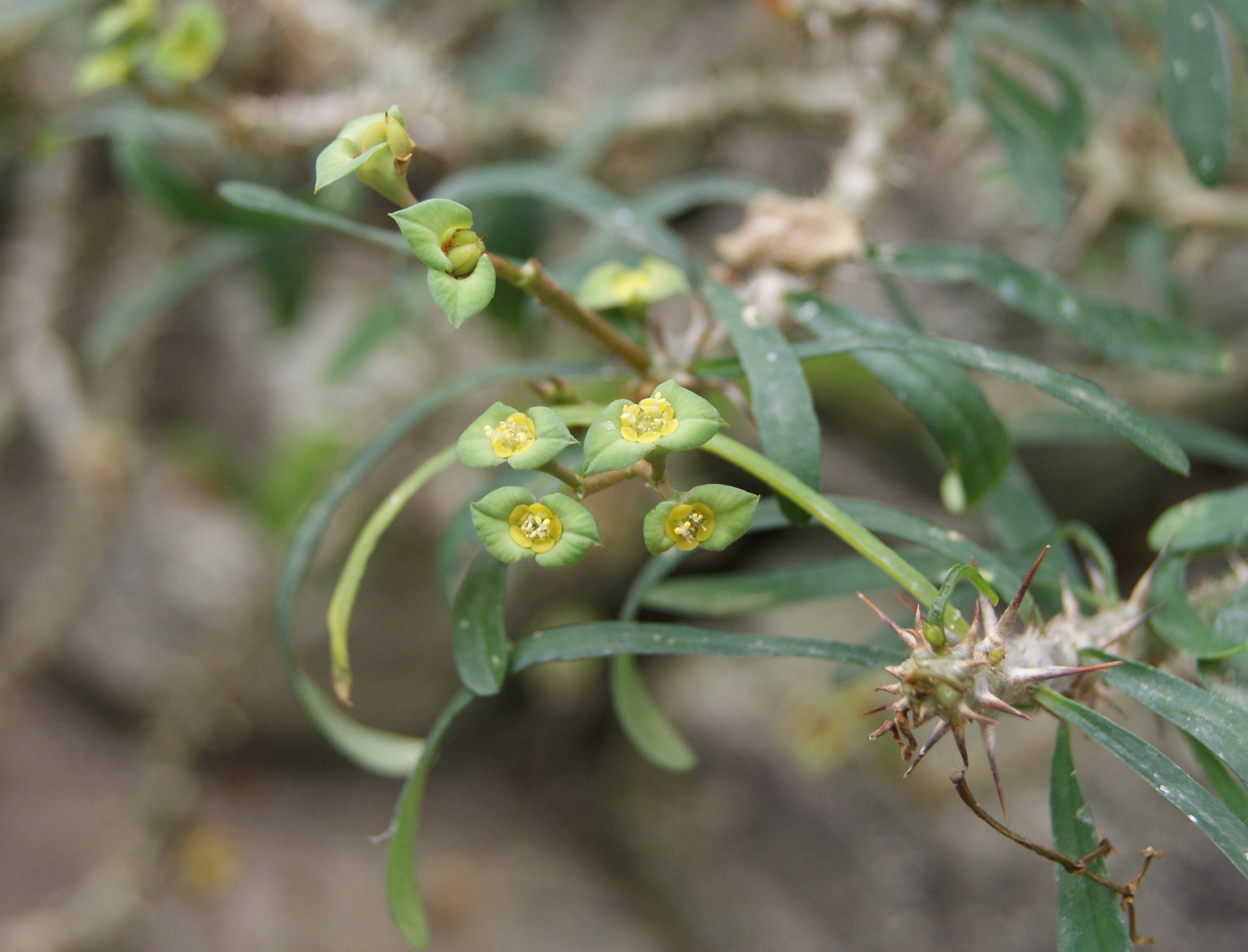
E. neobosseri
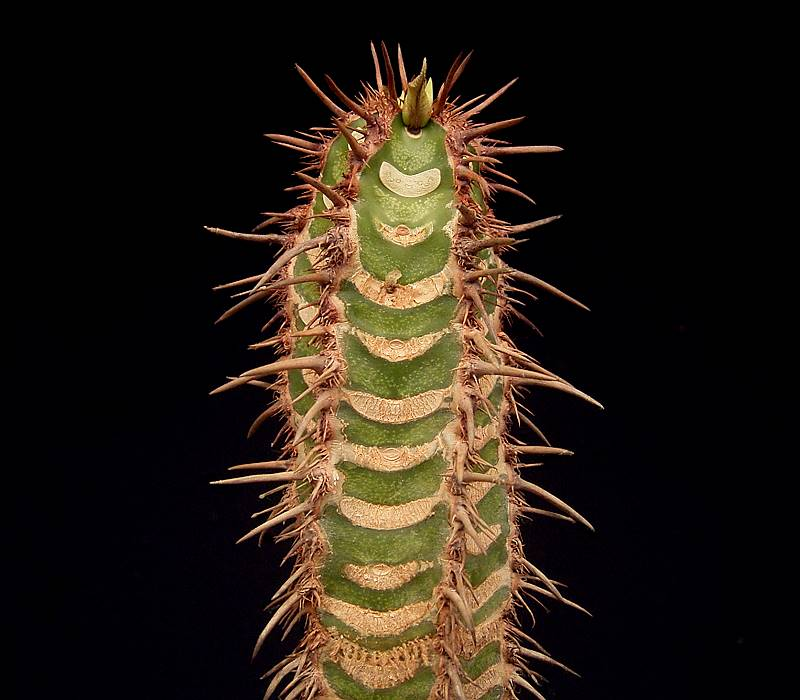
E. neohumbertii
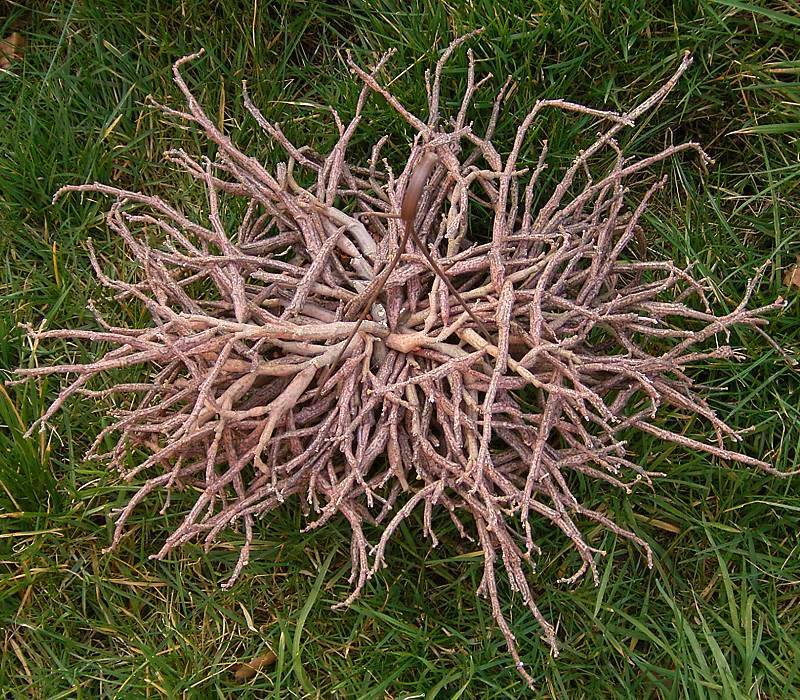
E. platyclada var. platyclada
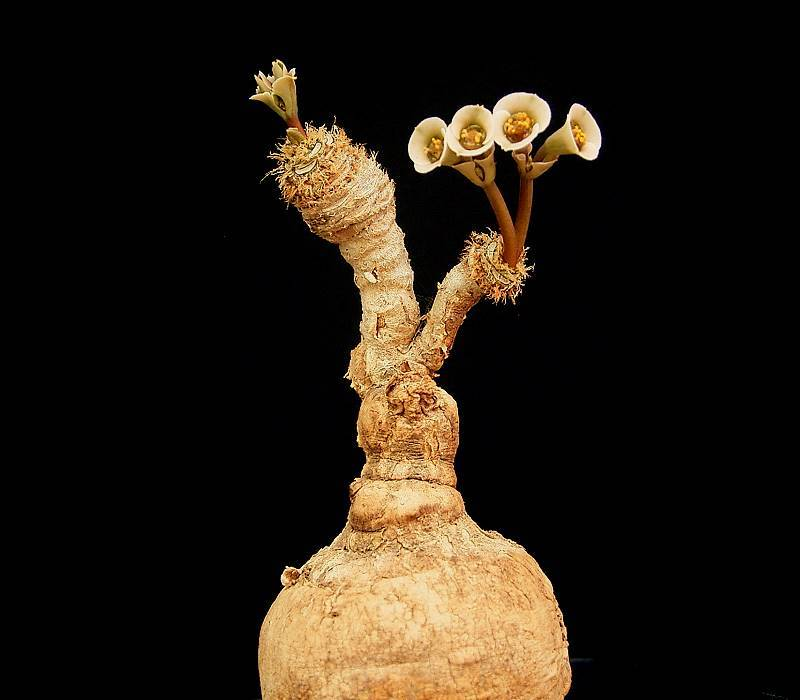
ユーフォルビア・プリムリフォリア（E. primulifolia）
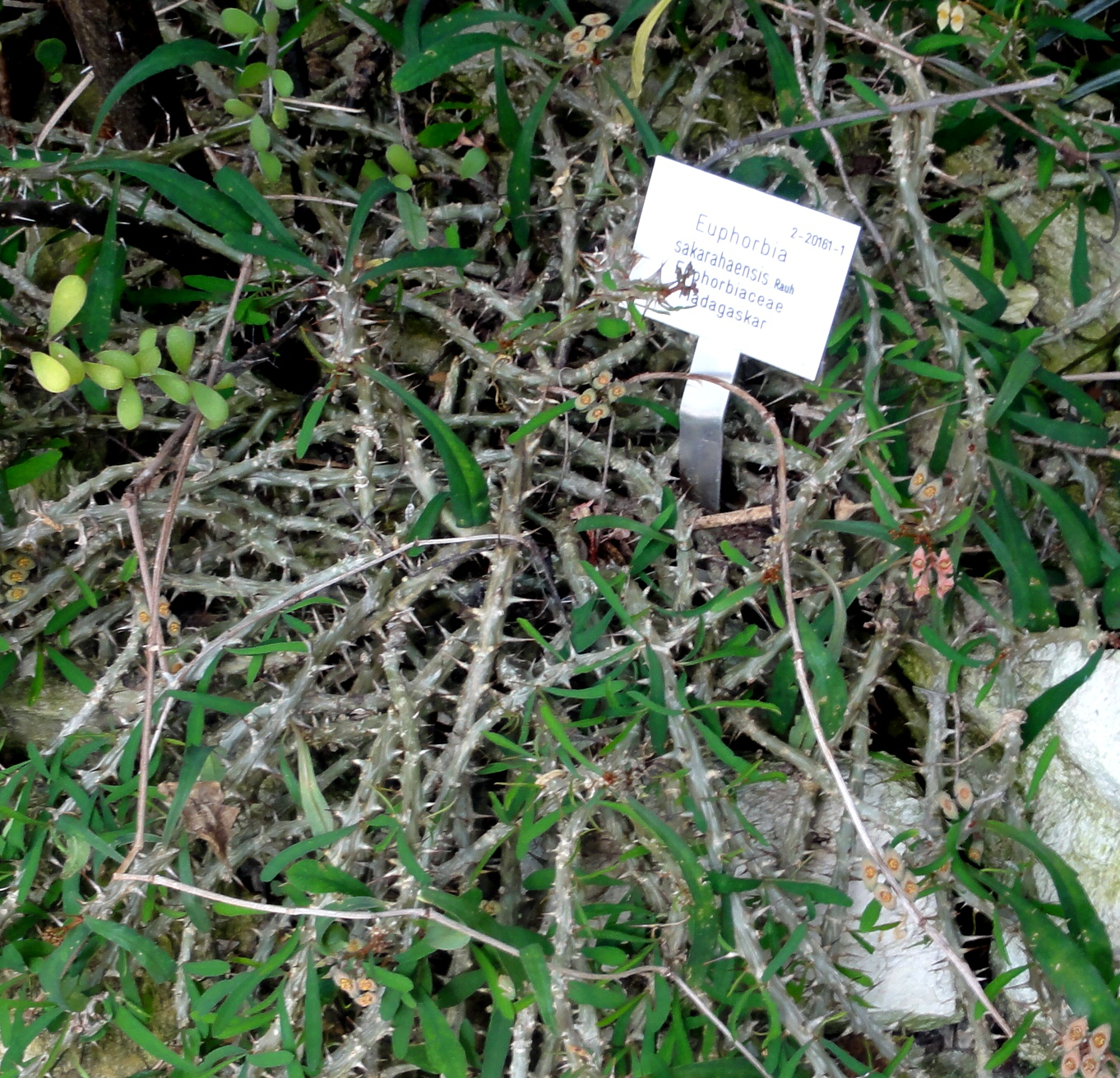
E. sakarahaensis
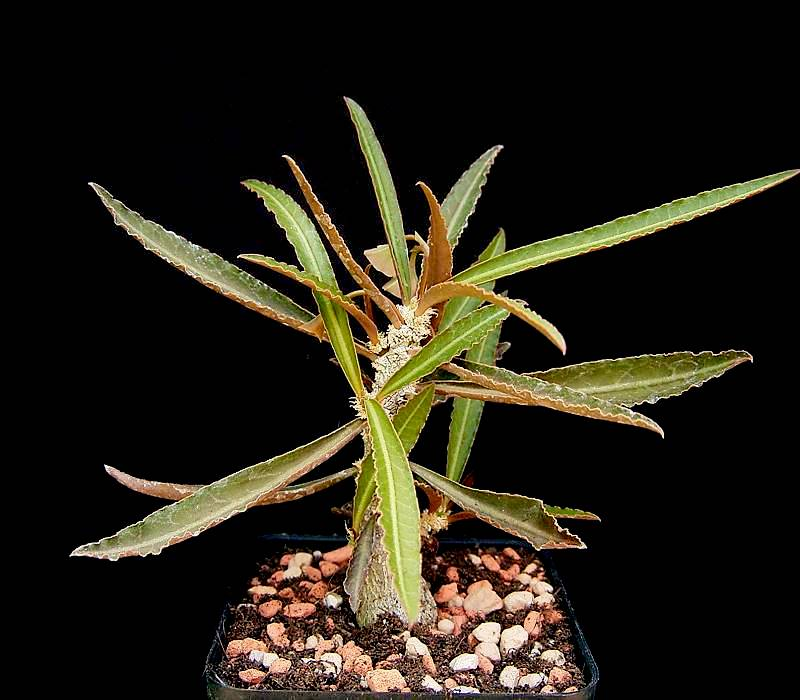
E. waringiae

## その他の構成種
- Euphorbia canariensis（ユーフォルビア・カナリエンシス[24][28]）- スペイン領カナリア諸島全体に見られるが、20世紀にランサローテ島からは姿を消した[88]。園芸名: 墨キリン[24][28]。
- E. mellifera（ユーフォルビア・メリフェラ[24][28]）- カナリア諸島（テネリフェ島、ラ・ゴメラ島、ラ・パルマ島）およびポルトガル領マデイラ諸島に見られる低木あるいは小高木[89]。
- E. milii（ハナキリン）- マダガスカル原産だが、花木として世界中の庭園に普及している[90]。これまでに11変種の記載が行われており、中には生育地の喪失や環境悪化が認められるものもあるが、大半が知られていなかったり厳密な生育地が不明であったりする[90]。
- E. namibensis（園芸名: 蛮童子[91]）- ナミビア原産で、減少を招くまでには至っていないものの、採集活動は潜在的な脅威である[92]。
- E. neobosseri - マダガスカル南西部に2変種が見られるが、いずれも1度しか採取されていない[93]。
- E. palustris（ユーフォルビア・パルストリス[24]）- オランダ、スウェーデン、スペイン、ドイツ、トルコ、ノルウェー、フィンランド、フランス、ベルギーに分布[94]。
- E. tirucalli（ミドリサンゴ）- 熱帯のあらゆる地域に見られるが、有用植物として利用されてきた歴史が長く、移入されたものが結果的に野生化したために分布、特に原産地が分からなくなっている[95]。詳細は当該項目を参照。
- E. xylophylloides（ユーフォルビア・クシロフィロイデス[24]; シノニム: E. enterophora エウフォルビア・エンテロフォラ[96]）[97]- マダガスカル南西部および中央部原産[98]。

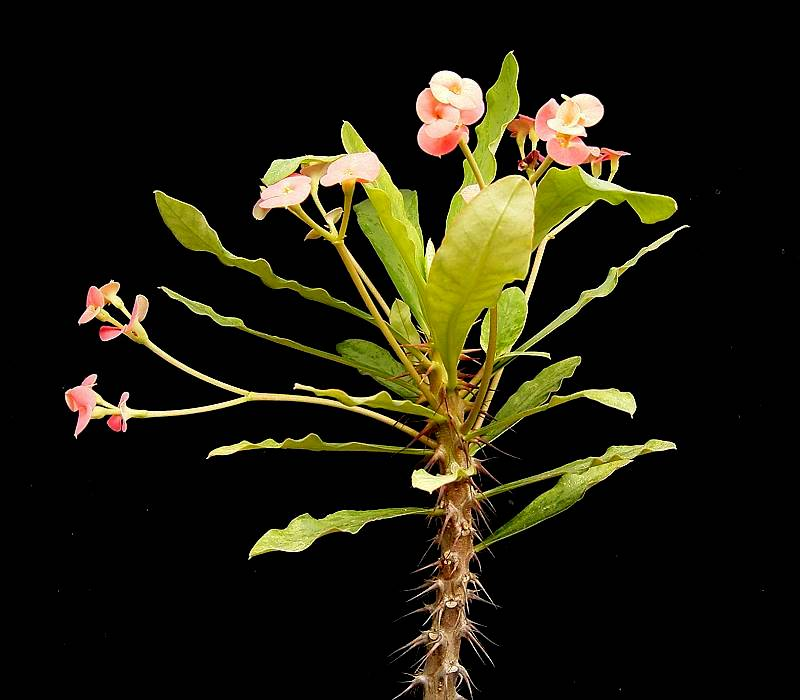
E. milii × E. moratii

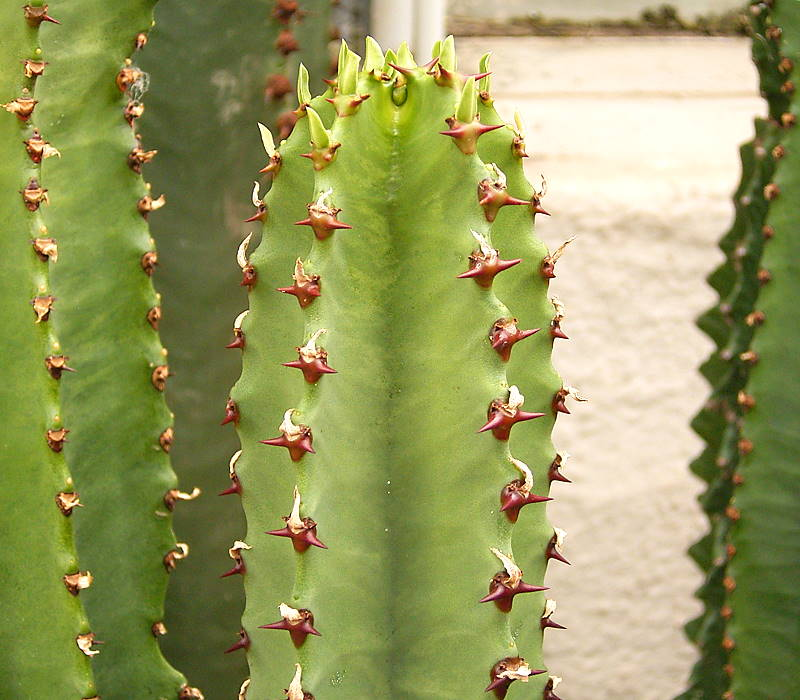
多肉化するトウダイグサ属の一種、Euphorbia ammak Schweinf.
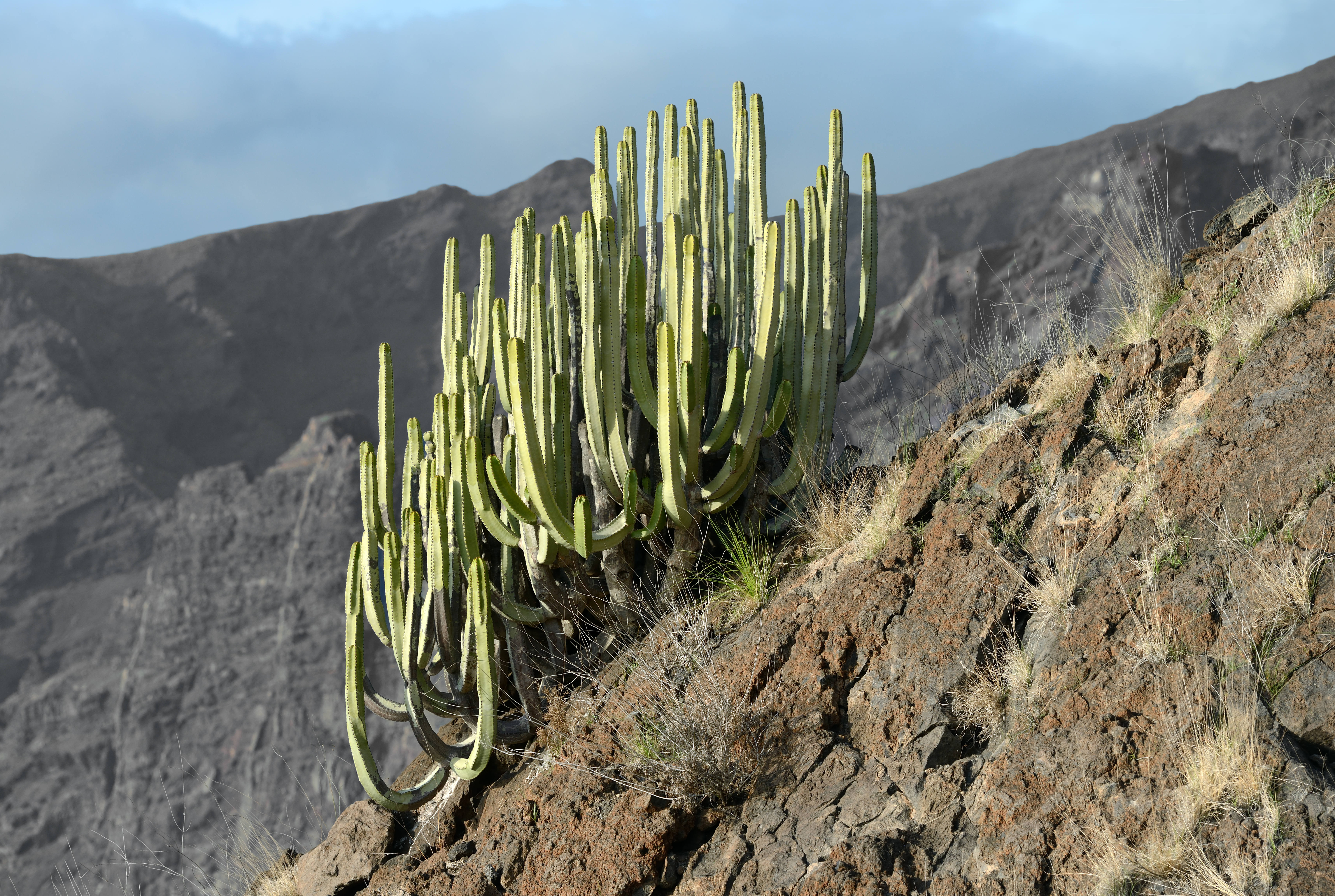
ユーフォルビア・カナリエンシス（E. canariensis）
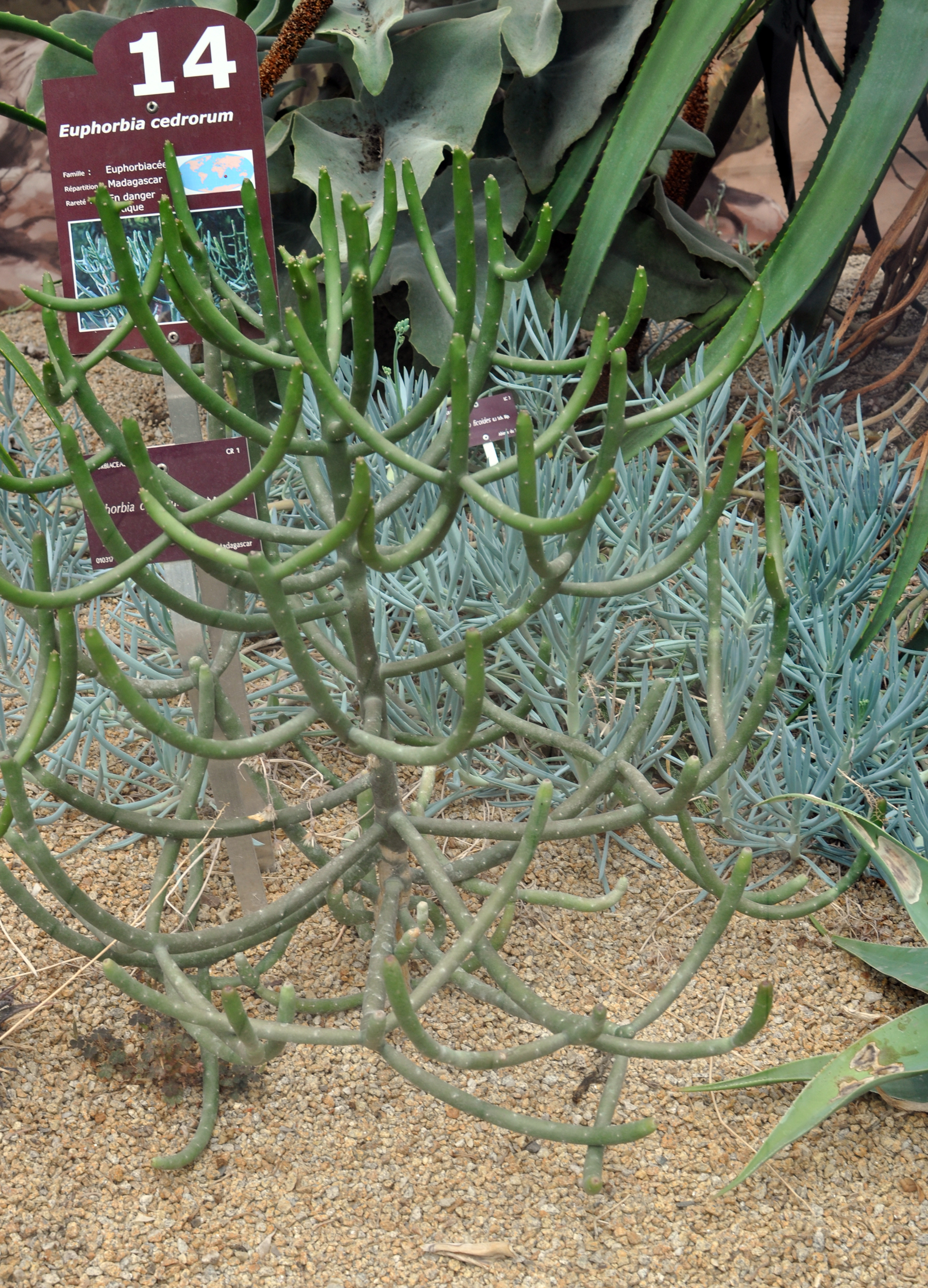
セドロルムトウダイグサ（E. cedrorum Rauh & Hebding）
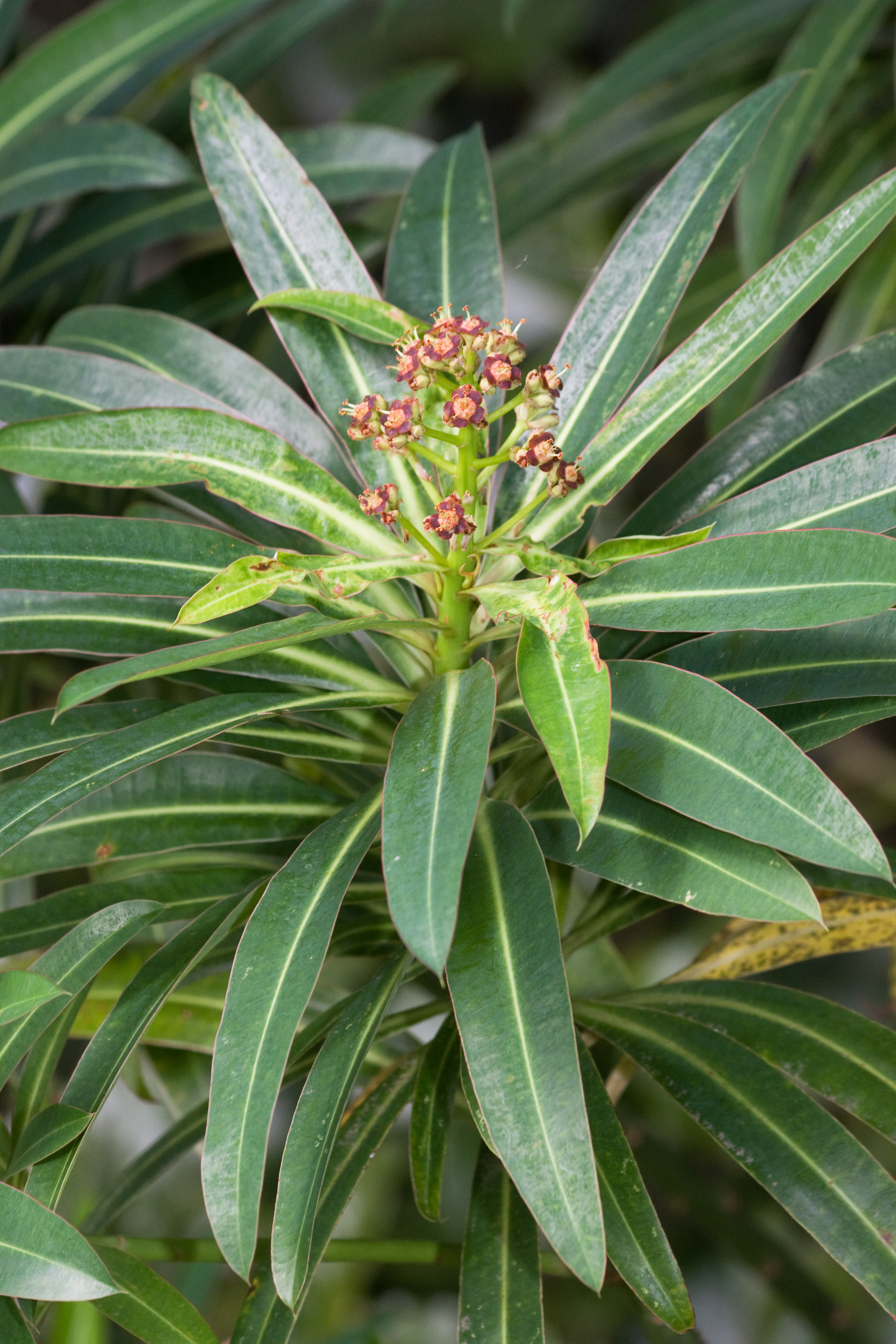
ユーフォルビア・メリフェラ（E. mellifera）
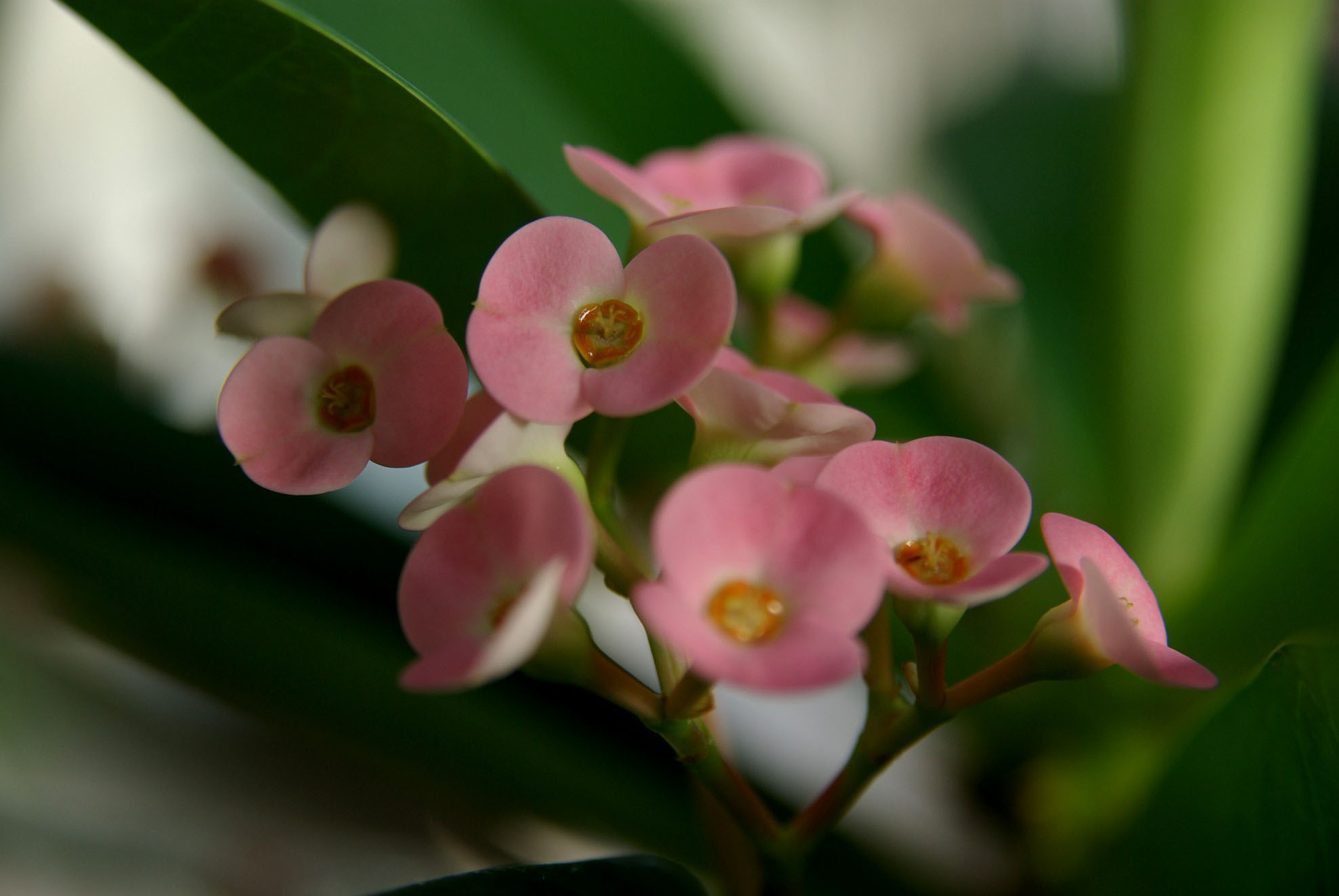
ハナキリンの一種（E. milii）
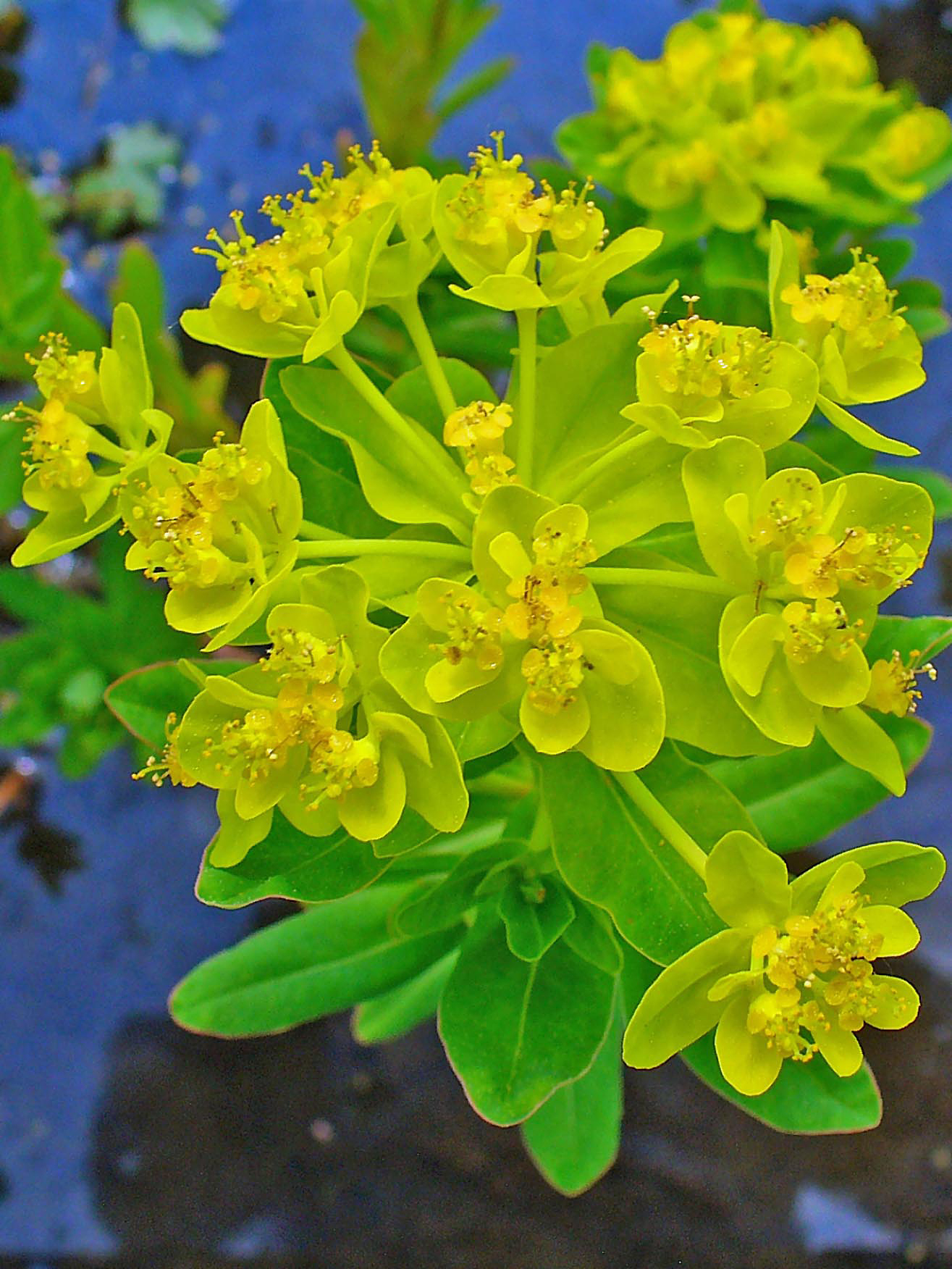
ユーフォルビア・パルストリス（E. palustris）
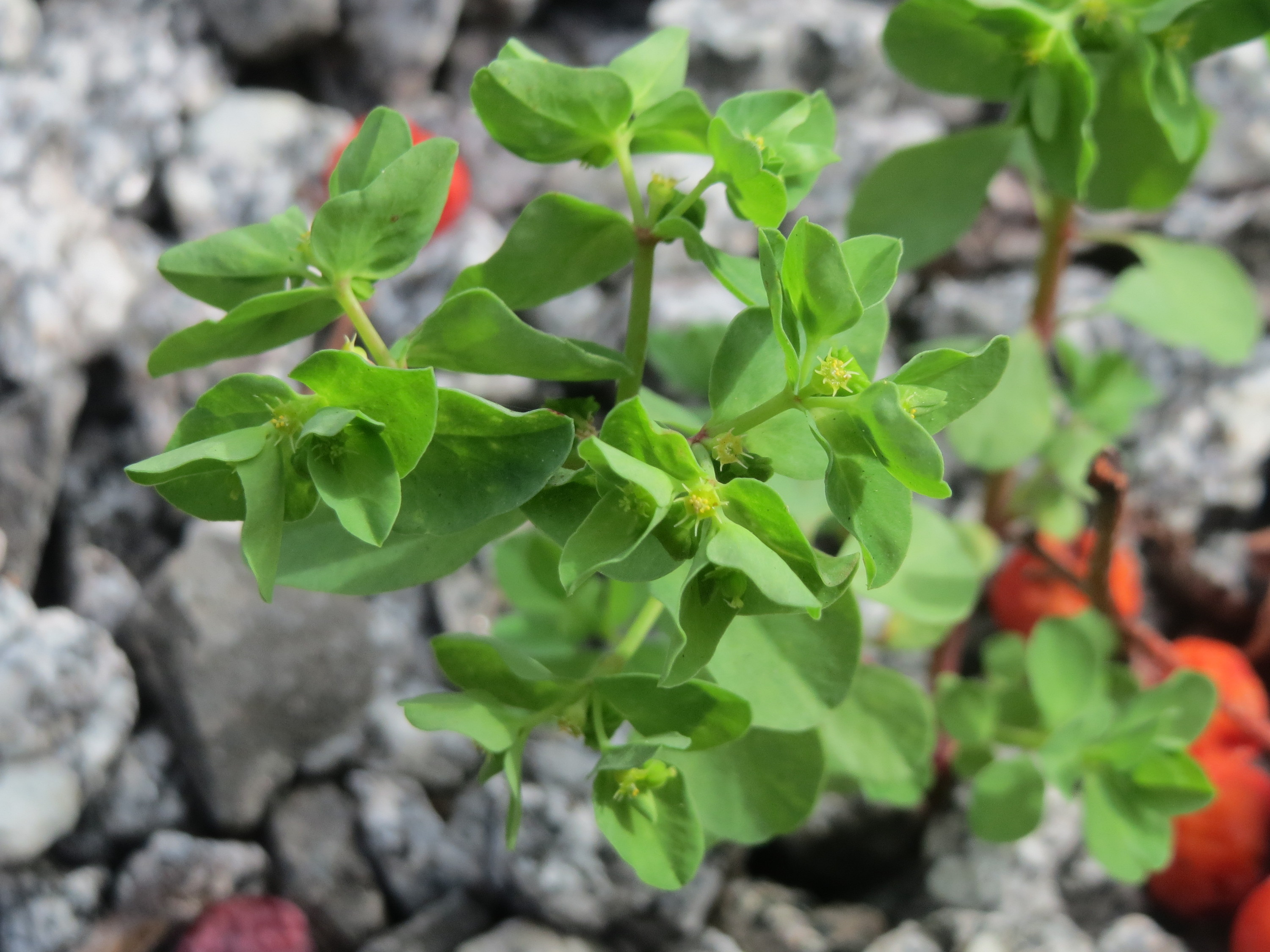
チャボタイゲキ E. peplus L.
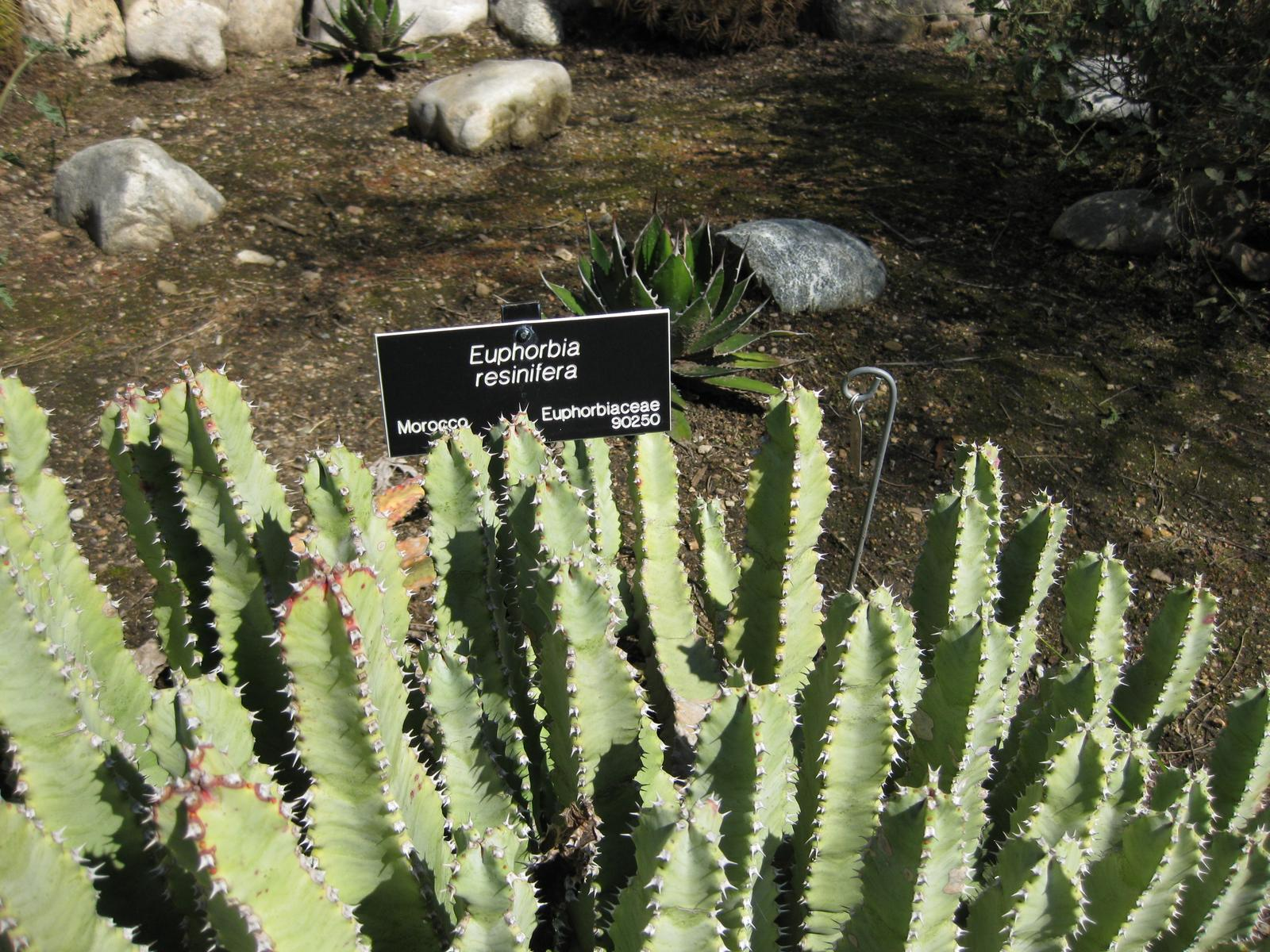
E. resinifera O.Berg
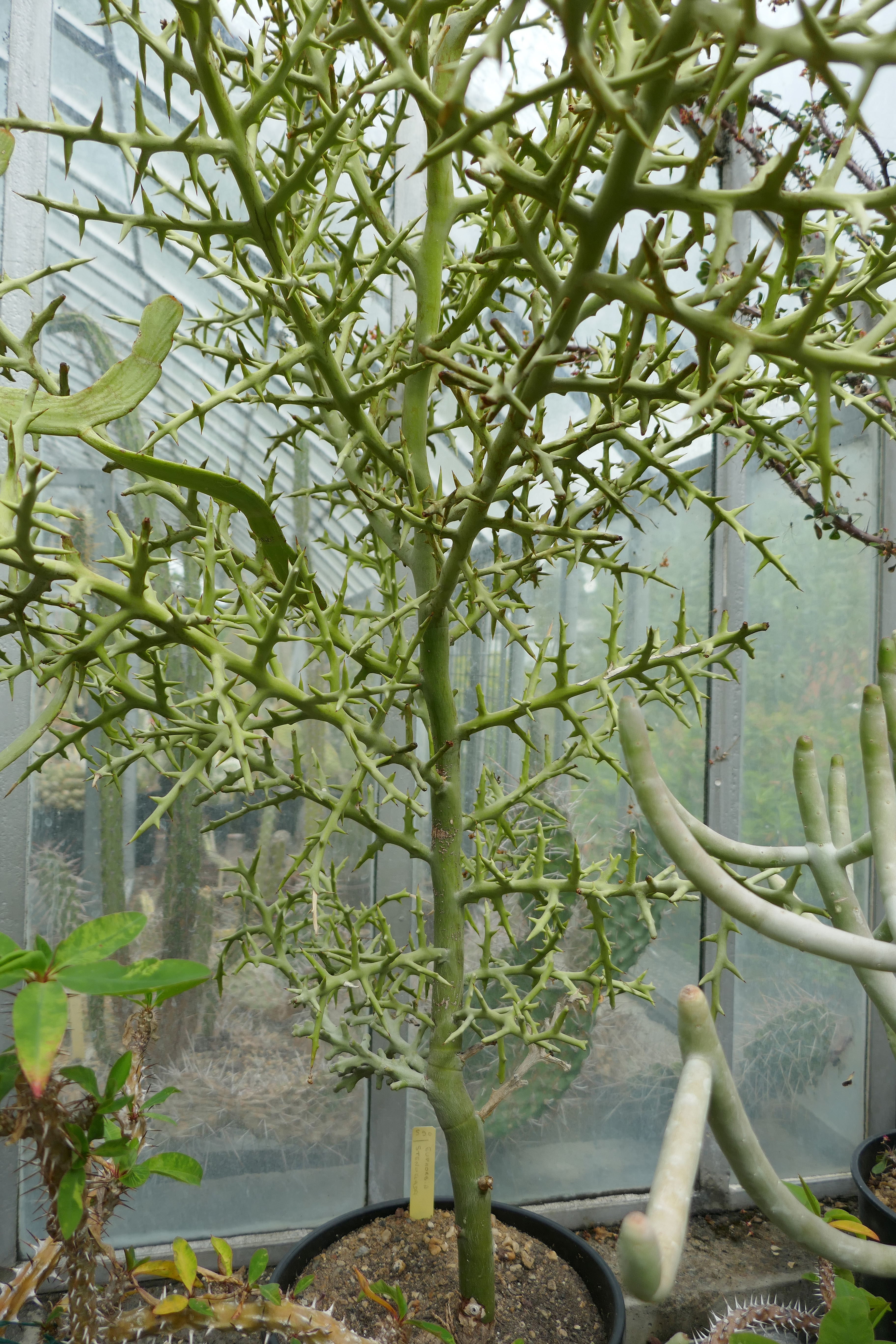
エウフォルビア・ステノクラダ[100]（E. stenoclada Baill.）
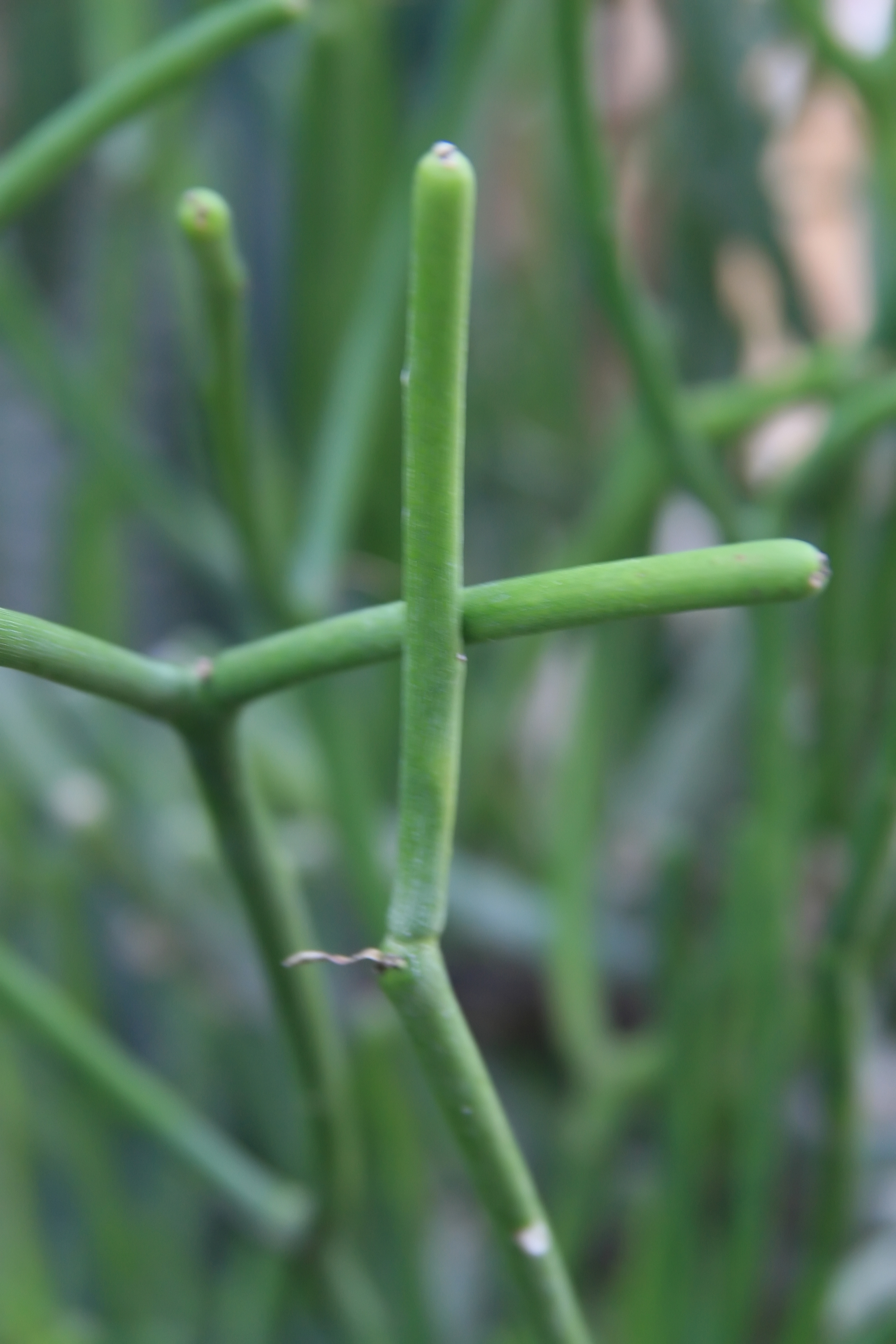
ミドリサンゴ（E. tirucalli）
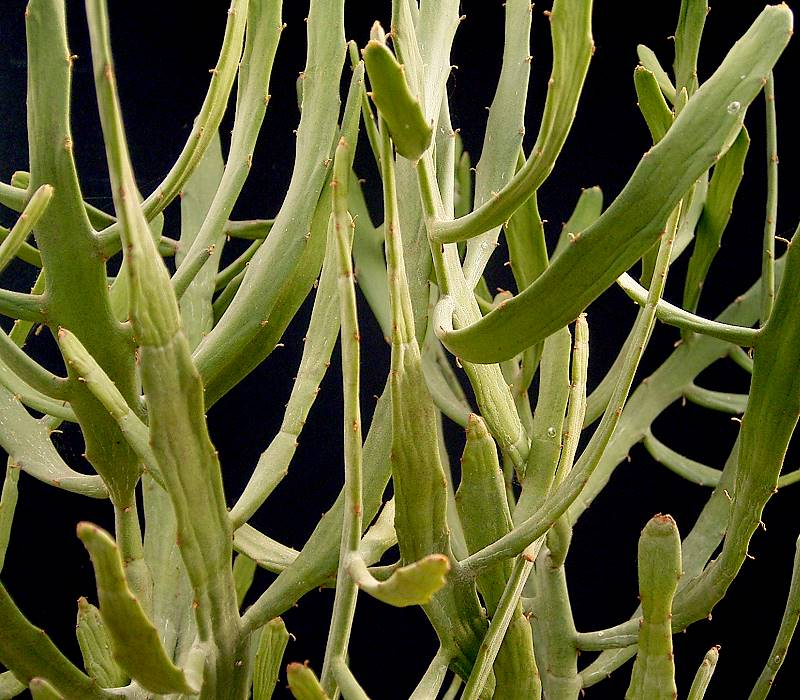
ユーフォルビア・クシロフィロイデス（E. xylophylloides）